# Pago (isola)
Pago (in croato Pag) è la quinta isola più grande della Croazia, situata in Dalmazia settentrionale a sud dell'isola di Arbe.
Amministrativamente appartiene in parte alla regione zaratina (città di Pago, comune di Pogliana e comune di Colane) e in parte alla regione della Lika e di Segna (città di Novaglia) e fa parte delle isole Liburniche meridionali.

## Geografia fisica

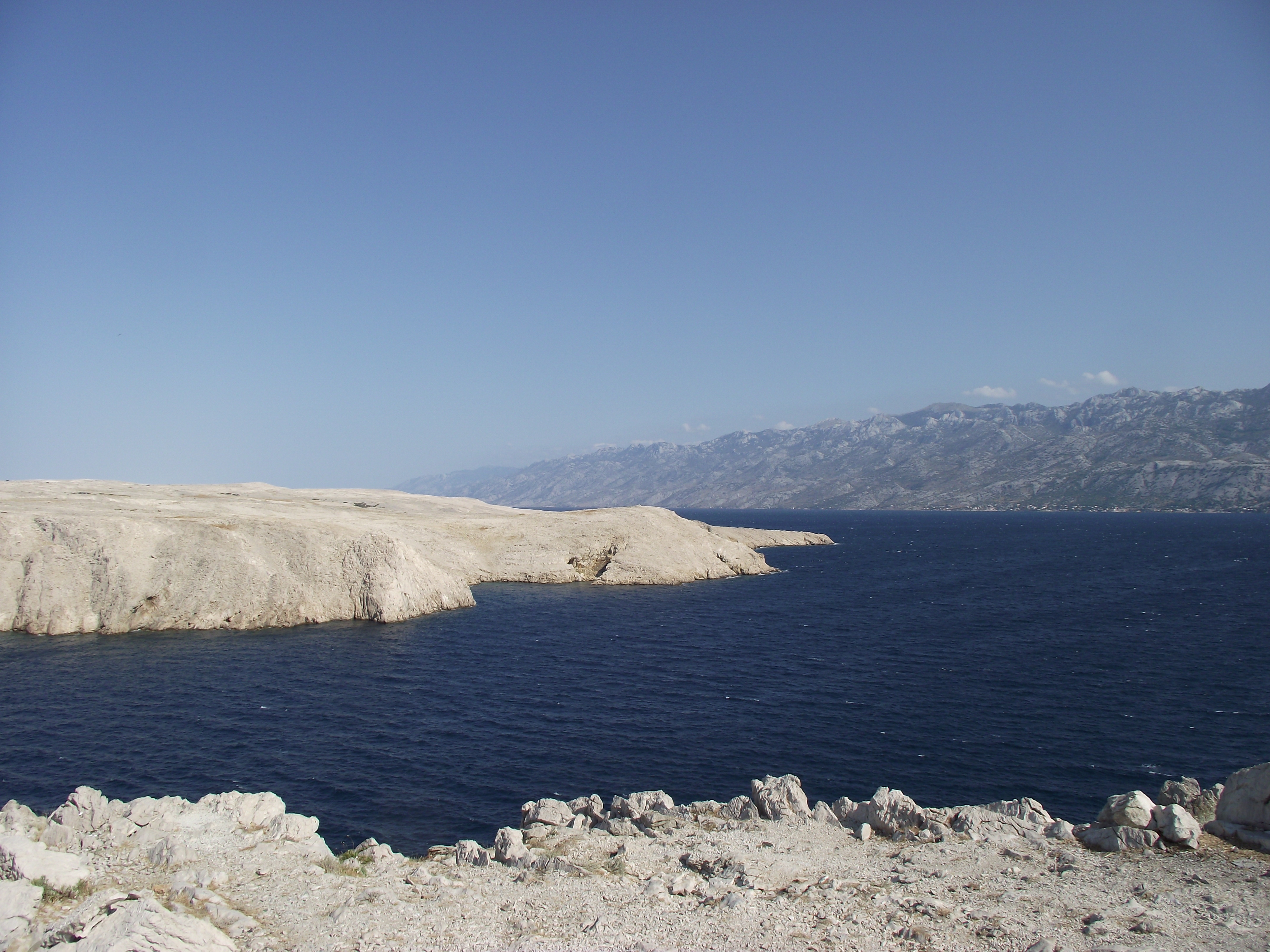
Lo stretto di Giuba e punta Liubina di Pago. In distanza le Alpi Bebie

Pago è situata nella parte orientale dell'arcipelago delle isole Liburniche meridionali; la costa occidentale è bagnata a nord dal Quarnarolo, al centro dal canale di Maon (Maunski kanal) che la separa da Scherda e Maon, a sud dal canale di Pogliana Nuova (kanal Povljana) che la separa da Puntadura; la costa meridionale è raggiunta dalle acque della baia di Nona (Ninski zaljev) e della baia di Giuba (Ljubački zaljev) e, più a est, è bagnata dallo stretto di Giuba (Ljubačka vrata) che la separa dalla terraferma; infine a est è bagnata dal canale della Morlacca e, per un breve tratto a nordest, dal canale di Pago (Paški kanal) che la separa da Arbe. L'isola dista 5,8 km da Arbe e 16,2 km da Cherso. Nel punto più ravvicinato, il lato opposto dello stretto di Giuba, dista dalla terraferma appena 200 m.
Pago è un'isola dalla forma stretta, allungata e molto irregolare, orientata in direzione nordovest-sudest. Presenta molte grandi insenature, tra le quali il grande vallone di Pago che "spacca" l'isola nella parte centrale. Misura 59 km di lunghezza da punta Loni (rt Lon) al passaggio Zdrelce (Tjesnac Škamica) e 9,7 km di larghezza massima nella parte meridionale. Ha una superficie di 284,182 km² e uno sviluppo costiero di 302,474 km. Al centro, il monte San Vito (Sveti Vid), che si affaccia sul vallone di Pago, è il punto più elevato con i suoi 349,1 m s.l.m..
Le estremità dell'isola sono: punta Loni (rt Lun) a nord, punta Figurizza (rt Figurica) a ovest, punta Puogo (rt Prutna) a sud e punta Liubina di Pago (Paški oštrijak) a est.

### Coste

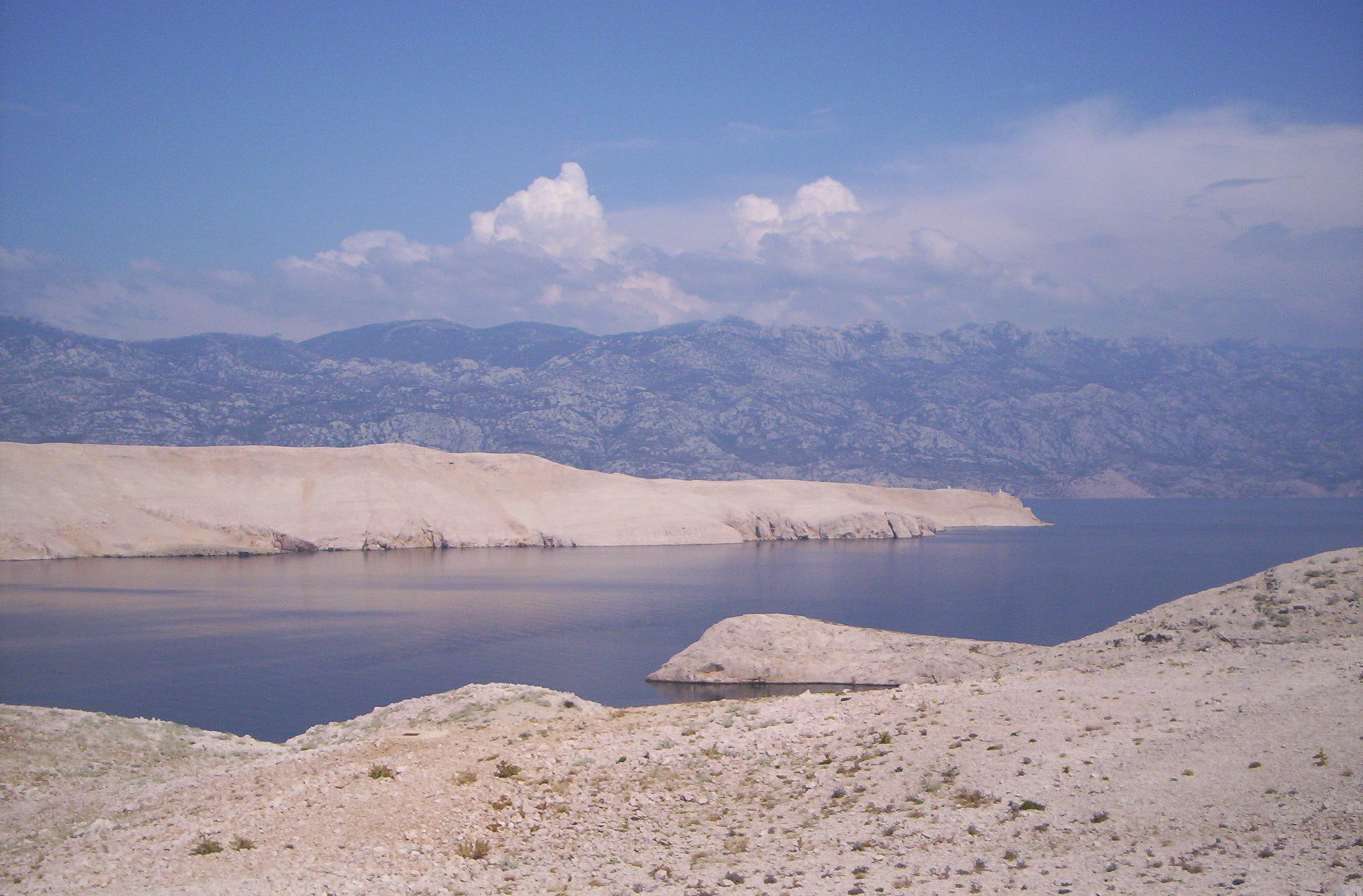
La Bocca di Pago e punta San Cristoforo

I 302 km di costa fanno di Pago l'isola più estesa per sviluppo costiero della Croazia, mentre il coefficiente d'indentazione di 4,50 è il valore più alto insieme a quello di Isola Lunga. Ciò si traduce in una costa particolarmente ricca di insenature di varia grandezza, promontori e lunghe penisole..

L'aspetto della fascia costiera dipende direttamente dalla sua conformazione geologica. Dunque, zone prevalentemente aspre e scoscese si trovano soprattutto nella parte settentrionale di Pago, mentre nella parte centro-meridionale si incontra una costa con spiagge di sabbia (la maggiore è quella di Prosika, una lingua di terra che collega i due lati del vallone di Pago e la città stessa) o di ciottoli (Zrće, Straško, etc.), e pendii collinari più lievi che portano al mare.

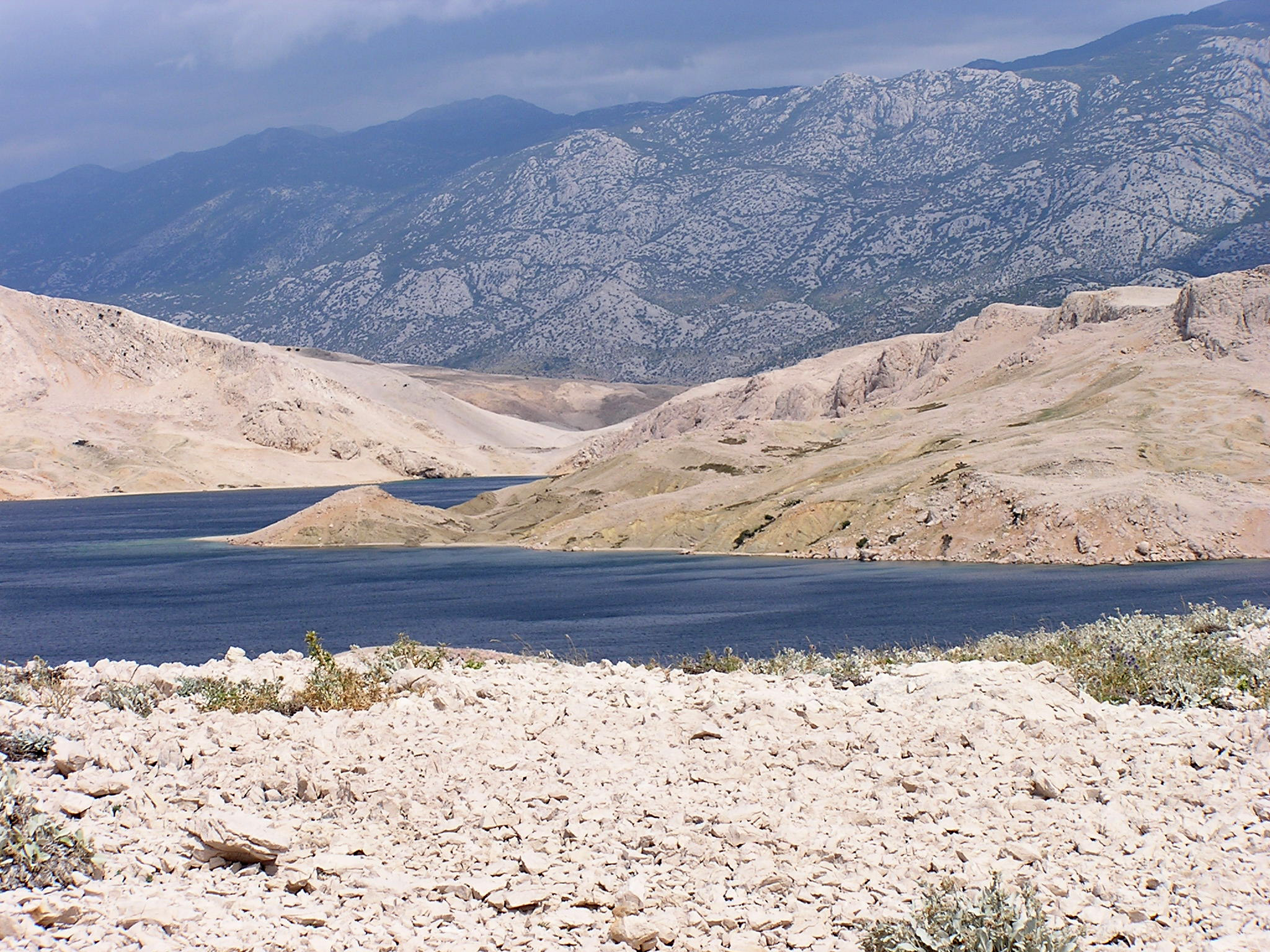
Rt Sušak e le acque del vallone di Pago

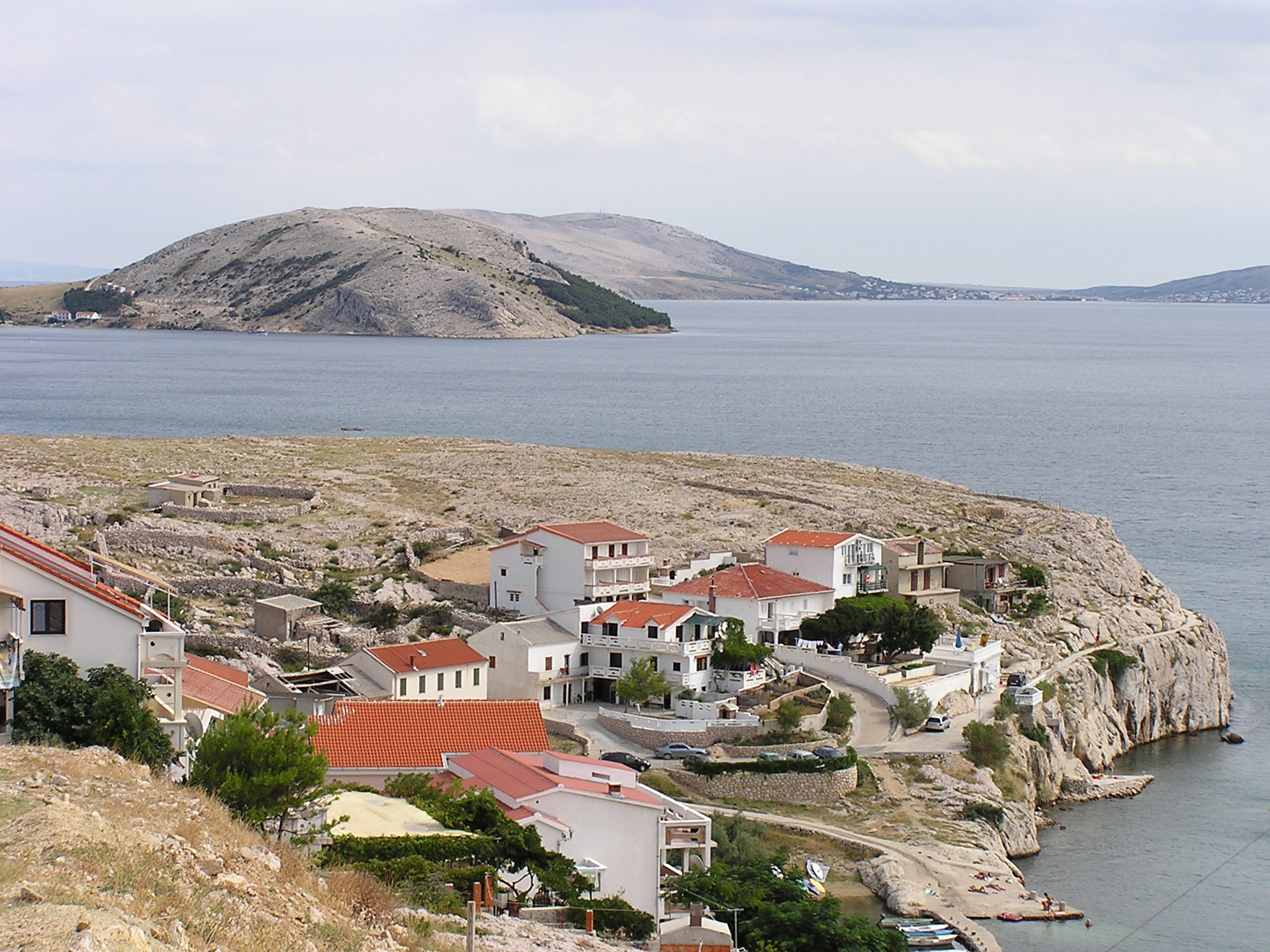
Rt Metajna vista dal villaggio di Barbato Superiore

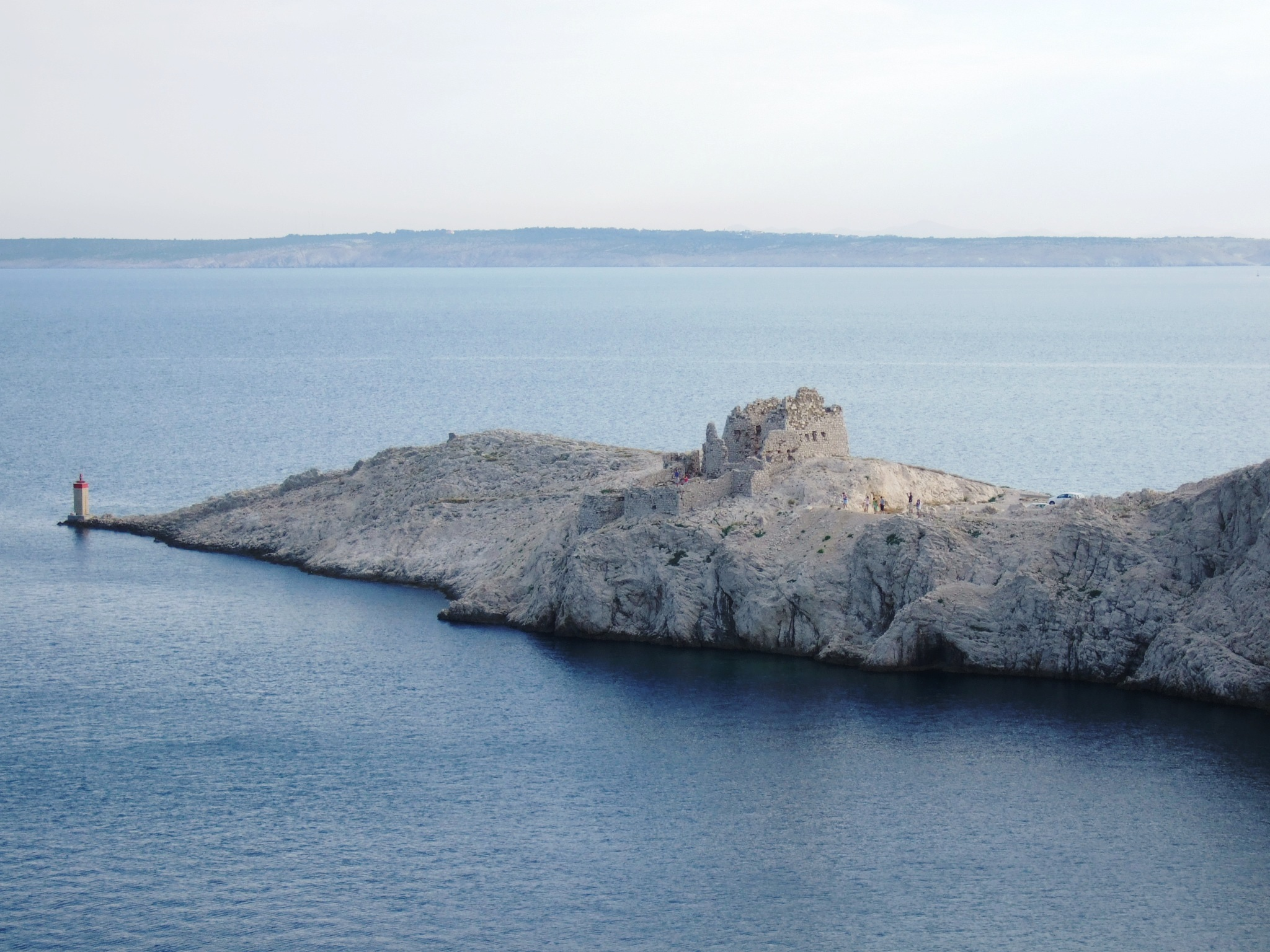
Punta Fortizza, con il faro e la rovina della torre d'osservazione veneziana

Tra i promontori, oltre alle già citate estremità, sono degni di nota:
- punta Deda[7][34][35] (rt Deda)[13], nella parte settentrionale del vallone e dell'insediamento di Novaglia Vecchia, si trova poco a est dell'inizio della lunga penisola che si protende verso nordovest e che termina con punta Loni;
- punta Finocchiara[36] o punta Corromacna[7] (Zali rt)[13], punta situata all'estremita nordorientale di Pago su cui si trova un faro[13];
- punta Posta Nuova[37] (rt Nova Pošta)[13] e rt Zakučenica[13], due punta situate lungo la costa orientale di Pago, nei pressi delle quali si trova lo scoglio Za Caceniza;
- punta San Cristoforo[7][16][38] (rt Kristofor)[13], punta situata al centro della costa orientale dell'isola, al termine della penisola Fornace[39] (Furnaža)[13] e all'ingresso meridionale della Bocca[7][31] o Porta di Pago[17] (Paška vrata). Vi si trova un faro[13];
- punta San Nicolò[40] (rt Sveti Nikola)[13], situata a ovest di punta San Cristoforo, si trova all'estremità di una penisola che inizia nei pressi della città di Pago, all'ingresso settentrionale della Bocca di Pago. Vi si trova un faro[13];
- rt Zrće[13] e rt Katarelac[13], due punte nella parte settentrionale del vallone di Pago;
- Mrki rt[13], Lojkova punta[13] e rt Gorevjak[13], tre punte nella parte centrale del vallone di Pago, al largo delle quali si trovano alcuni scogli;
- rt Metajna[13] e Južni rt[13], due punte poco a sud delle precedenti situate alle estremità della penisola Zaglava, sempre all'interno del vallone di Pago;
- un secondo Mrki rt[13] e rt Sušak[13], altre due punte poco a sud delle precedenti, nei pressi della Bocca di Pago;
- punta Bianca[41] (Bela punta)[13], si trova a sud di punta San Cristoforo e nei suoi pressi si trovano gli scogli Sestacauzzi;
- punta Santis[30] (rt Santiš)[13], situata nella parte meridionale della costa orientale di Pago
- punta Fortizza[34] (rt Fortica)[13], situata nella meridionale di Pago, all'ingresso occidentale dello stretto di Giuba, vi si trova un faro[13];
- punta Morta[42] (Mrtvi rt)[13], punta situata poco a ovest della precedente;
- punta Ragusa[34] (rt Dubrovnik)[13] e rt Rastovac[13], due punte della costa sudoccidentale che racchiudono il porto di Pogliana. Sulla prima vi si trova un faro[13];
- punta Cassione[43] (rt Trstenik)[13] e Gornji rt[13], due punte poco a nord delle precedenti che racchiudono il vallone di Cassione;
- punta Simone[40] (rt Šimuni)[13], punta al centro della costa occidentale di Pago, nei pressi dell'insediamento di San Simone;
- punta dei Sorci[27][44] (rt Mišnjak)[13], anch'essa nella parte centrale di Pago, chiude a ovest il vallone Slatina e nei suoi pressi si trova l'isolotto omonimo;
- punta Strasco[45] (rt Straško)[13], punta poco a sud della città di Novaglia;
- punta Gaia[35][46] o Gaja[7] (rt Gaj) e punta Artichio[35][43] o Artioch[7] (Rt vrtlić), le due punte che racchiudono il porto di Novaglia Nuova.

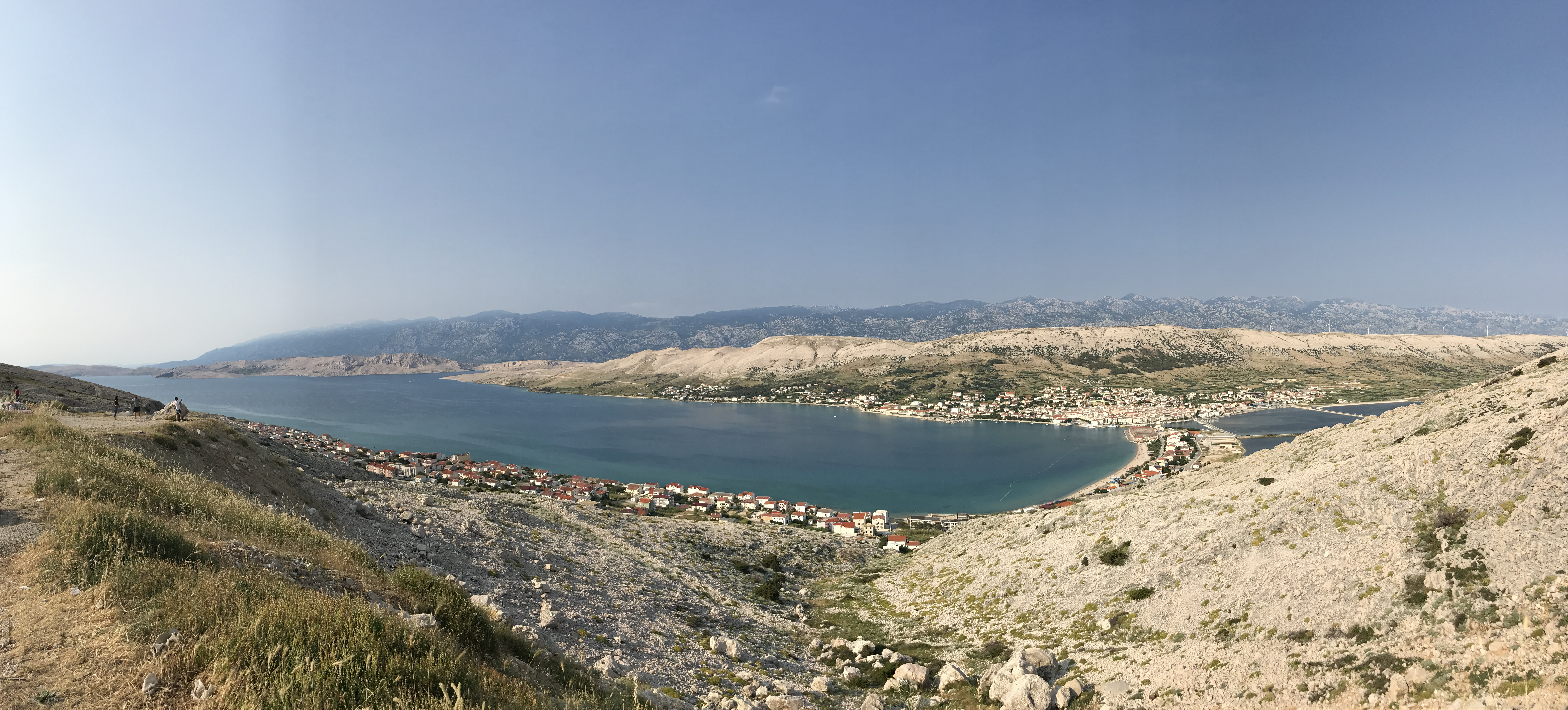
Veduta del vallone di Pago

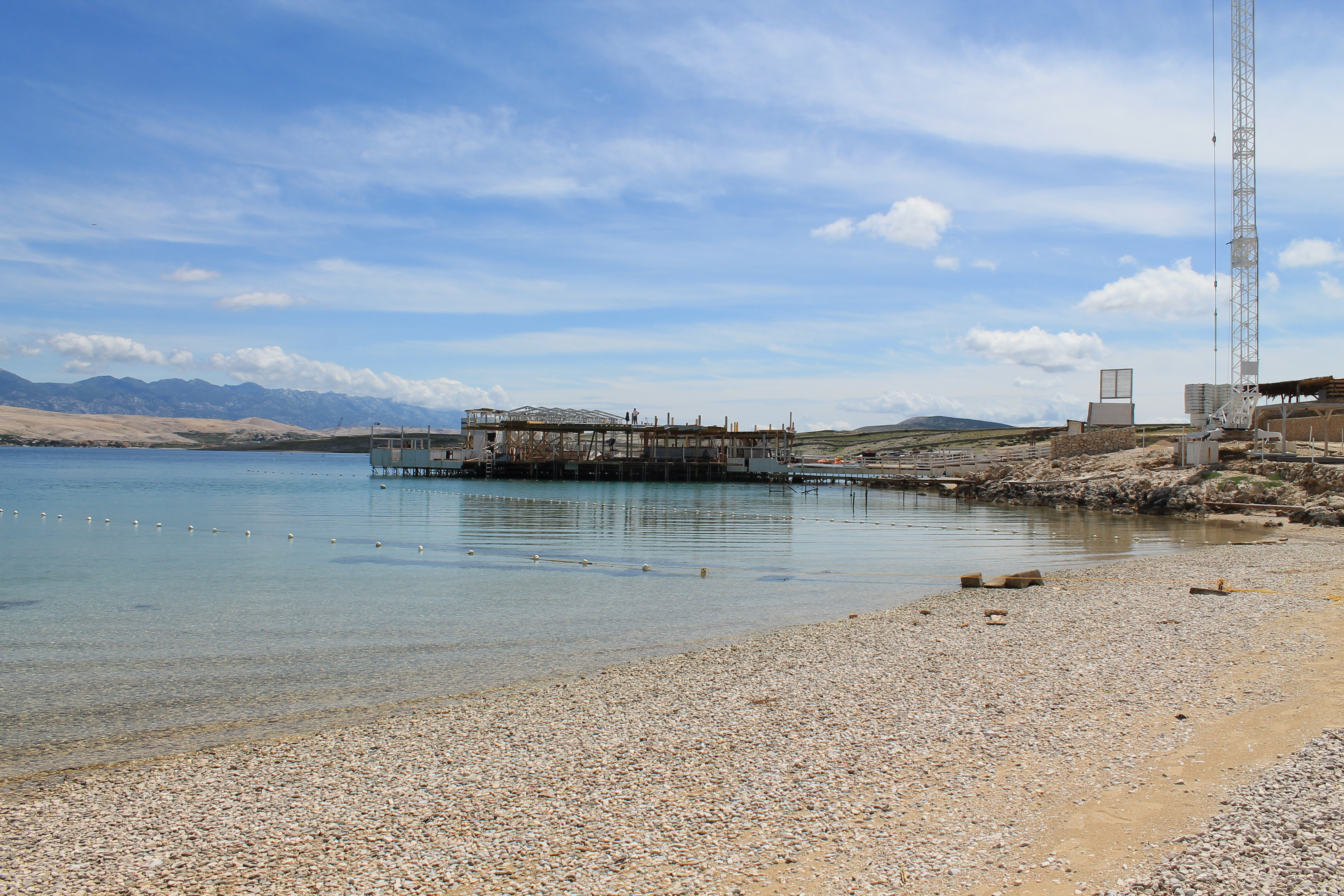
La spiaggia e le acque di valle Sanità

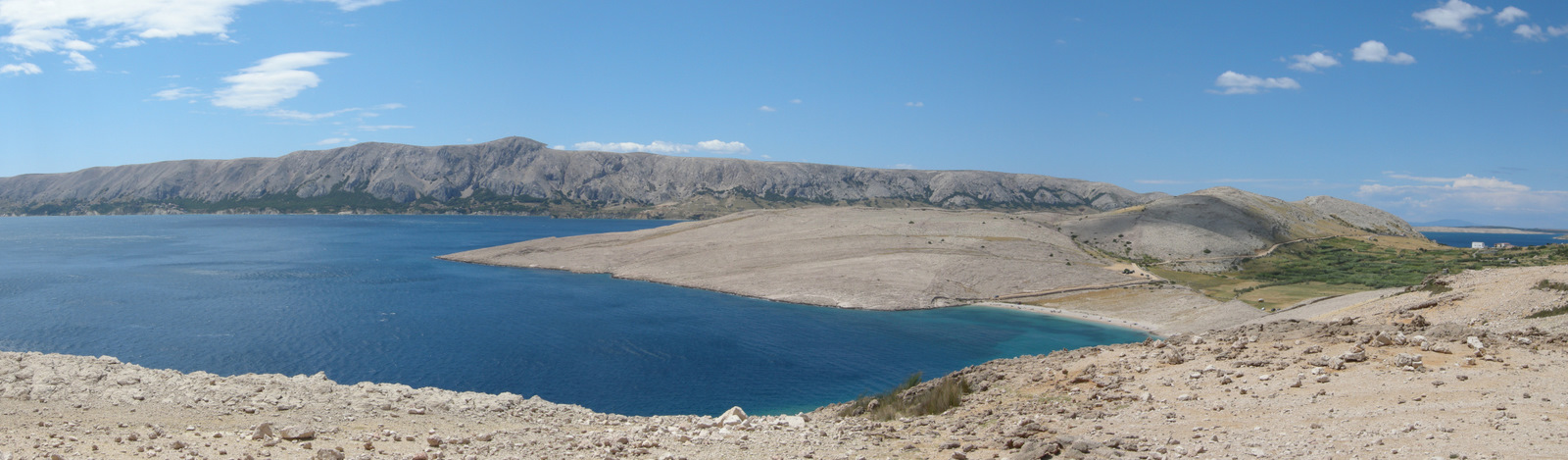
Valle Zaglava

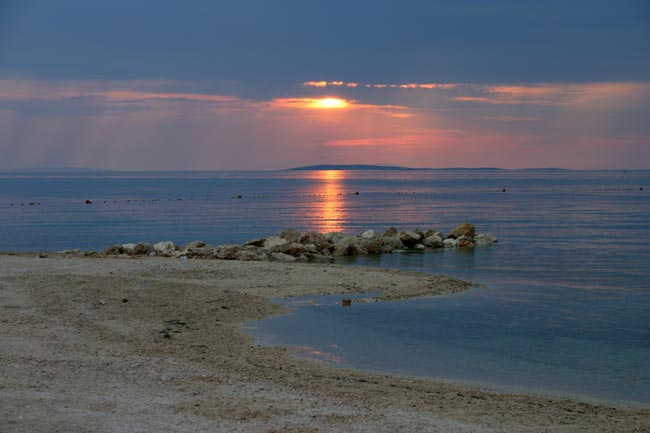
Le acque di valle Pogliana Nuova al tramonto

Le insenature principali sono invece:
- val[6] o vallone di Novaglia Vecchia[7][35][47] (uvala Stara Novalja)[13], insenatura nella parte nordorientale dell'isola su cui si affaccia la frazione omonima, è compresa tra punta Deda a est e la penisola di Loni a ovest;
- valle Posta Suicciana Piccola[48] (uvala Mali Svetojani) e valle Posta Suicciana Grande[49] (uvala Veliki Svetojani), chiamate entrambe anche porto San Francesco[6], sono due insenature contigue, separate da un piccolo promontorio, nella parte nordorientale di Pago;
- valle Zilniazza[50] o valle Ziglinaz[7] (uvala Žigljen)[13], insenatura della costa orientale di Pago all'entrata della quale si trova lo scoglio omonimo;
- valle Posta Nuova[51] (uvala Nova Pošta)[13], insenatura lungo la costa orientale compresa tra la punta omonima e rt Zakučenica;
- vallone di Pago[52] (Paški zaljev)[13], la più ampia insenatura dell'isola, connessa con il canale della Morlacca per mezzo della Bocca di Pago. Al suo interno si affacciano numerosi insediamenti e la stessa città di Pago;
  - valle Salsa[53] (Slana uvala)[13], insenatura all'interno del vallone di Pago, compresa tra le punte Mrki rt e rt Sušak;
  - valle Zaglava[53] (uvala Ručica)[13], poco a nordovest della precedente, si trova a sudest di Barbato Inferiore. È uno dei due punti in cui inizia la piccola penisola Zaglava;
  - porto di Barbato Inferiore[54] (luka Metajna)[13], altra insenatura interna al vallone, a nordovest della precedente, compresa tra rt Metajna e un secondo Mrki rt, su cui si affaccia l'insediamento omonimo. È il più settentrionale tra i due punti in cui ha inizio la piccola penisola Zaglava;
  - valle Zasca[7][55][56] (uvala Caska)[13], insenatura all'estremità settentrionale del vallone, su cui si affaccia l'antico insediamento omonimo;
  - valle Sanità[50] (uvala Zrće)[13], immediatamente a sud della precedente, oltre la punta rt Zrće. Vi si trova una spiaggia di ghiaia;
  - valle[6] o vallone delle Saline[7] (Solana)[13], profonda insenatura interna al vallone di Pago. Parte dalla città di Pago e si protende verso sudest per oltre 6,5 km e, come suggerisce il nome, vi si trovano le strutture delle saline dell'isola;
- valle Santis[53] (uvala Santiš)[13], insenatura della costa orientale, chiusa a est dalla punta omonima;
- vallone di Dignisca[7][57] (Dinjiška uvala), la più orientale delle tre insenature della parte meridionale di Pago. È stretta e profonda, compresa tra punta Fortizza e punta Morta, e vi si affacciano l'insediamento omonimo e quello di Miškovići;
- valle Scania[58] (uvala Vlašići)[13], l'insenatura centrale e la più piccola delle tre, è compresa tra punta Morta e il promontorio che si affaccia sul passaggio Zdrelce. Vi si affaccia l'insediamento omonimo;
- vallone di Pogliana Vecchia[7][59] (uvala Stara Povljana)[13], la maggiore e più occidentale delle tre insenature meridionali, compresa tra il passaggio Zdrelce e punta Puogo. Vi si affaccia l'insediamento di Figarola (Smokvica);
- valle Pogliana Nuova[60] o porto di Pogliana Nuova[7] (luka Povljana)[13] e uvala Šepurinac[13], due insenature contigue della costa sudoccidentale, racchiuse tra rt Rastovac e punta Ragusa. Vi si affacciano il porto e la cittadina di Pogliana;
- valle Cassione[61][62], valle Cossion[7] o porto Cossion[6] (Košljunski zaljev)[13], ampia insenatura della costa occidentale, compresa tra Gornji rt e punta Cassione, vi si affacciano il porto e l'insediamento omonimi;
- porto Simone[7][63] (rt Šimuni)[13], piccola insenatura nella parte centrale di Pago su cui si affaccia l'insediamento omonimo;
- vallone Slatina[7][53] (uvala Slatina)[13], ampia insenatura della costa occidentale, chiusa a est dalla punta dei Sorci e dallo scoglio Misgnach;
- vallone Novaglia Nuova[54] o porto di Novaglia Nuova[7] (luka Novalja)[13], insenatura compresa tra punta Artichio e punta Gaia, su cui si affaccia la città di Novaglia, nella parte centro-settentrionale di Pago;
- valle Mezzoporto[7][51] o valle Zababa[35] (uvala Mihovilje)[13], insenatura subito a nord della precedente, tra punta Gaia e rt Ogradice. Nella parte meridionale vi si trova lo scoglio Zababa;
- valle Tavernelle[29][50] (uvala Tovarnele)[13], stretta insenatura nell'estremità settentrionale dell'isola, sulla costa occidentale. Vi si affaccia il villaggio di Tavernelle.

### Geologia

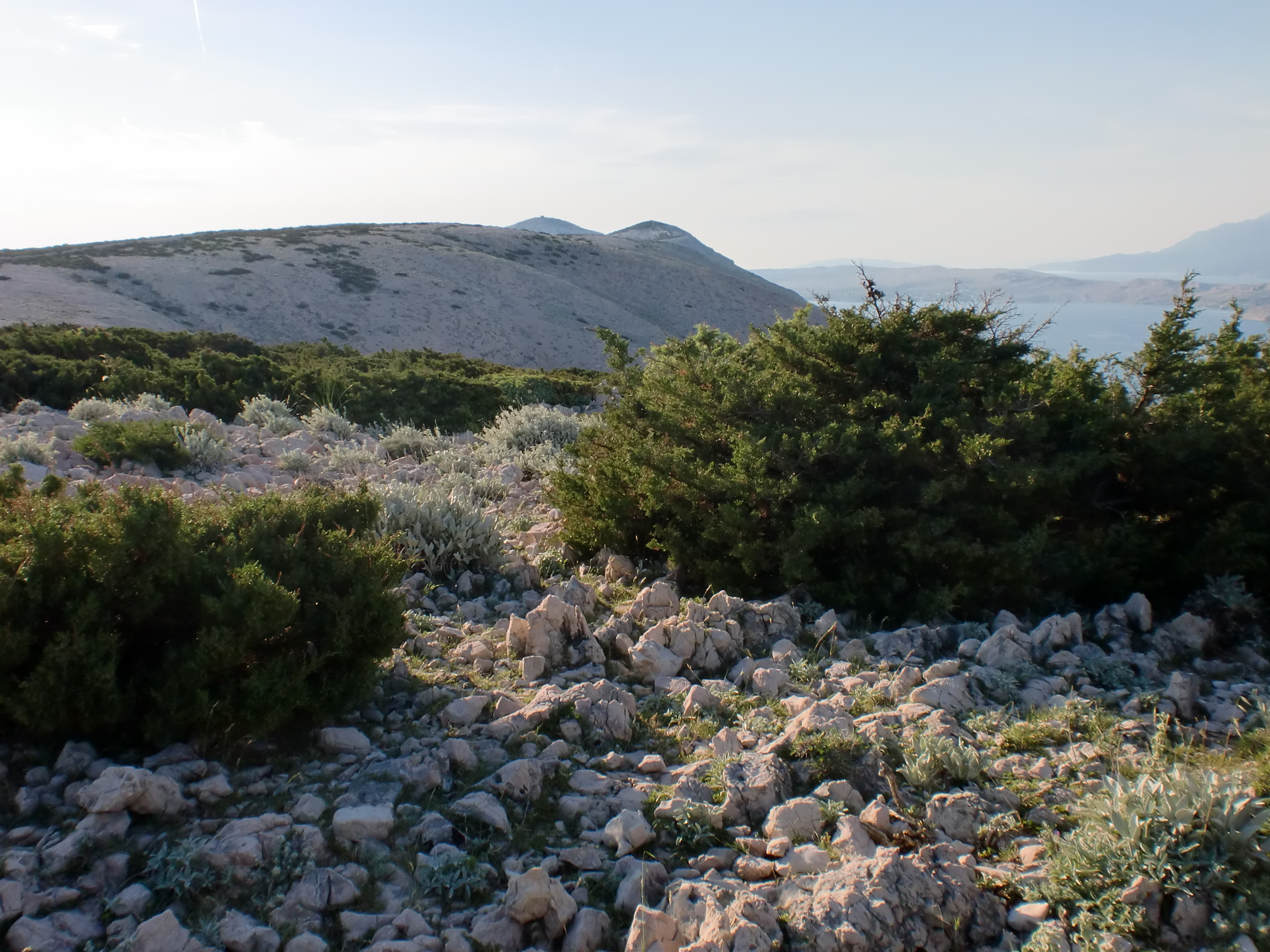
Terreno calcareo su un'altura nei pressi di Bošana

Pago appartiene all'unità tettonica di Ravni Kotari, la cui caratteristica è il cambio di pendenza delle pieghe in verticali più gentili o leggermente inclinate rispetto a quelle delle Alpi Dinariche. Dominano due fasce di anticlinali (Loni-Novaglia-Cassione e punta San Nicolò-Grabovac-Fortizza-Zasca) e una sinclinale principale (Novaglia-Pago-Dignisca), mentre la zona di Barbato Inferiore si differenzia per le faglie.
Le strutture prevalenti di Pago sono depositi sedimentari carbonatici del Cretacico-Paleogene, seguiti da depositi più recenti di flysch e di sedimenti del Quaternario.

Le rocce più antiche sono calcari del Cenomaniano-Turoniano e dolomiti del Cretacico superiore che ricoprono circa il 20% della superficie dell'isola e sono diffuse soprattutto nella zona centrale tra la città di Novaglia e l'insediamento di Cassione, e nella zona a sudest della città di Pago. Ci sono tracce di questi depositi anche all'estremo nord nei pressi di Loni, nel nordest vicino a Novalgia Vecchia e al centro-est vicino a valle Posta Nuova. Queste rocce formano il cuore e le ali delle pieghe anticlinali, con colori che variano dal grigio al bruno chiaro. I calcari sono predominanti rispetto alle dolomiti, che compaiono qua e là in forme lenticolari. Al loro interno sono stati trovati forme pietrificate e microfossili di bivalvi delle famiglie Chondrodontidae (Chondrodonta munsoni), Hippuritidae (generi Hippurites e Nerinea), Ichthyosarcolitidae e Caprinidae.

La lunga penisola di Loni, la parte di penisola tra punta San Cristoforo e Barbato Inferiore e la zona sudoccidentale tra rt Gornji e punta Morta sono invece composte da sedimenti di transizione del Cretacico superiore (Senoniano-Turoniano). Si tratta principalmente di calcari, con minime tracce di dolomite, che formano il cuore delle pieghe sinclinali di Pago. Con colori che vanno dal grigio chiaro al bruno chiaro, queste rocce occupano il 30% della superficie dell'isola e contengono fossili di foraminiferi, di rudiste dei generi Radiolites, Hippurites, Praeradiolites, e specie di alghe dinoflagellate quali Pithonella ovalis e Stomiosphaera sphaerica. Dopo i sollevamenti tettonici del Cretacico superiore in questi strati rocciosi sono comparse diverse formazioni carsiche, così come diverse formazioni di bauxite diagenetica (risalenti al Senoniano) legati alla dissoluzione di depositi di carbonato non fusibili.

Una successiva, breve fase di formazione continentale ha portato al deposito di calcari foraminiferi del Basso-Medio Eocene sui più vecchi strati del Cretacico. Per la maggior parte vanno a formare le ali delle sinclinali del Paleogene e contengono un gran numero di microfossili e macrofossili. Tra i primi si riscontrano foraminiferi dell'ordine Miliolida (generi Alveolina, Litunella, Orbitolites) e dell'ordine Rotaliida (Nummulites, Assilina, Discocyclina), tra la macrofauna si trovano invece fossili di ostriche, ricci di mare dei generi Conoclypeus e Cidaris, conchiglie varie e altri foraminiferi dei generi Globigerina e Globorotalia. Litologicamente, si tratta di calcari di elevata purezza, con colori che variano dal giallo-bruno al grigio chiaro, spesso in forma di brecce irregolari, che coprono il 15% della superficie di Pago. Questi calcari sono diffusi soprattutto nella parte meridionale dell'isola, ma sono osservabili anche in alcuni punti della penisola di Loni, nella zona tra Novaglia e Zasca e nella zona di Barbato Inferiore.

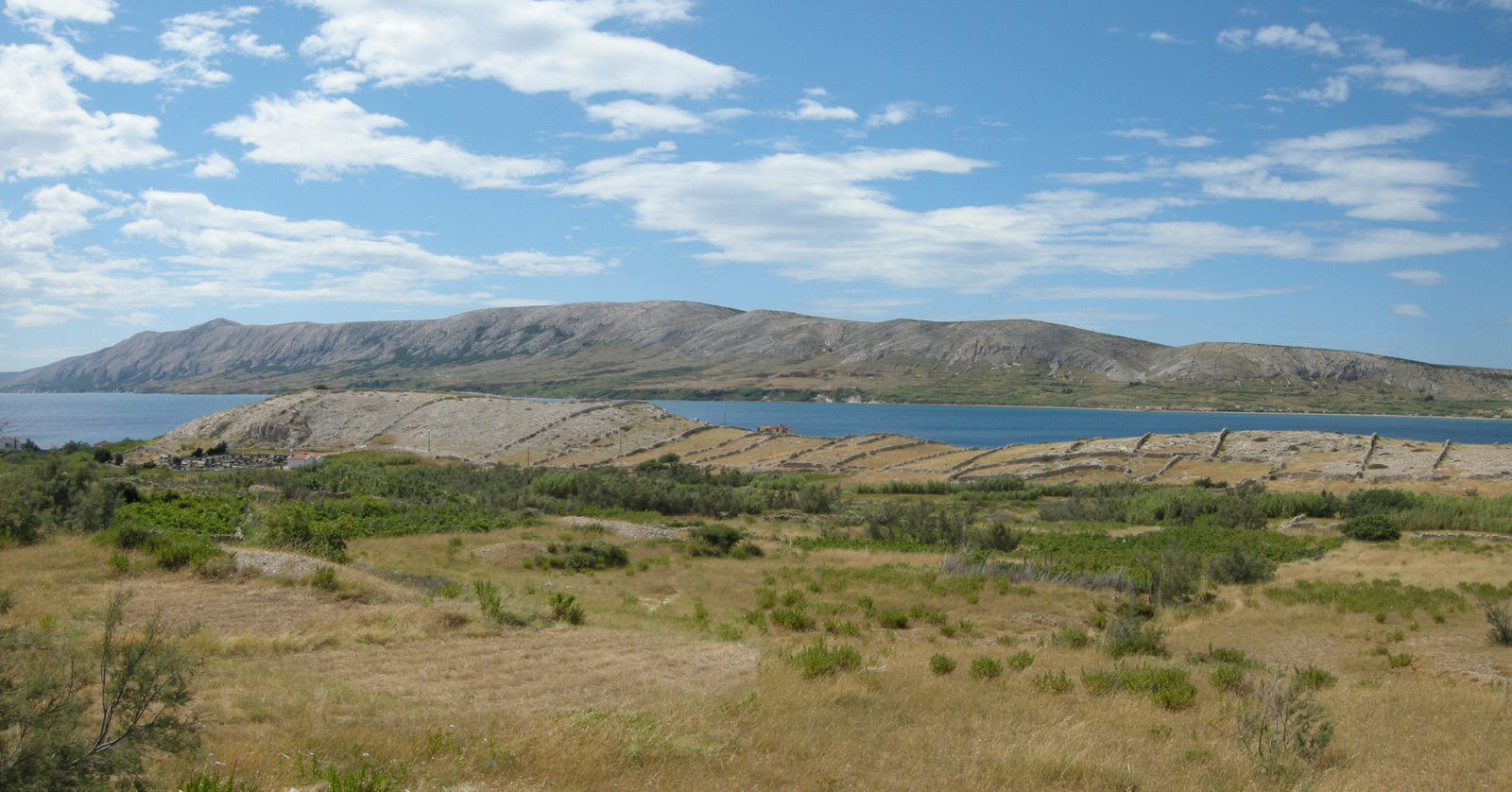
Vista su una piana di flysch e sul vallone di Pago dai pressi di Barbato Superiore

In un periodo successivo, nel Medio-Alto Eocene, è stato il flysch ad accumularsi sui complessi carbonatici e a riempire i letti delle sinclinali, principalmente nella vallata di Pago, nei campi tra Pogliana e Scania e vicino a Figarola. Molto spesso, il flysch è coperto dai depositi del Quaternario o è sommerso lungo le insenature e i canali dell'isola, per questo motivo è raro osservarlo in superficie. In alcune zone (Barbato Inferiore), si notano i punti di transizione tra i calcari foraminiferi del basso Eocene e il flysch del Medio Eocene, indicati da strati di calcare marnoso detritico e bitorzoluto, con glauconiti contenenti forme pietrificate di ricci di mare e globigerine del genere Acarinina. Anche le rimanenti marne del Medio Eocene contengono numerose specie di foraminiferi, spesso identiche alle rocce precedenti, tra esse si aggiungono i generi Hantkenina, Globogerinoides, Globorotalina, Truncorotaloides e Globigerapsis. Infine, nel flysch dell'Alto Eocene si osservano anche il genere Cibicides e alcune specie di Ceratobuliminidae ad indicare la transizione verso gli strati dell'Oligocene. Oltre ai calcari detritici, questi depositi sono composti in minima parte anche da selce, quarzo, feldspato e mica.

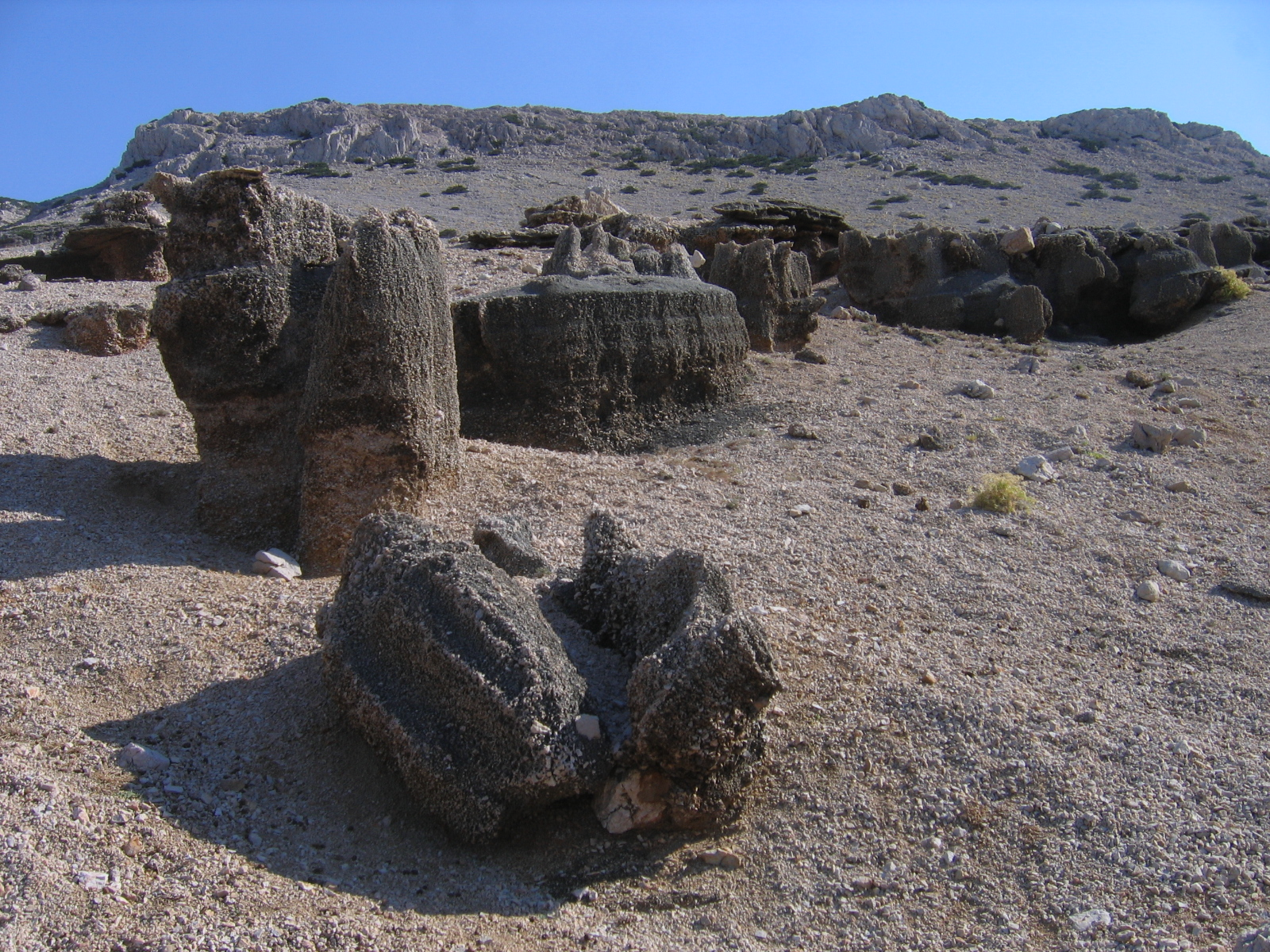
Formazioni rocciose

Verso la fine del Paleogene, si sono depositati i sedimenti dell'Eocene-Oligocene composti da brecce di calcare con conglomerati formatesi tra il Giurassico e l'Eocene. Si trovano nella parte meridionale della penisola di Loni e, sporadicamente, a ovest e a sudest i Novaglia. Ricoprono i calcari del Cretacico superiore, sono di colore rossastro perché contaminate da materiale argilloso e brecce e conglomerati sono spesso connessi da calcite.

Un complesso geologico piuttosto raro presente su Pago è quello risalente al Neogene (Miocene-Pliocene), osservabile solo vicino all'insediamento di Colane (Kolan), più precisamente tra questo e la zona di Crnika che si affaccia sul vallone di Pago. Si tratta di marne argillose e in parte sabbiose, con presenza di concrezioni calcaree e lignite. L'aspetto è quello di una sabbia fine con frammenti di carbone e un colore che va dal grigio-verde, al grigio, grigio scuro. Questi sedimenti abbondano in microfossili di foraminiferi, gasteropodi, ostracodi, denti e uova di pesci e pollini e spore di diversi generi di piante (Quercus, Larix, Taxodium, Engelhardia, etc.). Tra i frammenti più grandi sono state registrate specie come Sequoia langsdorfii, Pinus holothana e Taxodium distichum miocenicum tra le piante e Congeria triangularis, Paludina acuta, Melanopsis esperi e Unio sp. tra i molluschi.

I depositi più recenti sono quelli del Quaternario. Si trovano un po' in tutta l'isola, in particolare nella vallata di Pago, in quella di Novaglia e quella di Pogliana, vicino a Colane, attorno a Barbato Inferiore e nei pressi di Scania. Sono depositi di natura alluvionale (alluvium) (parte meridionale dell'isola) o diluviale (diluvium), per la maggior parte sabbie con argilla lenticolare o sabbie argillose, dove la parte sabbiosa si trova generalmente in superficie rispetto alla componente argillosa. Nella zona di Colane e nella vallata di Pago si trovano anche ciottoli sabbiosi, brecce, arenarie e calcari carsici.

#### Pedologia
I suoli di Pago sono strettamente legati alla natura carsica dell'isola. Sviluppati nelle vallate, vanno a ricoprire gli strati di flysch e i depositi alluvionali e diluviali. Predominanti sono i suoli pesanti d'argilla, i suoli sabbiosi e i suoli argillosi-limosi, ma si trovano anche suoli bruni, brughiere primaverili, suoli argillosi e terre rosse. La carenza di quest'ultima è dovuta in particolare alla giovane superficie di Pago.

I suoli osservabili vicino alle coste (Pogliana, Scania, Colane) sono prevalentemente salini, mentre quelli delle zone interne mancano in fosforo e azoto.

### Orografia

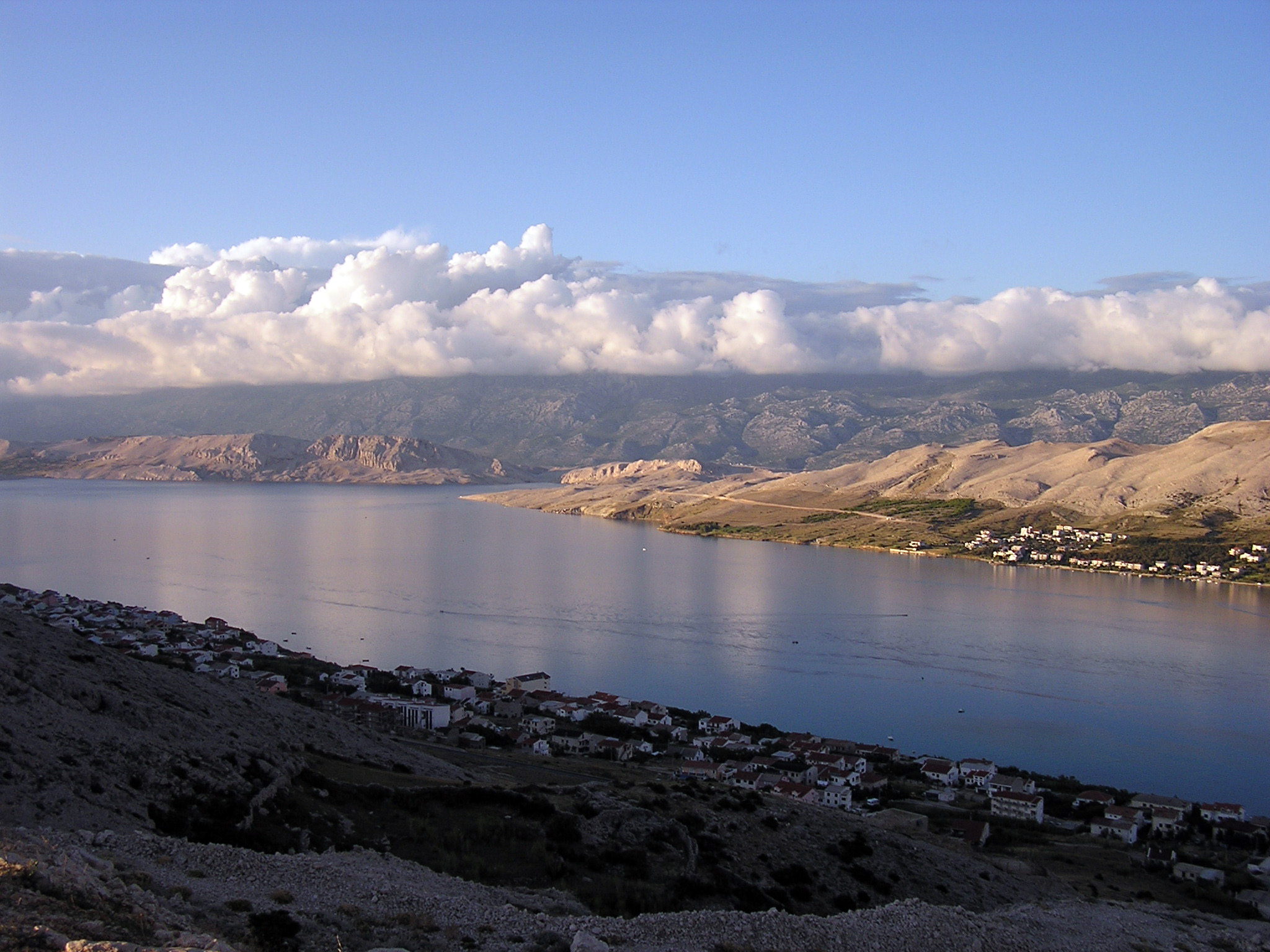
Successione di alture nella parte centrale dell'isola, affacciate sul vallone di Pago. Sullo sfondo le Alpi Bebie

Pago si sviluppa in direzione nordovest-sudest, dominata dalle creste delle anticlinali e dalle superfici di diversi tipi di penipianure, con numerose vallette longitudinali che si sviluppano tra esse.

La cresta più prominente sia in altezza che in lunghezza è quella che va da punta Loni fino alla penisola Škamica e agli isolotti di San Paolo e Scanio, che attraversa tutta l'isola da nordovest a sudest e può essere chiamata catena di San Vito, dal nome della sua altura maggiore. A nord del monte San Vito si trovano le alture Bošanić (303 m s.l.m.), Nebeska (256 m), Gradac (206 m) e Grubišinac (165,4 m); ancora più a nord, nella penisola di Loni ci sono il Mlaji (119 m), il Krune (132 m), il Kućićino (132,6 m), un altro Gradac (135,1 m), tre diversi Veli kanat (da nord a sud, rispettivamente di 96 m, 71,6 m e 101,4 m) e il Veli vrh (131,4 m); a sud di San Vito ci sono invece il Vela Crna glava (316 m s.l.m.), il Visoki brig (269 ;m) e un terzo Gradac (197,3 m); infine, nella parte sudest della catena ci sono alture di altezza inferiore ai 100 metri, la maggiore delle quali è il Pasja stina di 79,7 m.

Una seconda cresta montuosa corre nella parte orientale di Pago, da punta Deda fino a punta Fortizza, e può essere chiamata catena di Barbato e di Kršina. È divisa in due parti, separate dalla Bocca di Pago, con formazioni simili a quelle dei pendii meridionali delle Alpi Bebie, della vetta Tignarossa di Arbe e della zona di Rasanze-Slivnica nel Ravni Kotari. Tra i vari rilievi spiccano il Montegrasso (Komorovac, 205,1 p;m)p;m), il Velo Tusto čelo (189,8 m), l'Orlje (178 m) e il Karsa (176 m) tra punta Deda e Barbato Inferiore, mentre tra Barbato Inferiore e punta San Cristoforo si trovano il Narčela (206,8 m), il Panos (218,1 m), il Teplice (206,4 m) e, sulla penisola Fornace, il Furnaž o Vela glavica (117 m). La seconda metà della catena parte da punta San Nicolò fino a punta Fortizza, nell'estremo sudest dell'isola. Vi si trovano il Veli brig o Kršina (262,7 m), che dà parte del nome alla formazione montuosa, il Ledenik (235,6 m), il Ražaško (208,3 m), il Vlaški brig (181,9 m) e molte altre colline la cui altezza va progressivamente diminuendo man mano che ci si sposta a sudest.

Altre creste longitudinali, considerevolmente più piccole rispetto alle due precedenti, sono sparse su tutta l'isola. La prima si trova tra Mandrie e San Simone (71,9 m di elevazione massima sul Lisičnjak) nella parte occidentale di Pago; ad ovest di Cassione c'è il Kruna Zaglav (63,1 m), catena che si sviluppa sott'acqua e prosegue sulle vicine isole di Maon e Scherda; tra la vallata di Scania e il vallone di Dignisca corre una formazione che svetta nei 74 m del Vlašićansko brdo; infine, tra rt Rastovac e punta Puogo ne corre un'altra che raggiunge i 61,4 m sul Panos.

Tutte queste formazioni carsiche sono separate da lunghe valli longitudinali. La maggiore è la Novaglia-Pago, una lunga valle, sommersa nella parte centrale dalle acque del vallone di Pago, e perciò divisibile in due parti: la prima che va da Novaglia a Zasca e la seconda che va da Pago a Dignisca. Valli simili, ma molto più piccole, sono quelle di Scania, di Pogliana, di Colane e di Figarola. Queste valli sono chiamate localmente polje, anche se a livello morfogenetico non sono i tipici polje carsici ma semplici valli coperte di sedimenti soffici e poco abbondanti. Veri e propri polje si trovano nei pressi dello Stagno Grande (Velo blato) e dello Stagno Piccolo (Malo blato).

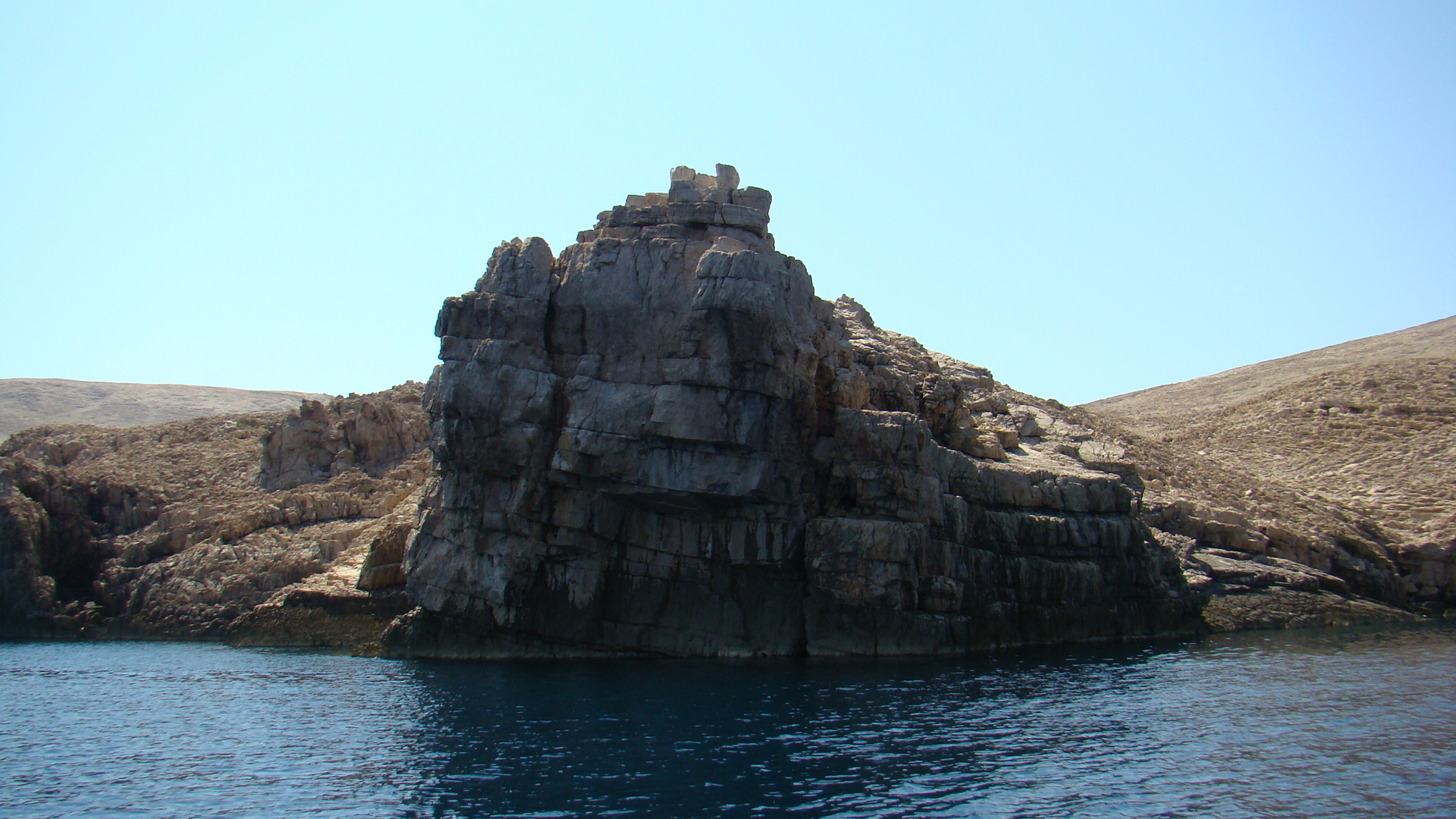
Falesie calcaree nei pressi di valle Salsa di Fuori

Il carsismo di Pago è estremamente variegato. Vi si incontrano formazioni endogene ed esogene di differenti tipologie.
- Il terreno inclinato è rappresentato da forme distruttive di pediment e glacis non-attivi, da vette coniche o arrotondate, da scogliere strettamente sezionate e non-sezionate, da selle, muri rocciosi, gravine, etc. Sul terreno inclinato si possono osservare anche forme d'accumulazione come masse colluviali, inondazioni proluviali, suoli salini e frane[33][72].
- Il rilievo fluviale è evidente nelle vallate formate da sabbia e ciottoli accumulatisi grazie alle inondazioni[33].
- Le vere formazioni carsiche sono quelle predominanti. Si manifestano in ampie regioni rocciose e desolate, in formazioni calcaree butterate e piene di spaccature, in valli carsiche e grandi massi, accompagnate tutte da macro e microformazioni molto frequenti come, doline, buche, inghiottitoi, semigrotte e cornici rocciose[33].
- Le formazioni fluvio-carsiche spiccano nelle valli fossili asciutte dove possono scorrere o meno ruscelli temporanei, ma si osservano talvolta anche nelle valli asciutte, in quelle carsiche chiuse e negli altopiani delle zone carsiche o paludose[33].
- I rilievi marini sono costituiti da falesie basse e scoscese, composte per lo più da calcare, arenaria, dolomite, marna o conglomerati e sono periodicamente esposte alla corrasione[33].

Insieme a queste formazioni naturali si trovano anche cave, pontili, muretti a secco, pendii terrazzati e altri terreni antropogenici.

### Idrografia

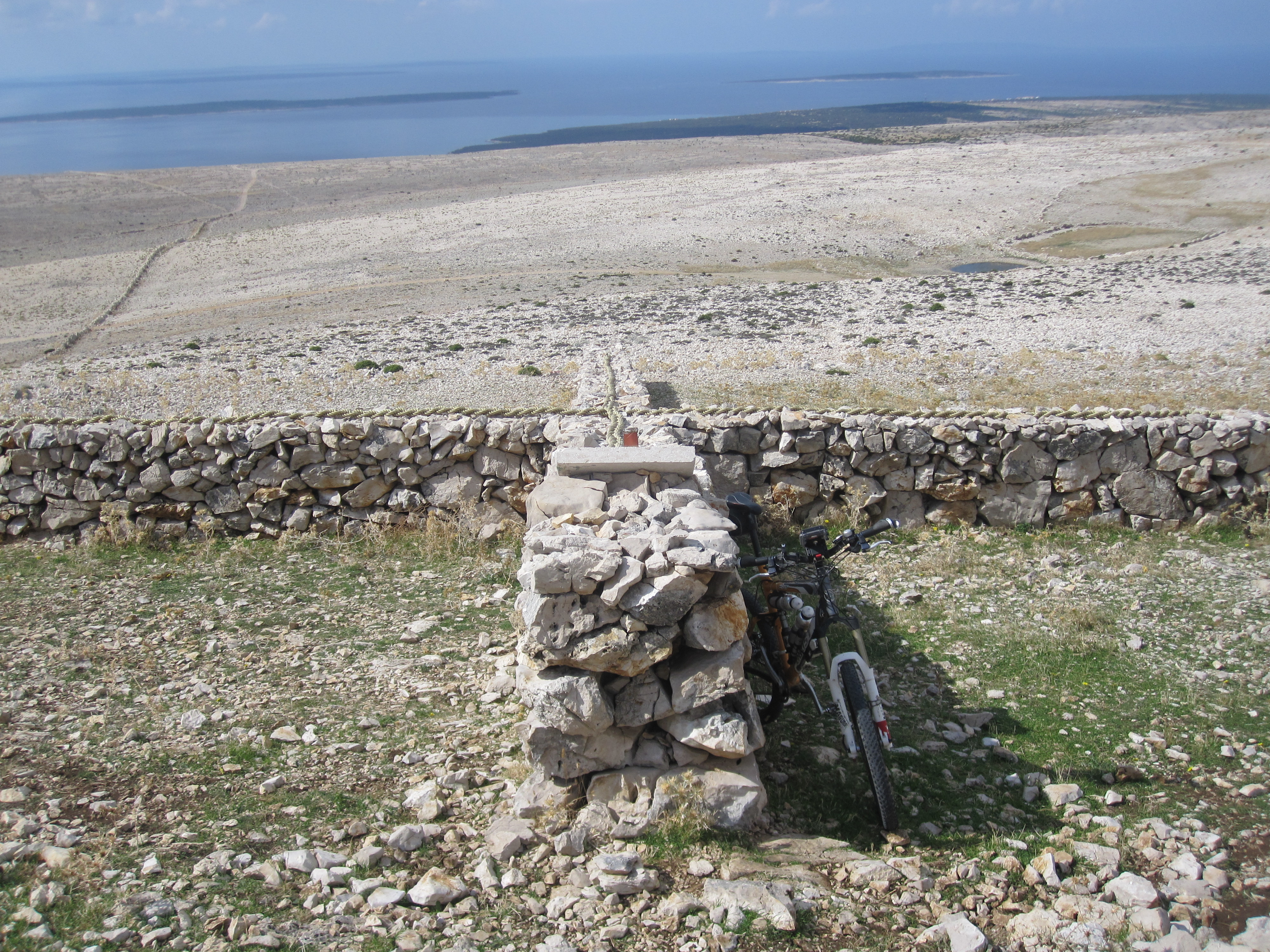
Veduta dal monte San Vito. Ai suoi piedi la pozza Lokva. Oltre, la piana con Mandrie e le isole Maon e Scherda

I già citati Stagno Grande e Stagno Piccolo, oltre alla palude Rogoza o Blato a nord di Colane, sono le maggiori masse d'acqua permanenti presenti sull'isola. Flussi d'acqua periodici si sviluppano spesso nelle valli di Novaglia, Pago e Scania, nella palude Rogoza e tra gli stagni Grande e Piccolo. Durante le forti piogge, nelle gravine si creano torrenti che si riversano rapidamente in mare o nel sottosuolo.
Sono frequenti anche pozze, polle di acqua salmastra (circa 60, situate soprattutto lungo la costa), pozzi e sorgenti sottomarine (11).

Una decina di pozze e tre pozzi si trovano nella penisola di Loni.

Nella valle di Novaglia si trovano la sorgente subartesiana-artesiana Škopalj che, insieme a tre pozzi artificiali, danno 5-6 l/s d'acqua in estate e circa il triplo in inverno, e altre 6 pozze.

Più a sud, il bacino della palude Rogoza copre 3 km² di area; nei suoi pressi ci sono numerosi pozzi e alcune polle connesse tra loro, dalla più importante delle quali (Dobra slatina) sgorgano 8 l/s, ma con un'elevata clorinità (circa 2000 mg/l di Cl-). La stessa palude è divisa in due parti: quella occidentale, più vicina al mare, contiene 5000–6000 mg/l Cl, mentre la parte orientale contiene 700–2000 mg/l Cl, valori che si dimezzano durante le stagioni piovose.

La più grande sorgente di Pago si trova vicino a Barbato Inferiore e produce 0,25 l/s d'estate.

Lungo la costa occidentale del vallone di Pago, tra Colane e la città di Pago, ci sono numerose sorgenti non salmastre, grazie alla marna e all'arenaria che prevengono la penetrazione dell'acqua marina; queste sorgenti hanno comunque una bassa capacità, sotto i 0,05 l/s. Sempre in questa zona, a est di Colane e ai piedi del monte San Vito ci sono diverse pozze.

Ad ovest, tra il vallone Slatina e Cassione, ci sono altre 13 pozze, 3 pozzi artificiali, 2 pozzi naturali e 2 polle.

Nella zona tra Pago e Dignisca ci sono oltre 70 pozzi, per la maggior parte privati, che producono meno di 0,1 l/s; numerose sorgenti si trovano lungo la valle delle Saline, la maggiore delle quali è chiamata Mirožić e produce 0,8 l/s d'estate e oltre 3 l/s d'inverno.

Ad est, tra punta San Nicolò e punta Fortizza si trovano un gran numero di pozze.

Nella parte meridionale dell'isola risaltano gli oltre 200 piccoli pozzi della zona di Pogliana. Nella piana di Scania (Vlašićko polje) si forma saltuariamente un torrente chiamato Ričina, come la gola in cui scorre e l'insenatura in cui sfocia (uvala Ričina).
Lo Stagno Grande, ad est di Pogliana, è il lago più grande dell'isola. Ha un'area di 1,6 km², è lungo 1,8 km e largo 1 km e raggiunge la profondità di 3 m; nel suo bacino di confluenza di 6,5 km² si trovano 345 piccole e grandi sorgenti con un flusso totale di 780 m³ al giorno, che lo rendono la riserva d'acqua più importante di Pago. La sua salinità è compresa tra i 430 e i 720 mg/l Cl. Durante le forti piogge, dal lago si sviluppano dei torrenti e altre polle temporanee.

Lo Stagno Piccolo si trova a nord di Pogliana e a nordovest dello Stagno Grande, nei pressi del vallone di Cassione. Ha una superficie di 0,9 km² (quando il livello dell'acqua è massimo), e l'acqua è quasi sempre salmastra a causa della vicinanza con il mare. Tra lo Stagno Grande e lo Stagno Piccolo esistono dei collegamenti sotterranei.

### Clima

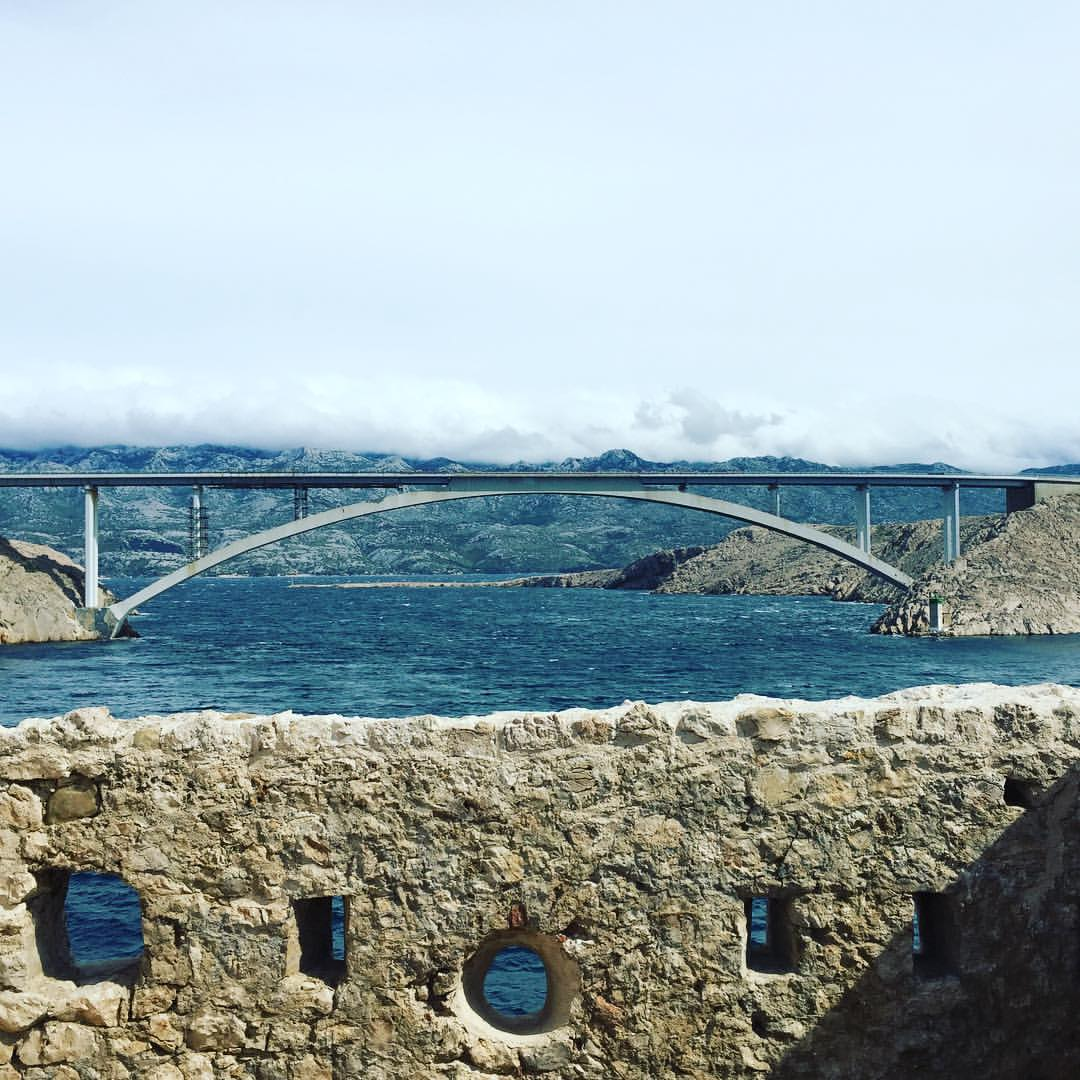
Giornata di bora nello stretto di Giuba

Pago si trova nella zona di transizione climatica eumediterranea-submediterranea, che non differisce, se non in microlocalizzazioni, dal clima dell'area di Ravni Kotari o da quello dell'isola di Arbe. I dati climatici sono raccolti da due stazioni meteorologiche, una a Pago, l'altra a Loni.

Le ore annue di sole sono inferiori rispetto a quelle registrate a Zara. Nel periodo 1961-1985 si sono registrate a Pago 2268,2 ore di sole all'anno, contro le 2478,8 di Zara. L'insolazione è tuttavia molto elevata rispetto alla regione di Zara, alle altre isole vicine e, in generale, rispetto al nord Adriatico. La radiazione annuale media si aggira attorno alle 357 cal/cm², con picchi massimi di 604 cal/cm² in luglio e minimi di 116 cal/cm² in dicembre. Ciò dimostra un grande rilascio di energia nei dintorni della città di Pago.

La temperatura annuale media (stazione di Pago, nel periodo 1951-1985) è stata di 15,3 °C, con medie massime di 24,7 °C a luglio e minime di 7,5 °C a febbraio (le registrazioni della stazione di Loni differiscono di pochi decimi di grado). La temperatura massima assoluta è stata di 37 °C nel 1957, mentre la minima assoluta è stata di -12,5 °C nel 1963.

L'umidità media è al di sotto del 70% all'anno. Le precipitazioni variano a seconda della zona dell'isola, ma sono comunque comprese tra i 1050 mm e i 1106 mm l'anno. Le piogge sono spesso associate a venti ciclonici di nordest (bora scura) o a venti meridionali. Il mese più piovoso è novembre (138–155 mm), luglio il più secco (43–61 mm). Rare nevicate si sviluppano di tanto in tanto, con una bassa media di 1-2 giorni all'anno.

Il vento più frequente su Pago è lo scirocco (ca. il 39% di tutti i venti), seguito dalla bora (35%), che influenza enormemente la vita sull'isola. Oltre a bloccare i traghetti, la bora riesce a depositare 530 kg per ettaro di cloruro di sodio all'anno, che vanno ad aumentare notevolmente la salinità delle acque interne.

### Flora e fauna

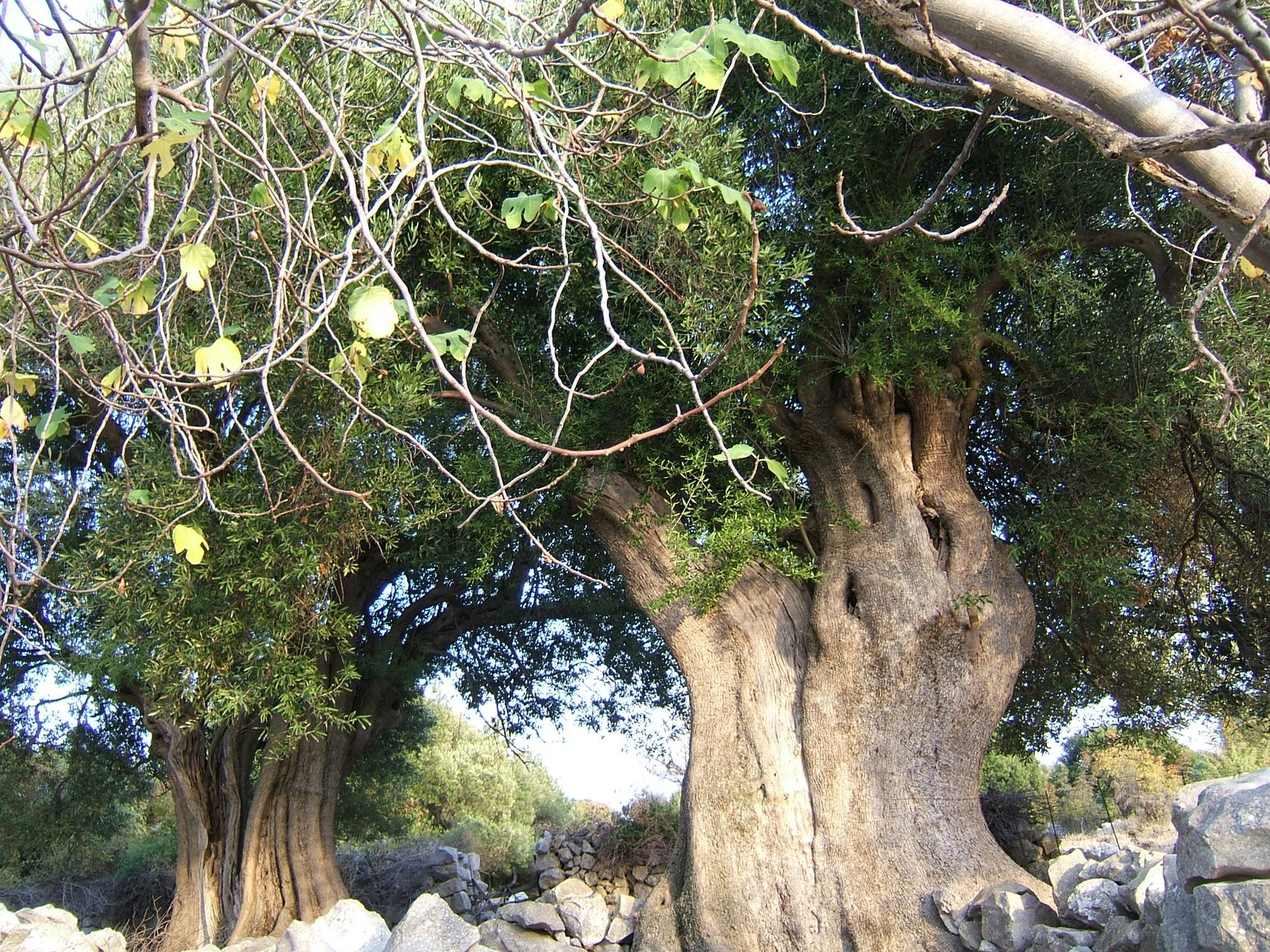
Olivi secolari nel parco Lun-divlje masline

#### Aree protette
Pago ospita una gran quantità di aree protette, sia terrestri che marine. La più estesa è la zona di protezione speciale (ZPS) "Nordovest Dalmazia e Pago" (SZ Dalmacija i Pag), che copre oltre metà della superficie dell'isola (a sud di Novaglia) per prolungarsi anche alle aree marine circostanti, alle isole di Maon e Scherda, alle baie di Nona e Giuba, al mare di Novegradi e di Carino, e alle coste dalmate a nord ed est di Zara bagnate da queste acque. È stata istituita nel 2013 per salvaguardare le numerose specie di uccelli che nidificano o svernano attraverso l'isola.
Ci sono 21 siti di importanza comunitaria (SIC), in particolare, da nord a sud:
- Lun, il sito della penisola di Loni[84], una delle più grandi aree di concentrazione degli olivi (su 23 ettari crescono circa 80.000 esemplari, di cui 1.500 selvatici)[85];
- Lun - podmorje, l'area sottomarina attorno alla penisola di Loni[86];
- uvala Stara Novaglia, il vallone di Novaglia Vecchia[87];
- Paške stijene Velebitskog Kanala (Rt Deda - Rt Krištofer), ovvero le scogliere di Pago lungo il canale della Morlacca (da punta Deda a punta San Cristoforo)[88];
- Uvale Svetojani Veliki i Mali; uvala Lusk, comprende le insenature contigue di valle Posta Suicciana Grande, valle posta Suicciana Piccola e Lusk[89];
- Uvala Caska - od Metajne do rta Hanzina, il sito di valle Zasca fino alla linea virtuale che congiunge Barbato Inferiore a rt Hanzina[90];
- Pag - od uvale Luka V. do rta Krištofor, sito della costa orientale, da Velika luka a punta San Cristoforo[91];
- Kolansko blato - Blato Rogoza, la palude di Colane o palude Rogoza[92];
- Paška vrata, la Bocca di Pago[93];
- Paške stijene Velebitskog Kanala (Rt Sv. Nikola – Rt Fortica – Rt Mrtva), ovvero le scogliere di Pago lungo il canale della Morlacca (da punta San Nicolò a punta Fortizza e punta Morta)[94];
- Otok Pag II, una vasta zona sulla costa occidentale dell'isola, da Široki rt a punta Cassione[95];
- Košljunski zaljev, la parte settentrionale di valle Cassione[96];
- Solana Pag, un sito che comprende tutta la valle delle Saline[97];
- Velo i Malo blato, lo Stagno Grande e Piccolo[98];
- Solana Dinjiška, sito delle saline nella parte più interna del vallone di Dignisca[99];
- Laguna kod Povljane - Sega, il sito della laguna Sega poco a nordovest di Pogliana[100];
- Uvala Dinjiška, il vallone di Dignisca[101];
- Stara Povljana, la parte più interna del vallone di Pogliana Vecchia[102];
- Uvala Vlašići - kopno, la zona di terra attorno all'insediamento di Scania, nella parte più interna della valle omonima[103];
- Uvala Vlašići, valle Scania[104];
- Ljubacka vrata, lo stretto di Giuba[105].

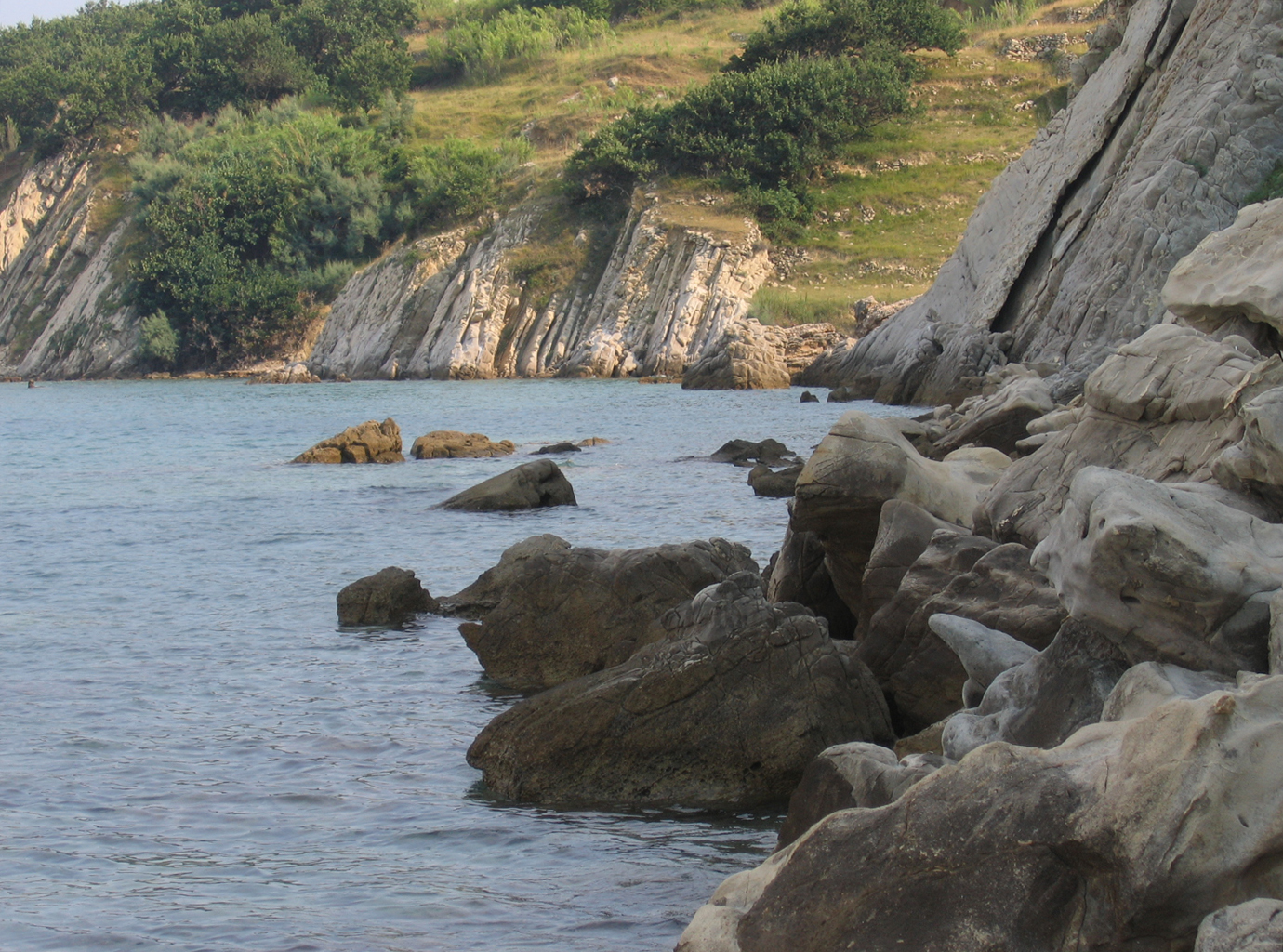
Paesaggio protetto Dubrava - Hanzina

Inoltre, sull'isola si trovano alcune aree protette istituite in epoca precedente all'indipendenza croata (1988) ma ancora in vigore, che vanno talvolta a sovrapporsi parzialmente o totalmente ai nuovi SIC istituiti nel 2013. Si tratta di 4 riserve speciali e 2 paesaggi significativi:
- Lun - divlje masline, "Loni - olivastri" è una piccola riserva speciale all'interno del più ampio SIC della penisola di Loni[106];
- Zrće, l'area attorno a valle Sanità è un paesaggio significativo[107];
- Kolansko blato - Blato Rogoza, è una riserva speciale del 1988 che va a sovrapporsi al SIC più recente[108];
- Dubrava Hanzina, è un paesaggio significativo che corre sul lato occidentale del vallone di Pago, da rt Filino all'insediamento di Bošana[109];
- Dubrava Hanzina - rezervat, è una riserva speciale contenuta nel paesaggio significativo precedente, che comprende però solo l'area di Dubrava, subito a nordovest di Bošana[110];
- Velo i Malo blato, è una riserva speciale la cui area è stata inglobata ed espansa dal SIC del 2013[111].

#### Flora
Pago è climaticamente divisa in due parti: quella meridionale appartiene al clima eumediterraneo o mediterraneo propriamente detto, mentre la parte settentrionale appartiene al clima submediterraneo o semi-mediterraneo. Questo va ad influenzare la tipologia di vegetazione, risultante in una grande varietà di specie e sottospecie di piante vascolari, ben 636 appartenenti ad 85 famiglie e suddivise in 32-33 associazioni fitocenotiche. Nonostante ciò, sono numeri bassi rispetto ad altre isole del Quarnaro, sia a causa della sua grandezza, sia per la zona di transizione climatica, sia per la scarsa differenza di altitudine.

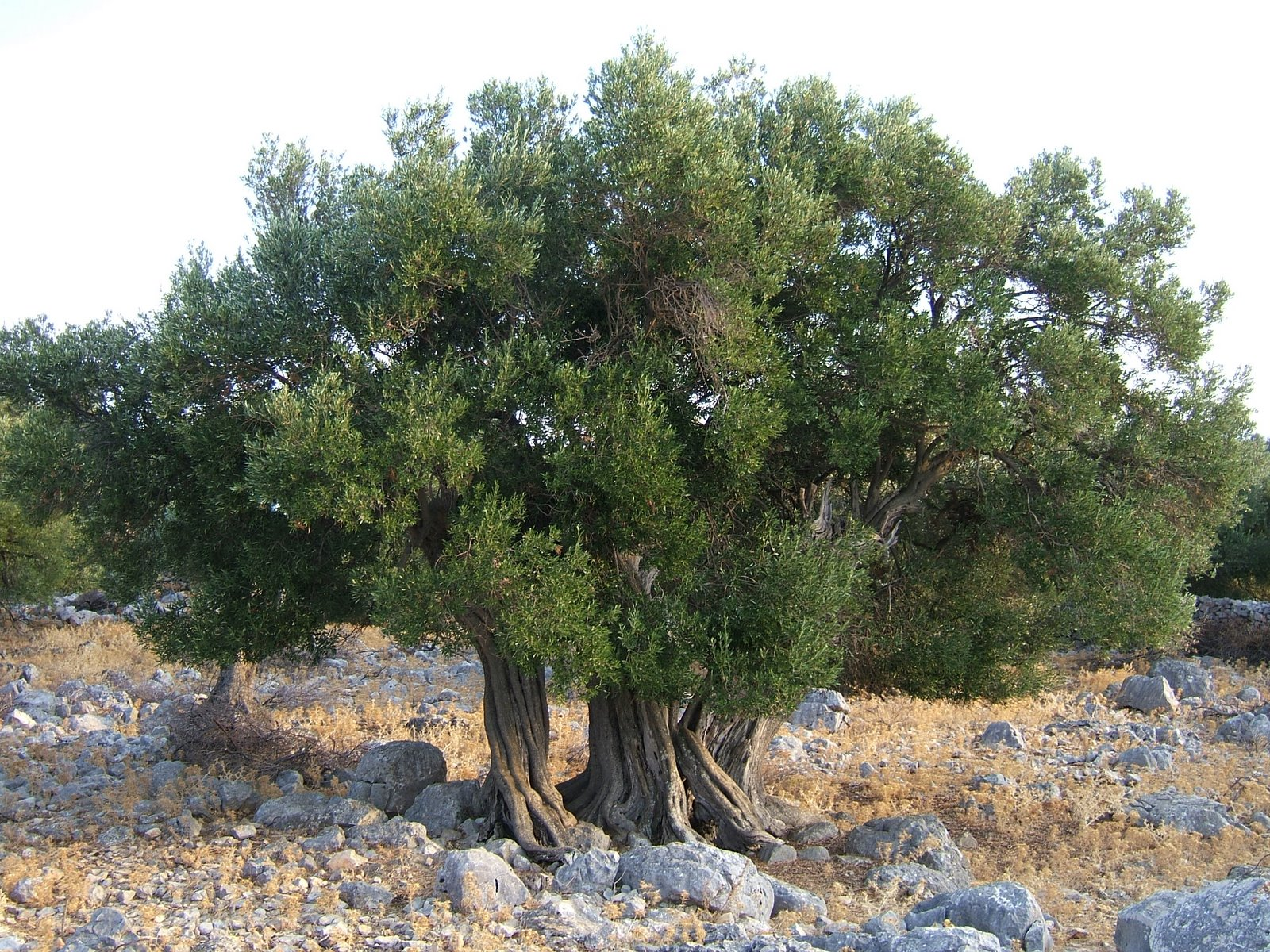
Olivo millenario nella penisola di Loni

Boschi e sottoboschi rappresentano il 5% della superficie dell'isola (ca. 15 km²); si tratta di leccete osservabili nella penisola di Loni, vicino a Suhi rt e a punta San Simone, e sulla linea Novaglia Vecchia-Zasca, associate nella comunità Orno-Quercetum ilicis che comprende spesso molte piante della macchia mediterranea come il mirto, il terebinto, il lentisco e altre come l'olivo, l'asparago, la robbia selvatica e la salsapariglia nostrana.

Nell'area submediterranea, lungo la linea Novaglia-Pago e ai piedi di monte San Vito, è presente la comunità Querco-Carpinetum orientalis a cui appartengono la roverella e il meno diffuso carpino orientale, insieme a specie come l'orniello, la cornetta dondolina, il ciliegio canino, il paleo silvestre e la sesleria autunnale.

Sono presenti anche piantagioni di pini neri e pini d'Aleppo, i cui semi sono stati per la maggior parte piantati dall'uomo ma in rari casi trasportati dalla bora dalle Alpi Bebie.

Sempre in quest'area e al confine con quella eumediterranea crescono le piante della comunità Hibisco-Sorghethum halepensis, oggi poco rappresentate a causa del calo del numero delle fattorie. Vi si trovano specie quali il sorgo selvatico, l'ibisco vescicoso, l'aristolochia clematite, la morella comune e la rughetta selvatica.
Infine, nei terreni coltivati ma oggi abbandonati (soprattutto negli oliveti) si riscontra molto spesso l'associazione Polieretum dalmaticum, talvolta in combinazione con il ginepro fenicio nelle zone rocciose meno esposte alla bora.

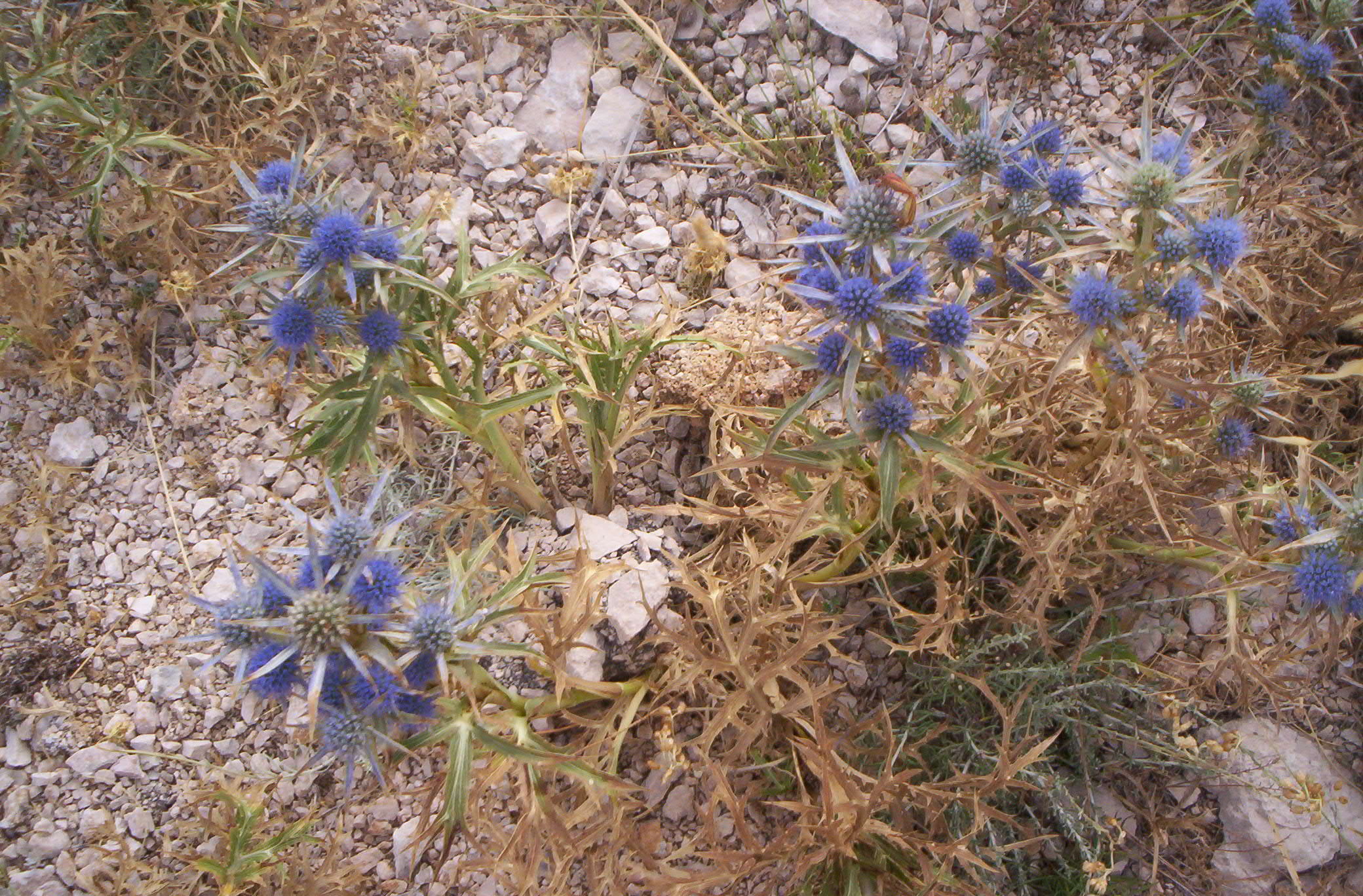
Una pianta di calcatreppola ametistina su un suolo ghiaioso di Pago

Legati a forme più o meno degradate di vegetazione sono i largamente diffusi pascoli rocciosi e secchi e i prati.
- Sui primi, crescono piante dell'associazione Asphodelo-Chrysopogonetum gryllii come il frequente Asphodelus aestivus, il citiso spinoso, la carlina raggio d'oro, l'elicriso italiano, la cardogna comune, l'Euphorbia characias subsp. characias, il cardo spino-bianco e l'Inula candida[112][116][118].
- L'associazione Stipo-Salvietum officinalis è simile alla precedente ma legata ad un habitat calcareo maggiormente degradato; oltre all'Inula candida, sono molto frequenti la salvia, il lino delle fate elegante e il lino delle fate simile al forasacco[116][118].
- Nei pascoli secchi, sviluppatisi soprattutto sul flysch, l'associazione tipica è la Ononidi-Brometum condensati. Piante caratteristiche sono il giunco nero, il Chrysopogon gryllus, l'elicriso italiano, il Bromus erectus subsp. condensatus (forasacco condensato), l'Ononis spinosa subsp. antiquorum (ononide spinosa degli antichi), l'Astragalus monspessulanus subsp. illyricus (astragalo illirico), la piantaggine a foglie carenate e il trifoglino erbaceo[116][118].
- Helichryso-Armerietum dalmaticae è un'altra comunità dei pascoli secchi ma è tipica di suoli calcarei ghiaioso-limosi sviluppatisi principalmente nei vigneti abbandonati. A dominare sono lo spillone biancastro, l'artemisia bianca, l'alisso di monte, l'elicriso italiano, il trifoglino tedesco e altri[116];

I prati sono presenti soprattutto nelle valli e attorno agli stagni e alle paludi. A seconda dell'habitat si riscontrano diverse associazioni erbacee:
- Hainardio-Elymetum pycnanthi è una associazione mediamente alofitica che si sviluppa su terreni che sono una via di mezzo tra pascoli e prati, dove il suolo è argilloso, calcareo e molto secco in estate. Piante tipiche sono la logliarella cilindrica e l'Elymus pycnanthus, insieme alla gramigna rossa e al centauro a fiori gracili[116][119];
- Peucedano-Molinietum litoralis si trova su suoli poco salini, limosi e umidi dove le piante dominanti sono l'imperatoria coriacea e la gramigna altissima, spesso accompagnate dalla scilla di Litardier, dal tarassaco di palude e il fiordaliso di Welden[118][120].
- Trifolio-Hordeetum secalini è invece tipico di prati alluvionali con vegetazione poco alofitica, dove crescono la cannuccia di palude, il trifoglio a fragola, il Trifolium cinctum, l'orzo perenne, la coda di topo ovata e la gramigna rossa[118][120].

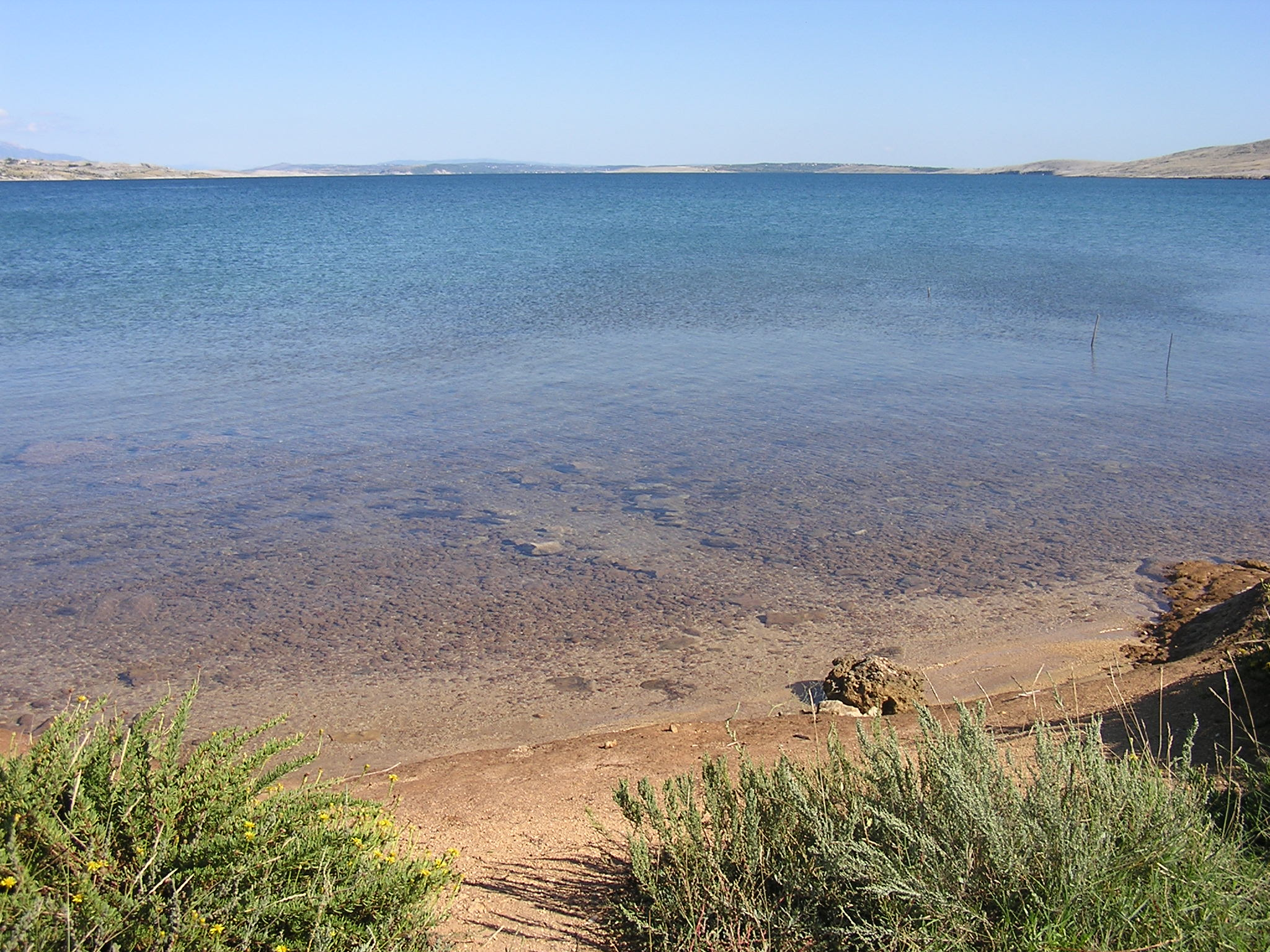
Piante in riva al mare di Val Cassione

Nelle zone costiere più saline si sviluppano invece le associazioni:
- Schoeno-Plantaginetum maritimi, comunità di piante poco alofitiche che si sviluppano su suoli sabbiosi o leggermente limosi, molto asciutti nella parte calda dell'anno. A dominare sono il giunco nero, la piantaggine delle argille, la gramigna rossa e la gramigna allungata[116];
- Limonio-Artemisietum coerulescentis, comunità di alofite presenti sui suoli salini paludosi o ciottolo-sabbiosi della parte meridionale dell'isola e attorno a valle Zasca[119]. Si tratta in particolare di piante come il Limonium vulgare supsp. serotinum, l'assenzio marino e il gramignone marittimo;
- Limonio-Goniolimonietum è un'associazione simile alla precedente ma non esposta all'azione del mare. Si trova su suoli molto calcarei e poco salini, soggetti però alla salinizzazione eolica. Limonium oleifolium e Goniolimon dalmaticum sono le piante caratteristiche[119];
- Plantagini-Limonietum cancellati o Plantagini-Staticetum cancellati[70] è un'altra associazione simile alle due precedenti, soggetta però a condizioni ecologiche estreme. Cresce sui bordi costieri in molte zone di Pago. Le piante principali sono il finocchio marino, il limonio reticolato, la gramigna allungata e il logliarello marino[117];
- Suaedo-Salsoletum sodae è una piccola comunità di alofite che si sviluppa lungo le rive paludose basse e inondate. Piante tipiche sono la barba di frate, la salicornia, la suaeda marittima, la porcellana di mare e la enula marina[116];
- Puccinellio festucaeformis-Sarcocornietum fruticosae o Salicornietum fruticosae è un'altra piccola associazione simile alla precedente che prosegue verso l'entroterra e va a mescolarsi alla comunità Suaedo-Salsola sodae. Le piante principali sono il gramignone marittimo e la salicornia[119];
- Euphorbio-Glaucietum flavi prevale sui terreni costieri sabbiosi e ciottolosi esposti alle onde marine ed è diffusa un po' su tutta l'isola; il papavero giallo, l'euforbia marittima, l'euforbia minore, l'euforbia delle pinete e il ravastrello sono le piante dominanti[119];

Nelle acque dolci o salmastre, negli acquitrini, nei pendii costieri che finiscono in acque basse, vicino al mare o alle bocche dei fiumi crescono alcune comunità di giunchi e canne:
- Juncetum maritimo-acuti la si trova su suoli sabbioso-limosi con piante come il giunco marittimo e il giunco spinoso, insieme all'astro marino, al lino d'acqua e alla carice delle lagune[116];
- Junco-Scorzoneretum parviflora[119] o Juncetum-Scorzoneretum condollei[121] è una piccola comunità osservabile solo nelle acque basse dello Stagno Piccolo. Piante dominanti sono il giunco marittimo, la carice delle lagune e la Scorzonera parviflora[119];
- Scirpo-Phragmitetum australis mediterraneum è un'altra piccola associazione, questa volta limitata alle acque paludosi dolci dello Sagno Grande. Vi si trovano piante come la cannuccia di palude, la lisca lacustre, la lisca trigona, la tifa e la lisca a foglie strette[120];
- Scirpetum maritimi, comunità delle acque basse con specie come la lisca a foglie strette, la lisca costiera e lo scirpo marittimo[120];
- Cladietum marisci è una comunità lacustre che cresce in acque basse o in acque stagnanti con corrente scarsa o assente, in cui domina il falasco[120];
- Sparganio-Cyperetum longi è un'associazione simile alla precedente ma più diffusa in acque stagnanti salmastre, con piante quali il coltellaccio maggiore, lo zigolo, il ranuncolo a foglie d'ofioglosso e il garofanino a fiori piccoli[120];
- Potameto-Najadetum è un'altra comunità di alofite che riguarda le piante d'acqua dolce, salmastra e salata distribuite quasi esclusivamente nella palude Rogoza. Specie principali sono la ranocchia maggiore, il millefoglio d'acqua comune, la zannichellia delle paludi, la brasca pettinata, la brasca trasparente, la lingua d'acqua arrossata e il ranuncolo a foglie capillari[70][120].

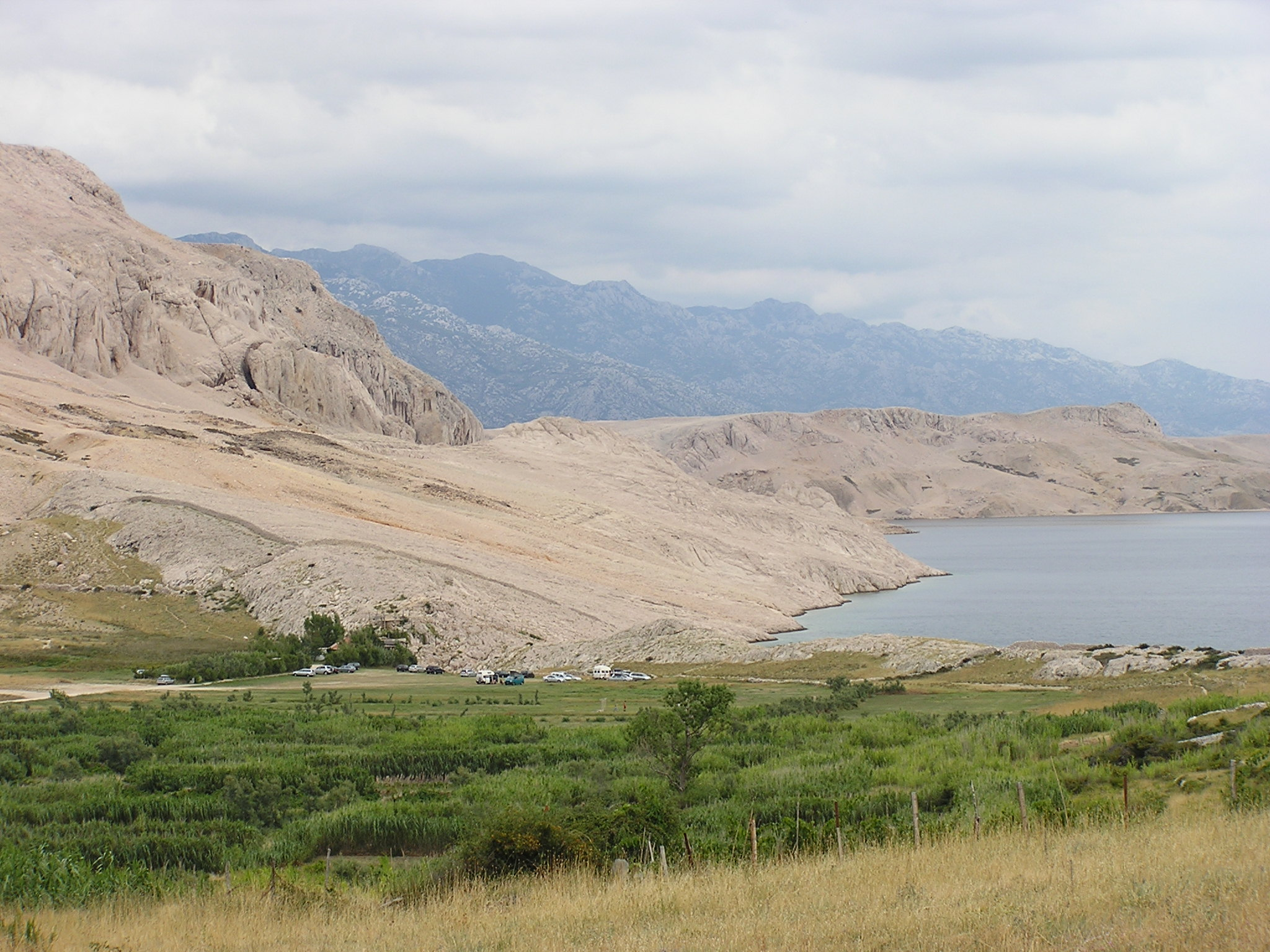
La tipica vegetazione di uno dei suoli calcarei di Pago

La più vasta superficie dell'isola è coperta da vegetazione che si sviluppa sui suoli calcarei rocciosi deforestati e carsici:
- l'associazione più tipica è Drypetum jacquinianae che cresce nella parte orientale di Pago ed è influenzata dalla bora e dalla salinizzazione dovuta ad essa; piante caratteristiche sono la dripide di Jacquin, il romice scudato, la peltaria agliacea, l'aristolochia gialla e il vincetossico adriatico[120].
- Campanulo-Centaureetum dalmaticae è una comunità endemica delle isole del Quarnaro. Su Pago cresce tra le fessure delle rocce costiere soprattutto nella parte settentrionale dell'isola; insieme ai più tipici cardo mariano e campanula adriatica, si trovano anche il finocchio marino e il limonio reticolato, indicatori del livello di salinizzazione eolica delle rocce;
- Seslerio-Scorzoneretum austriacae, associazione simile alla precedente ma osservabile in zone più interne e meno affette dalla salinizzazione del suolo (area di punta San Cristoforo e penisola di Loni)[70]. Piante dominanti sono la sesleria a foglie sottili, la scorzonera barbuta e l'enula candida[120].

In ambienti particolari come grotte, semigrotte o cavità si possono trovare piccole associazioni:
- la rara Eucladio-Adiantetum, poco diffusa nelle altre regioni croate[70] e su Pago presente solo nella penisola di Loni, è una comunità osservabile nelle cavità umide e nelle grotte con stillicidio, comprende le specie Eucladium verticillatum e il capelvenere[120].
- Eucladio-Phyllitetum hybridae, comunità endemica del Quarnaro, è simile alla precedente ma più diffusa in semigrotte umide e ombreggiate, solo nella parte settentrionale della penisola di Loni. La specie principale è Phyllitopsis hybrida[120].

Attorno ai villaggi e lungo le strade e nei campi vicino al mare crescono piante nitrofile e leggermente alofile della comunità Lolio-Plantaginetum commutate, quali la piantaggine di Welden, la sagina marittima, la spergularia marina, orzo mediterraneo della sottospecie H. m. leporinum, il romice cavolaccio e la logliarella ricurva.
In zone affette dalle deiezioni degli animali si sviluppa l'associazione nitrofila Hordeetum leporini, specialmente lungo strade e campi su cui sono presenti ovini. La vegetazione dominante e costituita dall'orzo mediterraneo, l'onopordo maggiore, il forasacco rosso e il forasacco dei muri.
Associazione moderatamente nitrofila è Erigero-Xanthietum che va a svilupparsi vicino alle discariche o su vecchi materiali da costruzione. Le piante tipiche sono la nappola spinosa, la nappola italiana, il farinello dei muri, l'amaranto prostrato e il giusquiamo bianco.
Tra le 636 specie e sottospecie di piante registrate sull'isola, nel 2006 33 erano inserite nella lista rossa IUCN nazionale (National Red List) croata.
Otto specie, appartenenti a sette diverse famiglie, erano considerate "in pericolo critico" (CR): due convolvulacee (il vilucchio striato e il vilucchio marittimo), un'umbrellifera (il buplero a foglie lanceolate), un'araliacea (la soldinella acquatica), un'alismatacea (la mestolaccia minore), una juncaginacea (il Triglochin bulbosum subsp. barrelieri, il giuncastrello di Barrelier), una cariofillacea (il cetino dei campi) e una litracea (la salcerella con due brattee).
Sette specie, appartenenti a sei famiglie, erano considerate "in pericolo" (EN): due ranunculacee (la stafisagria e il ranuncolo a foglie d'ofioglosso), una malvacea (l'ibisco vescicoso), una papaveracea (il papavero giallo), una genzianacea (Blackstonia perfoliata subsp. serotina, il centauro giallo tardivo), una ciperacea (la carice scirpina) e una poacea (la bloodgrass giapponese).
Le restanti 18 specie, appartenenti a cinque diverse famiglie, erano infine considerate "vulnerabili" (VU): sono otto specie di orchidee, tre del genere Ophrys (l'ofride verde-bruna, il fior bombo e l'ofride di Bertoloni), tre del genere Orchis (l'orchide maggiore, l'orchide di Provenza e l'orchide omiciattolo), l'orchidea cimicina e l'orchidea screziata; cinque specie di poacee, ovvero la coda di topo di Rendle, il logliarello marino, la logliarella cilindrica, l'orzo marino e la logliarella ricurva; tre amarantacee, la barba di frate, l'erba cali e la suaeda marittima; e due ciperacee, lo zigolo e lo zigolo nero.
Secondo uno studio del 2009, di queste 33 specie solo 11 rientravano nelle tre categorie IUCN: 2 CR, 4 EN e 5 VU, mentre altre 9 sono state spostate o inserite ex novo come "prossime alla minaccia" (NT). Una specie non presente nello studio del 2006 è la canna del Po, classificata CR insieme al giuncastrello di Barrelier. Si osserva anche l'aggiunta dell'orzo perenne e della cicerchia pisellina tra le specie "minacciate" (EN) e l'aggiunta della carice delle lagune e del trifoglio risupinato tra quelle "vulnerabili" (VU). Infine sono state declassate ad NT la barba di frate, la logliarella ricurva, la logliarella cilindrica, il logliarello marino, l'ofride di Bertoloni, l'orzo marino, lo zigolo e la coda di topo di Rendle, e ad essi è stata aggiunta l'iris pallida subsp. illyrica. Delle rimanenti 13 specie non si hanno dati certi (DD), perché nel corso degli anni la coltivazione della vite ha soppiantato questo tipo di piante. Sono state però trovate anche delle specie rare all'interno e all'esterno dell'area di studio quali la finocchiella di Pallas, la Scorzonera parviflora, il Limonium oleifolium e la Scutellaria orientalis.

#### Fauna

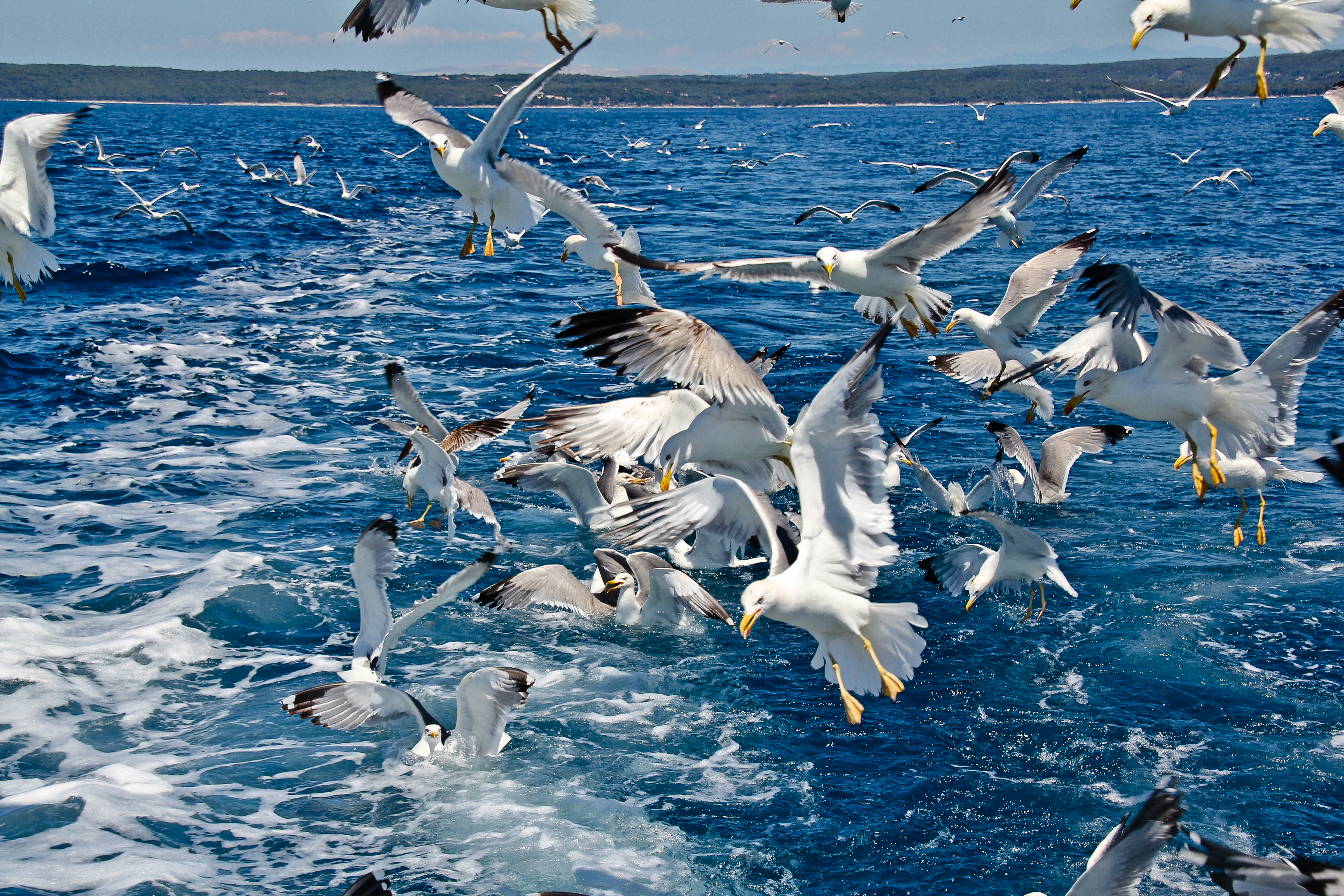
Stormo di gabbiani reali zampegialle sulla scia di un'imbarcazione

Grazie alle interessanti zone umide ricche di vegetazione alofila e alle numerose aree protette di valore ornitologico internazionale, Pago è un'isola con un'eterogenea e numerosa presenza di avifauna.

Si possono vedere uccelli marini, palustri e rapaci che possono essere stanziali, nidificanti, di passo o svernanti.
Le specie stanziali sono il grifone, il falco pellegrino, la coturnice, il gufo reale e il marangone dal ciuffo della sottospecie P. a. desmarestii.

Le specie che nidificano sull'isola sono invece una ventina, tra esse le più numerose sono l'averla piccola, il calandro, il succiacapre, la tottavilla, l'occhione, il cavaliere d'Italia e la calandrella.

Tra la quarantina di specie migratorie, di passo o svernanti le più diffuse sono la folaga comune, la strolaga mezzana, il fischione, il germano reale, l'alzavola, il beccaccino e il beccapesci.

Altri uccelli presenti in numero minore sono il mignattaio, lo smeriglio, il biancone, il falco di palude, il tarabuso, il moriglione, il fraticello e il fratino.

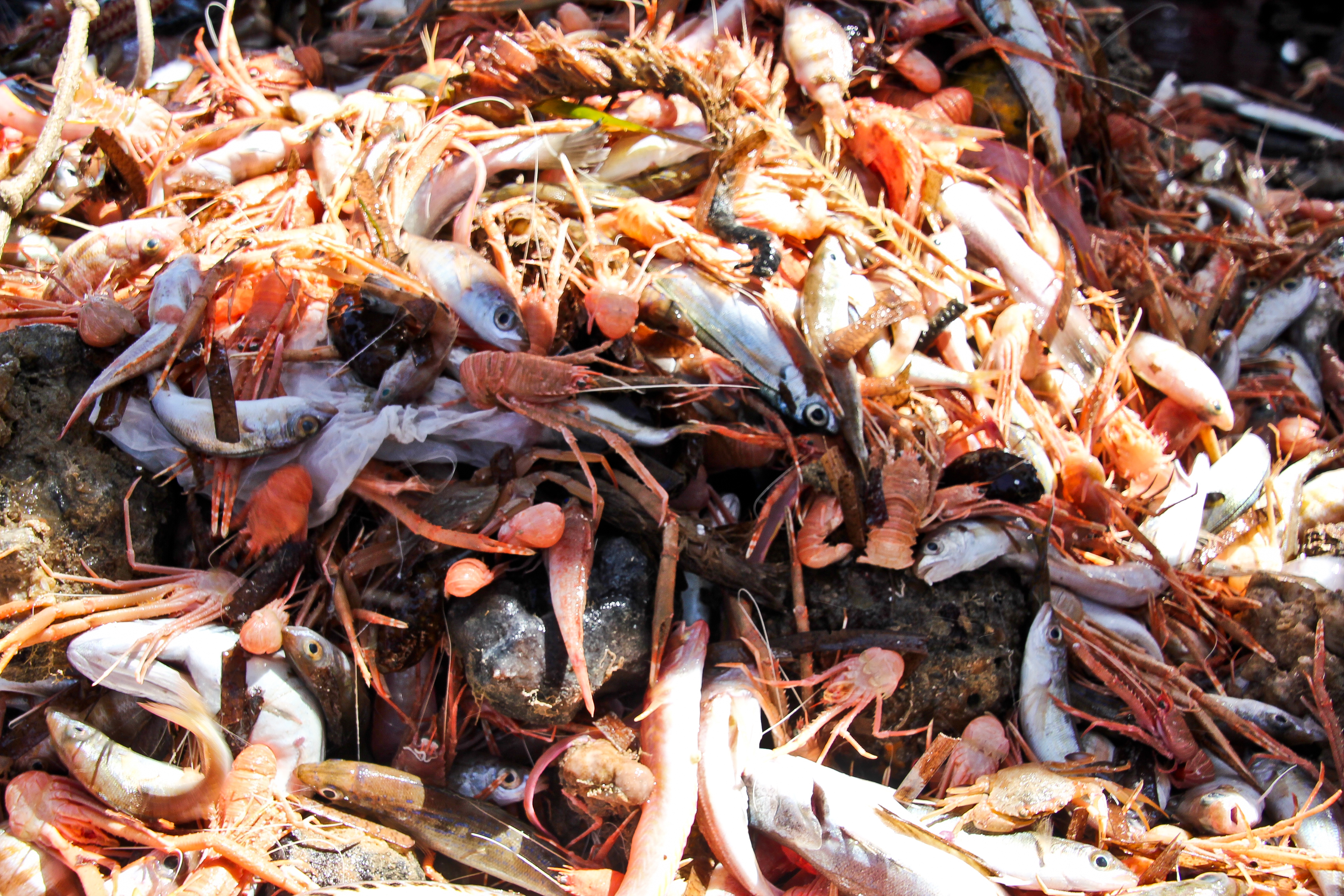
Pescato del giorno su una barca turistica dell'isola

La fauna marina è altrettanto ricca: nelle acque limitrofe sono stati registrati 552 taxa, dei quali 88 sono pesci e 326 sono invertebrati. Tra i primi è da notare la presenza di specie rare in questa zona del Mediterraneo, come il pesce liocorno, il pesce luna e il dragoncello turchese, mentre tra le specie più osservate si notano la donzella, il tordo merlo, il cefalo musino, la corvina, la spigola o branzino, il dentice, il sarago fasciato, il sarago maggiore, il sarago sparaglione, il sarago pizzuto, l'occhiata, l'orata, lo sciarrano e il sacchetto.
Nel canale della Morlacca sono stati registrati passaggi regolari di pesci condritti come lo spinarolo, il gattuccio, il palombo stellato, la razza chiodata, la razza occhiuta e la razza bavosa.

Pochi esemplari di tartaruga comune sono stati avvistati all'interno del vallone di Pago. In passato, sono stati avvistati anche pochi esemplari di balenottera comune e di foca monaca (ultimo avvistamento del 1992).

Alcune specie di gasteropodi sono protette dalla legge: si tratta della Tonna galea e della Pinna nobilis. Quest'ultima un tempo cresceva abbondante tra le piante di cimodocea ma poi, a causa della raccolta indiscrimitata da parte dei turisti per farne dei souvenir, la popolazione si è drasticamente ridotta. Altre conchiglie minacciate dalle stesse abitudini che ne hanno ridotto il numero sono Spondylus gaederopus, Glycymeris bimaculata, il fasolaro e il tartufo di mare. Il dattero di mare che si insidia nelle rocce calcaree, seppur molto diffuso e gastronomicamente apprezzato, è protetto a causa della distruzione delle rocce stesse che andrebbe a modificare l'habitat marino.

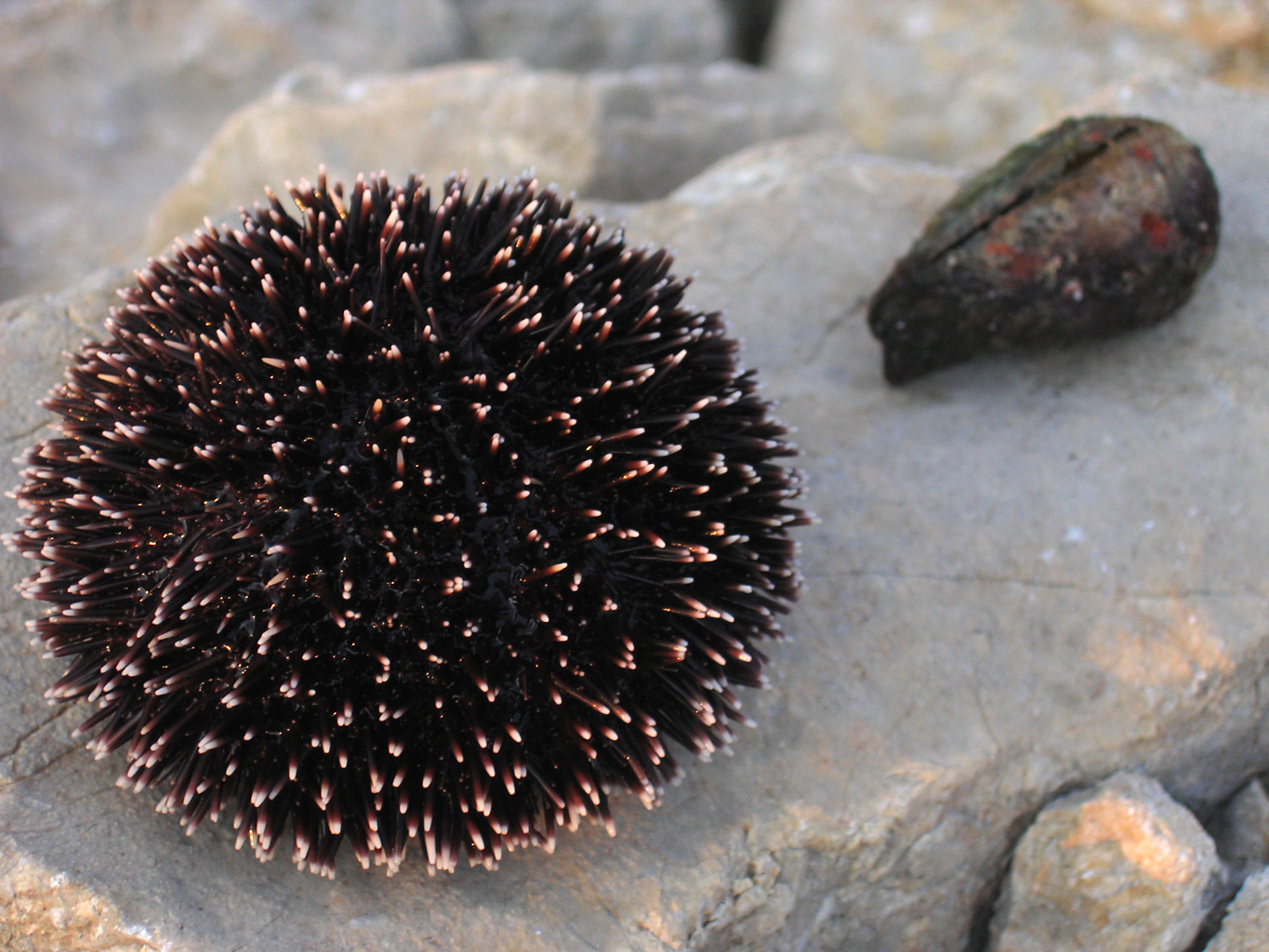
Un esemplare di riccio di prateria e uno di arca di Noè presi nelle acque di Pago

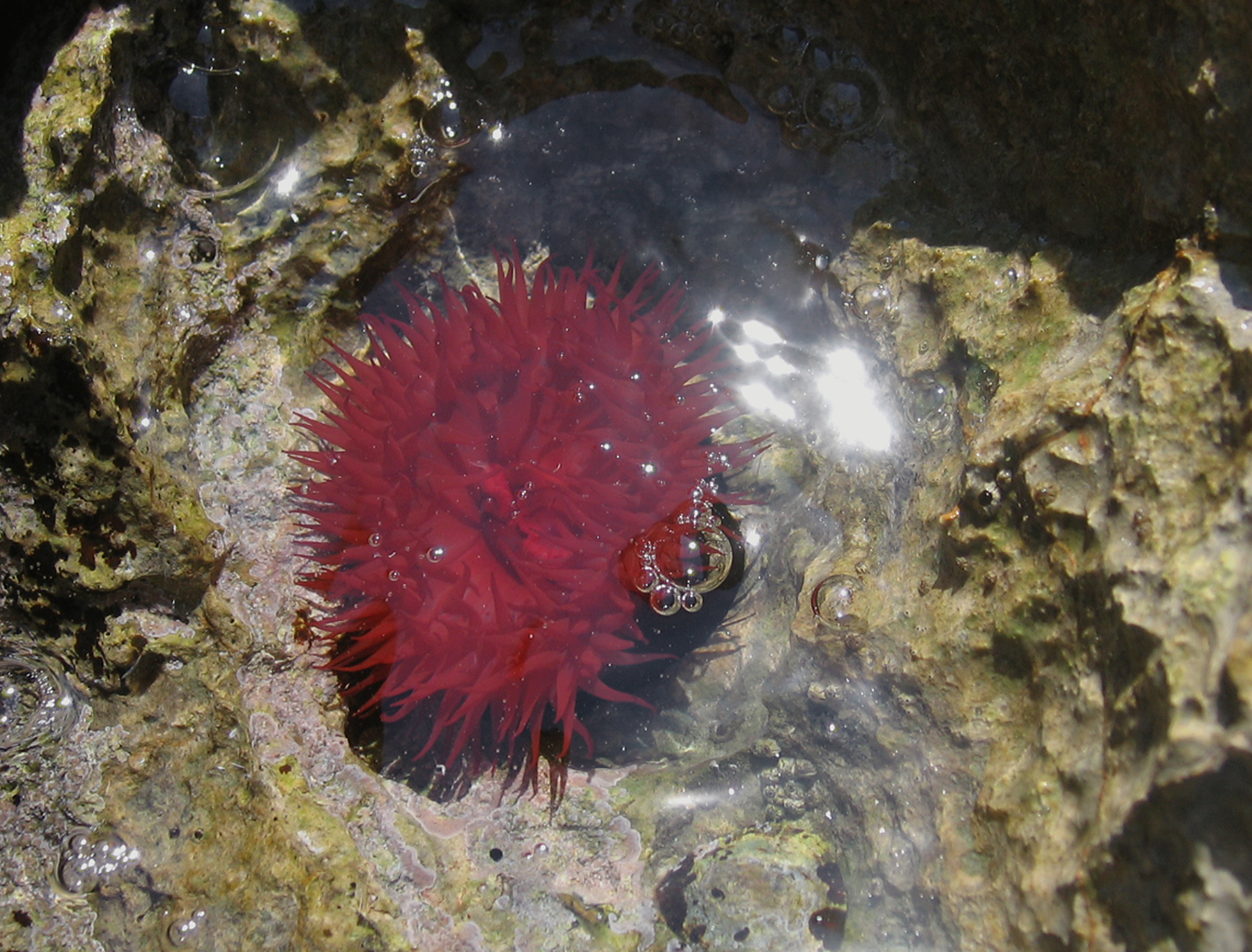
Un pomodoro di mare in una pozza di marea lungo le coste di Pago

Tra gli animali marini registrati da differenti stazioni di ricerca attorno a Pago ci sono la verongia (una spugna); Nemertesia antennina (un idrozoo); l'ortica di mare e l'anemone bruno (due antozoi); la Patella caerulea, la P. ulyssiponensis, la Monodonta labio, il Bittium reticulatum, la torricella, la littorina nera, l'arca di Noè, la cozza, il cuore edule e la Gastrochaenia dubia (alcuni molluschi gasteropodi e bivalvi); il polpo comune e la seppia comune (due cefalopodi; Marphysa kingbergi, Glycera unicornis, Notomastus latericeus e lo spirografo (alcuni anellidi); il dente di cane, la Callianassa subterranea, l'astice europeo, l'Upogebia deltaura e la Ligia italica (alcuni crostacei); Aetea sica, Collarina balzaci, Chorizopora brongniartii, Schizoporella dunkeri e Schizobranchiella sanguinea (alcuni briozoi); Holoturia forskali, Holoturia tubulosa, Oestergrenia digitata, Astropecten irregularis pentacanthus, la stella marina spinosa, la stella serpente, il riccio di mare, Brissopsis lyrifera ed Echinocardium fenauxi (alcuni echinodermi); Ascidiella aspersa e Botryllus schlosseri (due tunicati).

### Isole adiacenti
Attorno a Pago si trovano una quarantina tra isolotti, scogli e rocce semisommerse.
Si trovano nella parte settentrionale e in quella centro-orientale e sono amministrati dalla città di Novaglia:
- greben Tovarnele[13], piccola roccia semisommersa situata a sud di punta Loni e a nordovest del villaggio e della valle di Tavernelle, a 330 m dalla costa. Su di essa si trova un faro[13]. (44°41′48.5″N 14°43′47.1″E)
- Tre scogli senza nome si trovano nei pressi della costa nell'insenatura uvala Mrzlanovica lungo la costa orientale della penisola di Loni e poco a nord dell'ingresso del vallone di Novaglia Vecchia[181]. I due minori sono affiancati e si trovano 395 m a sudest del maggiore. Dal più grande al più piccolo, hanno rispettivamente un'elevazione di circa 6, 5 e 4 m s.l.m.[181] (44°37′28.8″N 14°49′22.4″E coordinate dello scoglio maggiore)
- hrid Triget[13], scoglio triangolare situato a nordest di punta Deda, a 85 m circa dalla costa a nord di Novaglia Vecchia. Ha un'area di 1653 m²[182] e un'altezza di circa 4 m[181]. (44°36′41″N 14°52′50.3″E)
- Uno scoglio senza nome si trova all'interno di valle Suicciana Grande a 40 m dalla costa[13]. Ha una forma triangolare stretta, un'area di 1037 m²[182] e un'altezza di circa 4 m[181]. (44°36′12.2″N 14°54′34″E)
- Scoglio Zilniazza[183] o scoglio Xilen[6] (hrid Žigljen)[13], uno scoglio dalla forma irregolare situato nella parte sudorientale della valle omonima a 90 m dalla costa. Ha un'area di 2755 m²[182] e un'altezza di circa 10 m[181]. (44°34′55.8″N 14°57′06.7″E)
- hrid Zababe[182][184] o hrid Zababa[13], scoglio nei pressi di punta Gaia, all'interno della valle Mezzoporto e poco a nord di Novaglia, a 55 m dalla costa. (44°33′59.8″N 14°51′46.8″E)
- Uno scoglio senza nome si trova all'interno dell'insenatura uvala Triluk[13], a 50 m dalla costa orientale di Pago. La sua area è di 502 m²[182] e raggiunge circa 1 m d'altezza[181]. (44°31′44″N 14°00′09.5″E)
- Scogli Plata[6], tre piccoli scogli situati a nordovest del più grande scoglio Karavanika e a ovest dell'insenatura uvala Plat[13], a una trentina di metri dalla costa orientale del vallone di Pago. Il punto più alto è di appena un metro sullo scoglio maggiore[181]. (44°31′08″N 14°59′08″E)
- Scoglio Karavanika[6] (hrid Karavanić)[13], scoglio tondeggiante situato 290 m dalla costa, all'interno del vallone di Pago e poco a sud di uvala Plat. Ha un'area di 381 m²[182]. (44°30′59.5″N 14°59′25.6″E)
- Scoglio Za Caceniza[6] (Zakučenica)[13], scoglio triangolare posto 250 m a nord della punta omonima (rt Zakučenica), poco fuori valle Posta Nuova. Ha un'area di 1600 m²[182] e un'altezza di circa 7 m s.l.m.[181]. (44°31′36″N 14°01′29″E)
- Zakučenica mala[181] è una piccola roccia situata 185 m a sud del precedente. Ha un'altezza di circa 2 m s.l.m.[181] (44°31′29″N 14°01′27″E)
- Nell'insenatura uvala Gornja Slana, a nordovest di rt Gvardiola, si trova un altro piccolo scoglio senza nome, di circa 3 m d'altezza[181] e distante 15 m dalla costa. (44°30′22″N 14°03′15.8″E)
- Hrid Vratolom[13], scoglio ovale situato a nordovest di punta San Cristoforo, a meno di 15 m dalla costa. Ha un'elevazione di circa 3 m s.l.m.[181] (44°28′53″N 14°04′28.5″E)
- Altre rocce minori senza nome si trovano: 2 nell'insenatura Vela luka (2 e 4 m s.l.m.) e 1 in uvala Koromačna (4 m s.l.m.).

Nella parte centro-occidentale e amministrati dal comune di Colane:
- Scoglio Misgnach[6] o scoglio Slatina[7] (Mišnjak)[13], scoglio situato 305 m a nordovest di punta dei Sorci. Ha una forma ovale allungata e misura 200 m[185] di lunghezza, ha un'area di 9630 m²[186], uno sviluppo costiero di 494 m[186] e un'elevazione massima di 1,1 m s.l.m.[13] (44°29′59″N 14°53′46″E)
  - Due piccole rocce senza nome si trovano poco a nordovest di Misgnach, la maggiore ha una superficie di 182 m²[186], l'altra di 157 m²[186]. (44°30′03″N 14°53′41.2″E)
  - Un altro piccolo scoglio senza nome, sommerso durante l'alta marea, si trova a sudest nei pressi di punta dei Sorci[13][184]. (44°29′50.6″N 14°53′56.7″E)

Nella parte centrale e meridionale e amministrati dalla città di Pago:

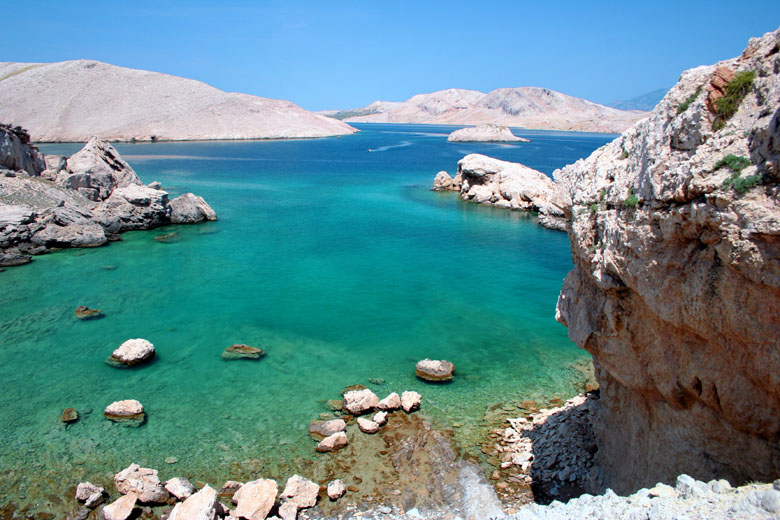
Gli scogli Mascali: in primo piano sulla destra, parte dello scoglio Mali Maškalić, più al largo lo scoglio Za Tonar

- Scoglio Grande[62][187] (Veli Školj)[13], scoglio di forma allungata situato nella parte centrale del vallone di Pago, a sud di Barbato Superiore e a ovest dello scoglio Karavanika. Dista dalla costa 745 m, ha un'area di 2763 m²[186] e un'elevazione di 2 m s.l.m.[181] Tre rocce consecutive si trovano alla sua estremità nordoccidentale, un'altra poco più a sudest[186]. (44°30′51.2″N 14°58′30.4″E)
- Scogli Mascali[188] (hrid Veli Maškalić e hrid Mali Maškalić)[13], coppia di scogli situata nella Bocca di Pago, a sudest di punta San Nicolò e nell'insenatura Mali Zaton[13]; distano tra loro 360 m circa.
  - Il maggiore, chiamato anche scoglio Za Tonar[6] o scoglio Veli Zaton[7], è di forma triangolare ed è il più settentrionale. Dista 130 m dalla costa, è lungo 130 m[189], ha un'area di 6172 m²[186], uno sviluppo costiero di 347 m[186] e un'altezza di circa 12 m s.l.m.[181] (44°28′30″N 14°03′27″E)
  - Il minore è invece ovale e posto a 55 m dalla costa. Ha un'area di 2367 m²[186] e un'altezza di circa 3 m s.l.m.[181] (44°28′17″N 14°03′37.3″E)
- Scogli Sestacauzzi (hridi Šestakovci), tre scogli e un isolotto situati a nordovest di punta Bianca, lungo la costa orientale di Pago.
- Uno scoglio senza nome si trova 300 m a sud del minore degli scogli Sestacauzzi e a 70 m dalla costa di Pago, poco a ovest dell'insenatura di valle Salsa di Fuori[53] (Slana uvala)[13]. Ha una forma circolare con un'area di 1600 m²[181][186] e un'altezza di circa 4 m s.l.m.[181] (44°26′40″N 14°06′28″E)
- Palladino (Lukar), isolotto nel canale di Maon, lungo la costa centro-occidentale di Pago.
- San Paolo (Veli Sikavac), grande isolotto situato lungo la costa meridionale di Pago, a separare il vallone di Pogliana Vecchia da valle Scania.
- Scanio (Mali Sikavac), altro isolotto situato poco più a sudest del precedente e simile ad esso per forma e dimensioni.
- Altre rocce minori si trovano: una nella parte settentrionale della Bocca di Pago (3 m s.l.m.)[181]; una in Starca draga (8 m s.l.m.)[181]; una a sud di punta Santis (3 m s.l.m.)[181]; una in Beriknica[181] o uvala Beretnica[13], a sud di valle Zaglava, nei pressi di Barbato Inferiore (2 m s.l.m.)[181]; una nel vallone di Dignisca, sul lato opposto rispetto all'insediamento di Miškovići (2 m s.l.m.)[181].

Nella parte sudoccidentale e amministrati dal comune di Pogliana:
- Scogli[190] o scogliera Prutina[191] (greben Prutna)[13], roccia semisommersa situata al centro dell'imboccatura meridionale del canale di Pogliana Nuova. Alta sul livello del mare 0–1 m[181], su essa si trova un faro alto 6 m, con piano focale a 7 m; ha una luce rossa lampeggiante che ruota ogni 3 secondi e che raggiunge una portata di 3 miglia marine[192]. (44°17′34.2″N 14°09′07.6″E)

Nel sud di Pago ma amministrati dal comune di Verchè:
- Isolotto dei Sorci (Mišjak), isolotto situato all'imboccatura di valle Pogliana Vecchia, a nord di punta Puogo.
  - Una roccia senza nome si trova una decina di metri a nordovest dell'isolotto dei Sorci, alta 0–1 m s.l.m.[181] Vi si trova un faro a base quadra, alto 6 m e con il piano focale a 8 m; produce una luce verde lampeggiante ogni 3 secondi dalla portata di 3 miglia marine[193]. (44°18′11.5″N 14°11′07.3″E)
- Leporine (Zečevo), isolotto poco a sudest del precedente, che si connette alla terraferma durante la bassa marea[194].

## Storia

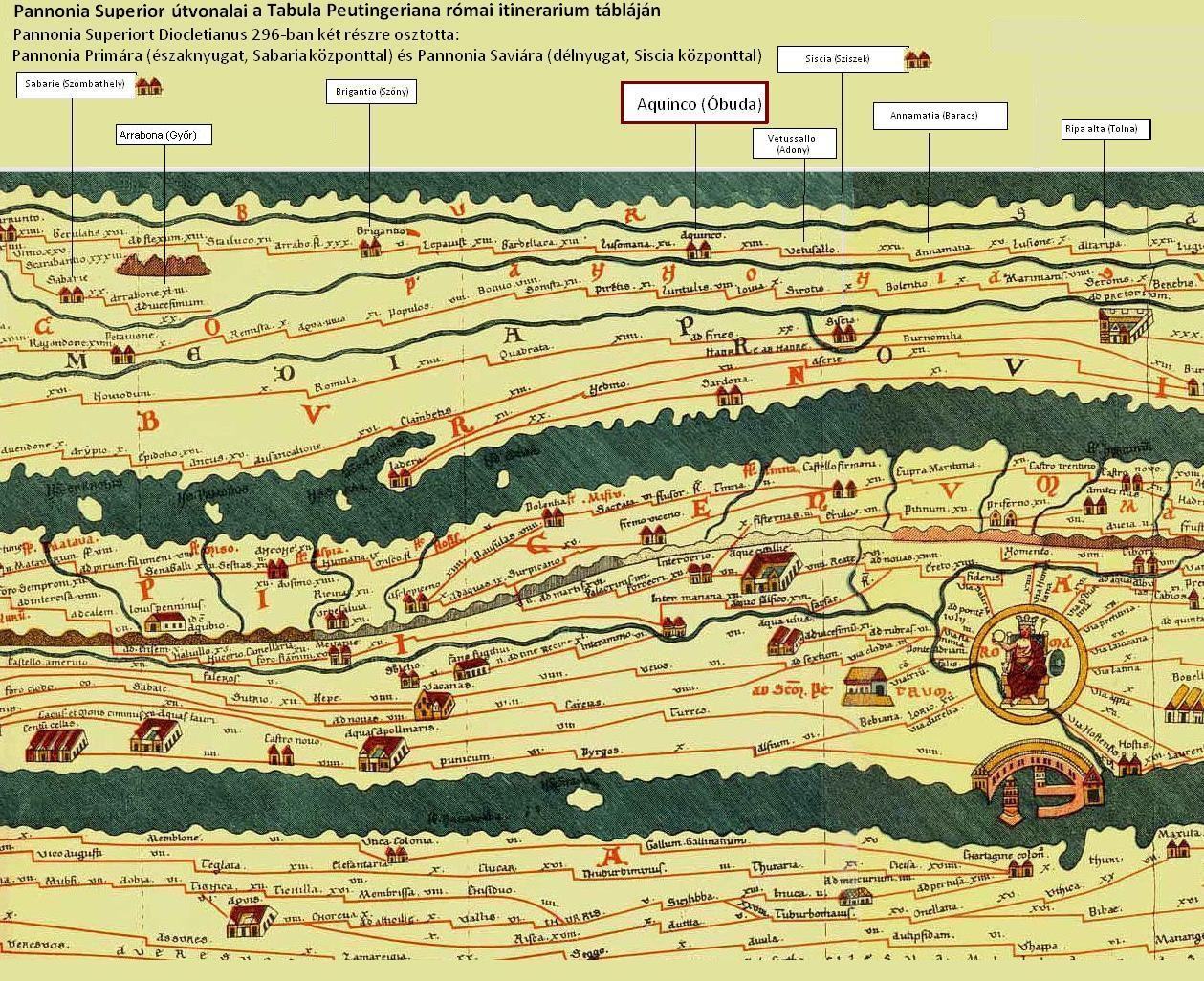
Particolare della Tavola Peutingeriana. Pago (Ins. Sissa) si trova al centro, accanto al promontorio con Zara (Ladera)

Grazie alle favorevoli condizioni ambientali, soprattutto del versante occidentale, Pago fu abitata densamente dalla tribù illirca dei Liburni già tra la seconda metà del II millennio a.C. e la prima metà del I millennio a.C.. Del loro passaggio rimangono le rovine di numerosi castellieri e una serie di tumuli con pietre tombali. I castellieri (il più antico risale al 400 a.C.) si possono osservare su gran parte dell'isola, costruiti sulle colline, come quelli su Gradac e Gradašnici nella penisola di Loni, quelli presso Novaglia e a nordest della città, o ancora quello di Terravecchia (Stari grad), che è stato il sito da cui è partita l'espansione della città di Pago in epoca medievale, e quello su cui è stata costruita la romana Cissa (l'attuale Zasca). Questa cittadina, forse distrutta durante il terremoto del 361, veniva già citata da Plinio il Vecchio nel I secolo come Gissa Portunata.
In precedenza, Pago appare nel Periplus di Pseudo-Skilak, un geografo anonimo greco del IV secolo a.C., anche se Mentorides, è un nome collettivo che comprendeva anche la vicina Arbe e molti altri isolotti minori.

A partire dal II secolo a.C. i castellieri iniziarono un processo di trasformazione in centri abitati più ampi, soprattutto a causa dell'influenza delle guerre illiriche. Dopo il consolidamento del potere romano in Liburnia (I secolo), su Pago, anche se non troppo diffusamente, iniziarono ad apparire i segni della loro presenza.
Nonostante ciò, sono numerosi i resti archeologici e i toponimi che ne testimoniano la presenza tra il IV e il VI secolo, come un'iscrizione su un'elaborata tavola di Epafrodito dedicata al suo padrone, Gemello Calpurnio, la cui famiglia (gens Calpurnia) occupava posizioni eminenti nell'amministrazione romana. Sono stati scoperti anche i resti di ville rustiche e case rurali, per la maggior parte nella zona settentrionale. Ma fu soprattutto Cissa il centro romano principale di Pago in questo periodo, e come tale dava nome all'intera isola.
Cartograficamente, appare infatti per la prima volta come Ins. Sissa (Insula Sissa) sulla Tavola Peutingeriana, un'antica carta romana stampata alla fine del 1500 ma risalente ad un periodo compreso tra il 109 a.C. e il 328. Cissa aveva anche due porti, uno, Navalia, dove oggi si trova Novaglia Vecchia e l'altro nell'insenatura di valle Zasca, all'interno del vallone di Pago.
Il nome "Pago" deriva invece dal latino pagus, villaggio/distretto rurale, sempre in riferimento a Cissa e all'area che comprendeva anche il porto di Navalia.

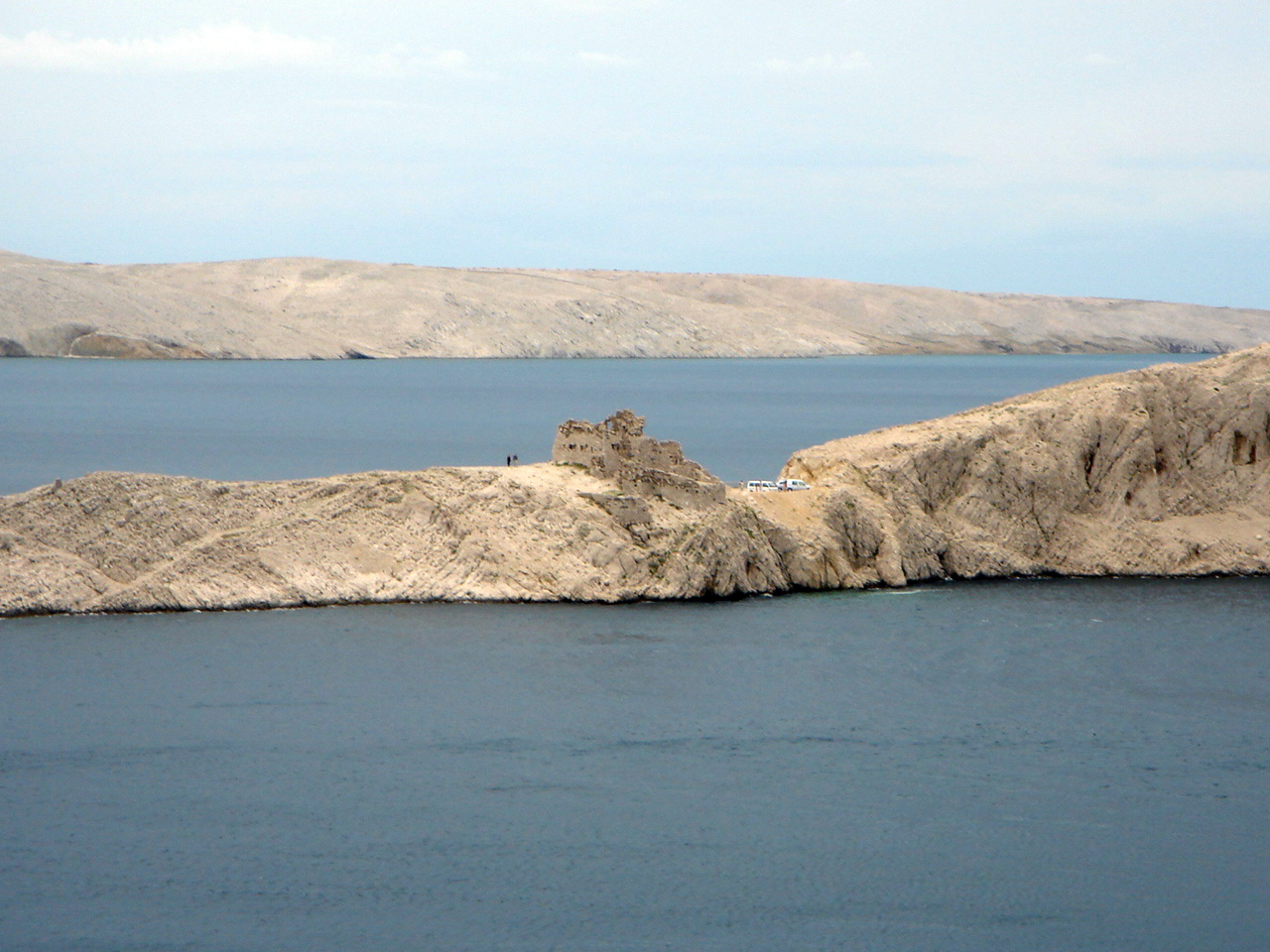
Fortica, la torre d'osservazione veneziana costruita all'estremità sudorientale di Pago

Dopo il IV secolo, a svilupparsi maggiormente fu l'insediamento di Novaglia, grazie al suo porto. Vi si trovano ancora tracce della prima chiesa cristiana della zona (Basilica di Santa Maria, V secolo). Sempre del V secolo sono le chiese di punta Gaia e di Pogliana, mentre sono del VI secolo quella presso punta Loni e quella nella zona di Rtić, a Novaglia. Ciò dà l'idea di un vasto e precoce sviluppo della cristianità sull'isola, forse dovuto alla presenza bizantina nei kastron di Sveti Juraj, vicino all'odierna città di Pago, e di valle Suicciana a nordest.

I Croati si insediarono sull'isola durante l'Alto Medioevo, soprattutto nella parte sudorientale, mantenendo la maggior parte dei nomi latini e Cissa, chiamata in questo stesso periodo Kissa, venne ricostruita e ridiventò il centro principale.
Alla metà del X secolo venne citata da Costantino Porfirogenito come Skordakissa, poi in un documento del 1071 del re Petar Krešimir IV di Croazia, l'isola venne assegnata a due diocesi: la parte settentrionale a quella di Arbe e quella meridionale a quella di Zara.

Attorno al 1170 la Repubblica di Venezia, in lotta contro il regno d'Ungheria per il controllo della Dalmazia, donò ai nobili veneziani Morosini la parte settentrionale dell'isola, dal castrum Kesse (nordovest di Cissa) fino a Loni, per l'aiuto ottenuto nel sopprimere la ribellione scoppiata a Zara. Il nome di Cissa appare in questo periodo nella forma Kessa veterana, prima nel 1202 con riferimento al castello che in quell'anno veniva dato a Roberto Morosini, figlio Ruggiero Morosini nominato conte d'Ossero l'anno seguente, poi nel 1212. Così iniziava già a delinearsi l'attuale suddivisione amministrativa dell'isola. Sotto il dogado di Orio Mastropiero, i veneziani conquistarono l'intera isola nel 1183 o 1186 e nel 1188 firmarono una momentanea tregua con gli ungheresi in vista della terza crociata.

Dal XIII secolo, specialmente da quando nel 1203 gli zaratini diedero alle fiamme Cissa vendicandosi dell'attacco veneziano dell'anno prima, il centro amministrativo dell'isola si spostò verso il sudest del vallone di Pago, dove si stava sviluppando Terravecchia (Stari grad), che poi si sarebbe ampliata nella città di Pago. Questa divisione, come quella diocesale, portò a un impoverimento della parte settentrionale, che rimase per lungo tempo una zona rurale, utilizzata per allevamento e agricoltura. Terravecchia fu chiamata inizialmente Pagus e poi, ancora in un documento del re Petar Krešimir IV, viene citata come Villa Pagi. Nel 1244 vi trovò rifugio il re ungherese Béla IV in fuga dai nemici, e in segno di gratitudine conferì alla città lo statuto di libera città regia.

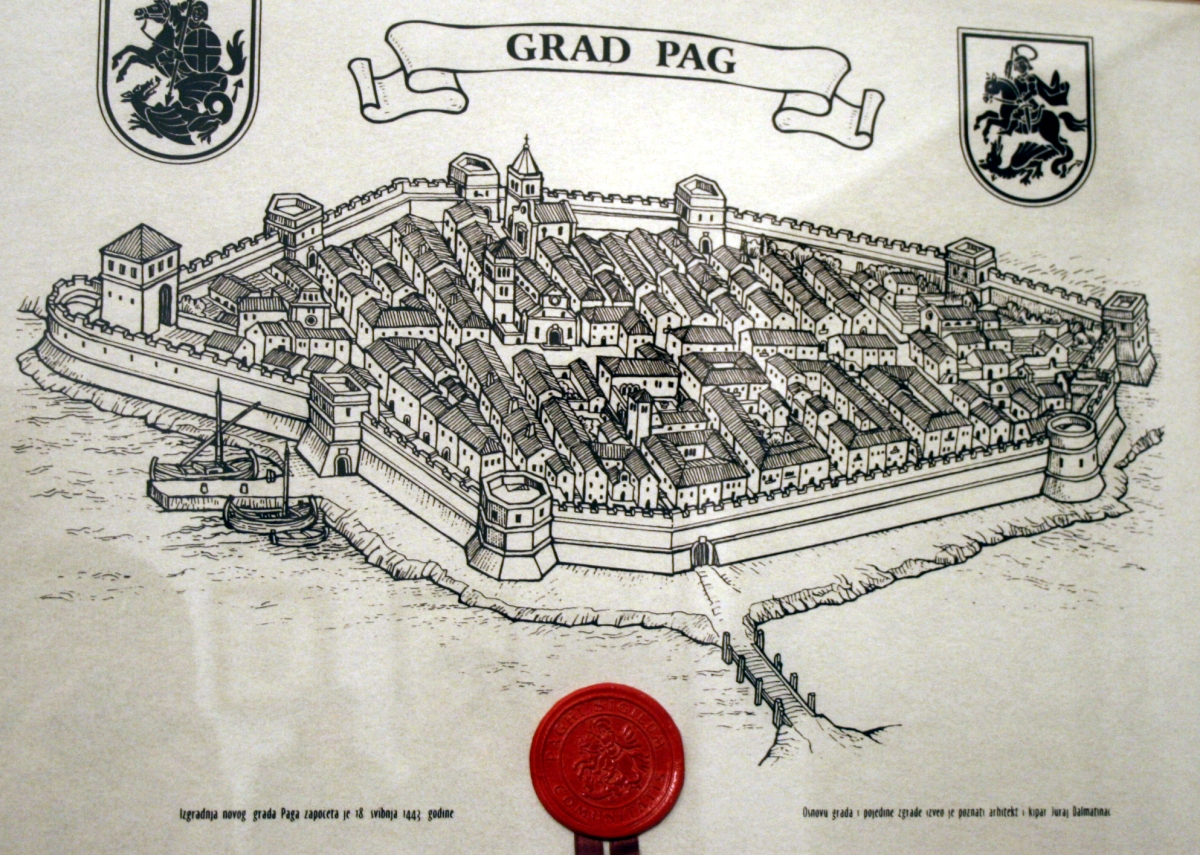
Illustrazione della città di Pago nel 1443

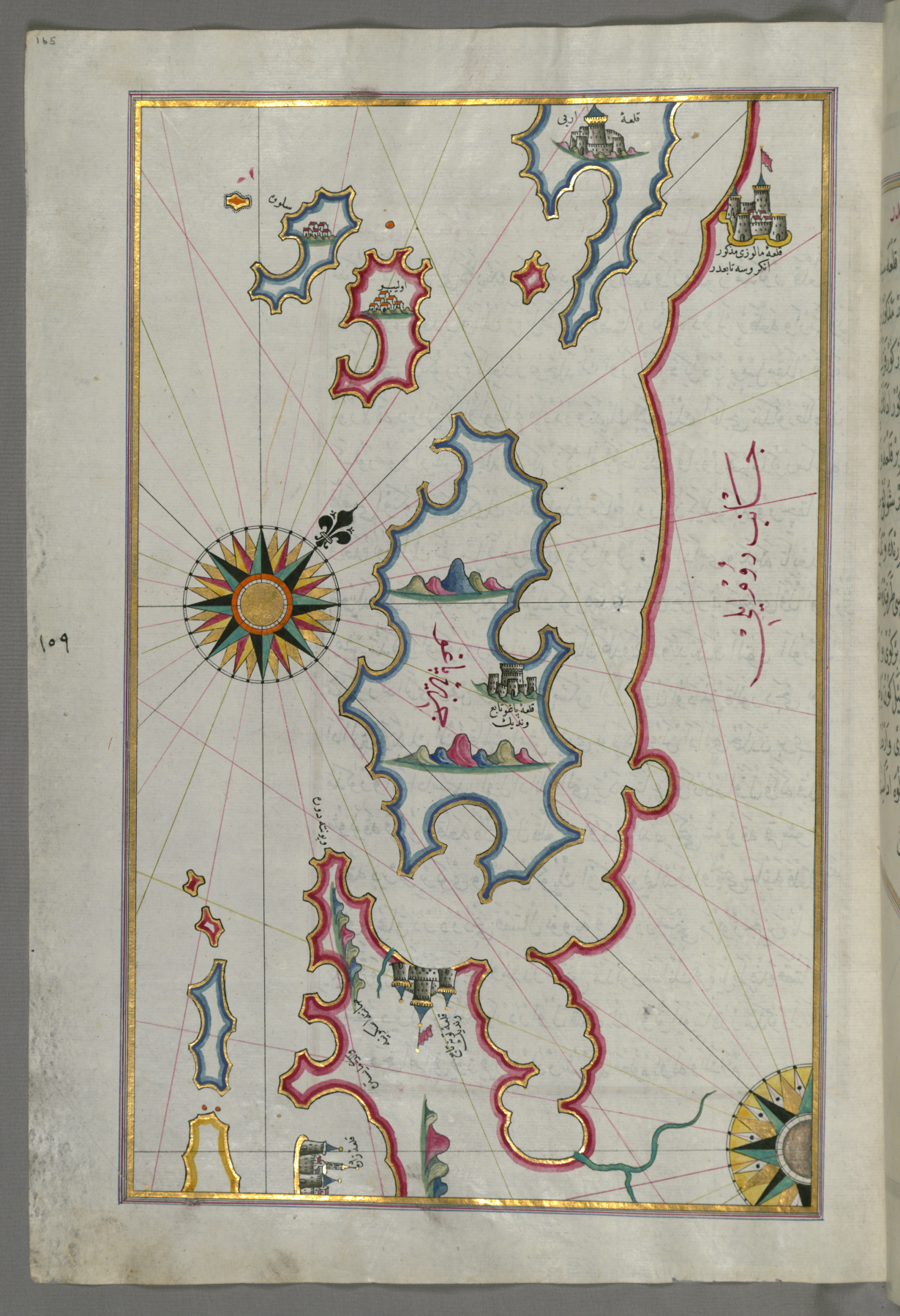
Pago in una mappa dell'ammiraglio turco Piri Reìs

Dal 1409, ovvero dopo le lotte diplomatiche e militari con il regno d'Ungheria, Pago passò definitivamente sotto il controllo della Repubblica di Venezia. Sebbene non subì direttamente l'invasione ottomana durante il XV secolo, ne risultò comunque impoverita a causa della scarsità di collegamenti con la terraferma e con le isole vicine. Dopo questo periodo e fino alla caduta della Serenissima, le saline di Pago furono la maggior fonte di guadagno per Venezia.
Dal 1797, tranne per la breve parentesi del Primo Impero francese (1805-1814), l'isola si trovò sotto l'amministrazione dell'Impero austro-ungarico. Nel 1855 e nel 1869 gli abitanti furono colpiti da epidemie di colera, e in seguito da febbre tifoide.
Inserita nel patto di Londra come compenso territoriale per l'ingresso nella prima guerra mondiale del Regno d'Italia, fu invece assegnata (trattato di Rapallo del 1920), insieme alla maggior parte delle isole dalmate, all'appena creato Regno dei Serbi, Croati e Sloveni. 
Nel 1905 iniziò il fenomeno dell'emigrazione negli Stati Uniti, in Canada ed Australia.
Nei primi mesi del 1941, in seguito alla spartizione del Regno di Jugoslavia da parte delle forze dell'Asse, Pago cadde sotto il controllo dello Stato indipendente di Croazia; nella stessa estate gli ustascia vi istituirono due campi di concentramento, il campo di Metajna (pressi di Barbato Inferiore) e Slana/Slano (pressi di valle Salsa). In questi campi gli ustascia perpetrarono anche esecuzioni di massa fino al mese di agosto, quando il campo fu chiuso e i prigionieri trasferiti nei campi di Jadovno e Jasenovac. Quando l'isola fu occupata dal Regio Esercito italiano (23 agosto) vennero alla luce gli eccidi perpetrati dagli ustascia e in tre fosse comuni furono rinvenuti 791 cadaveri, tra cui 293 donne e 91 bambini, che furono poi bruciati per questioni igieniche. Secondo alcuni autori vi furono reclusi e uccisi circa 4.500 serbi, 2.500 ebrei e 1.500 comunisti e in alcuni documenti del mese successivo si parla in generale di oltre 8000 vittime nel campo Slano, ma i dati non sono certi. In seguito all'armistizio (8 settembre 1943) Pago fu occupata dai tedeschi e nel 1945 liberata dai partigiani jugoslavi di Tito.
Durante le guerre jugoslave la proclamazione della Repubblica Serba di Krajina portò all'interruzione dei collegamenti costieri tra la Croazia continentale e la Dalmazia; fu così che dal 1991 al 1995 l'isola di Pago rimase l'unico collegamento grazie ad un ponte navale a sud e ad un servizio di traghetti a nord.

## Geografia antropica

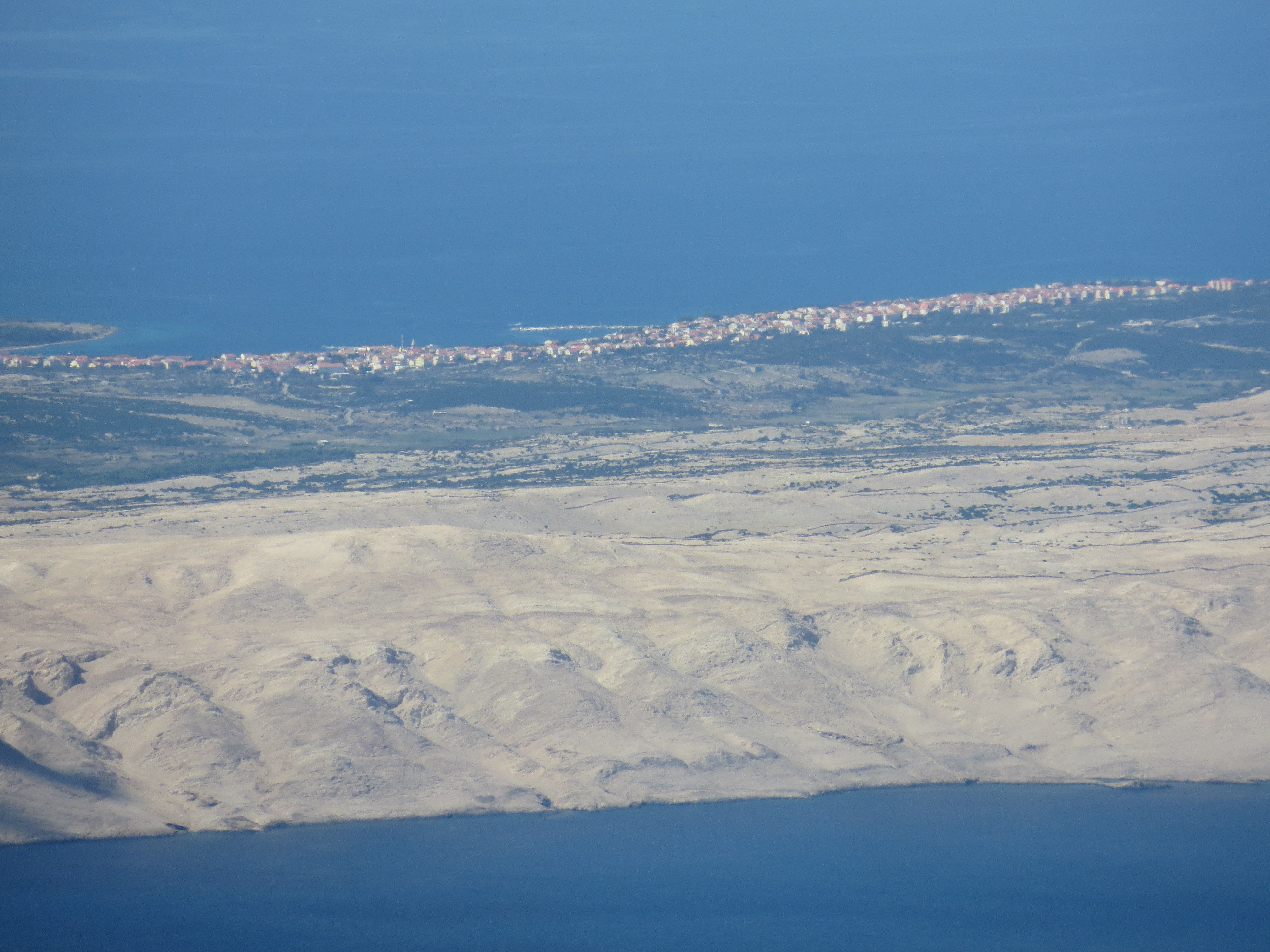
Veduta della città di Novaglia

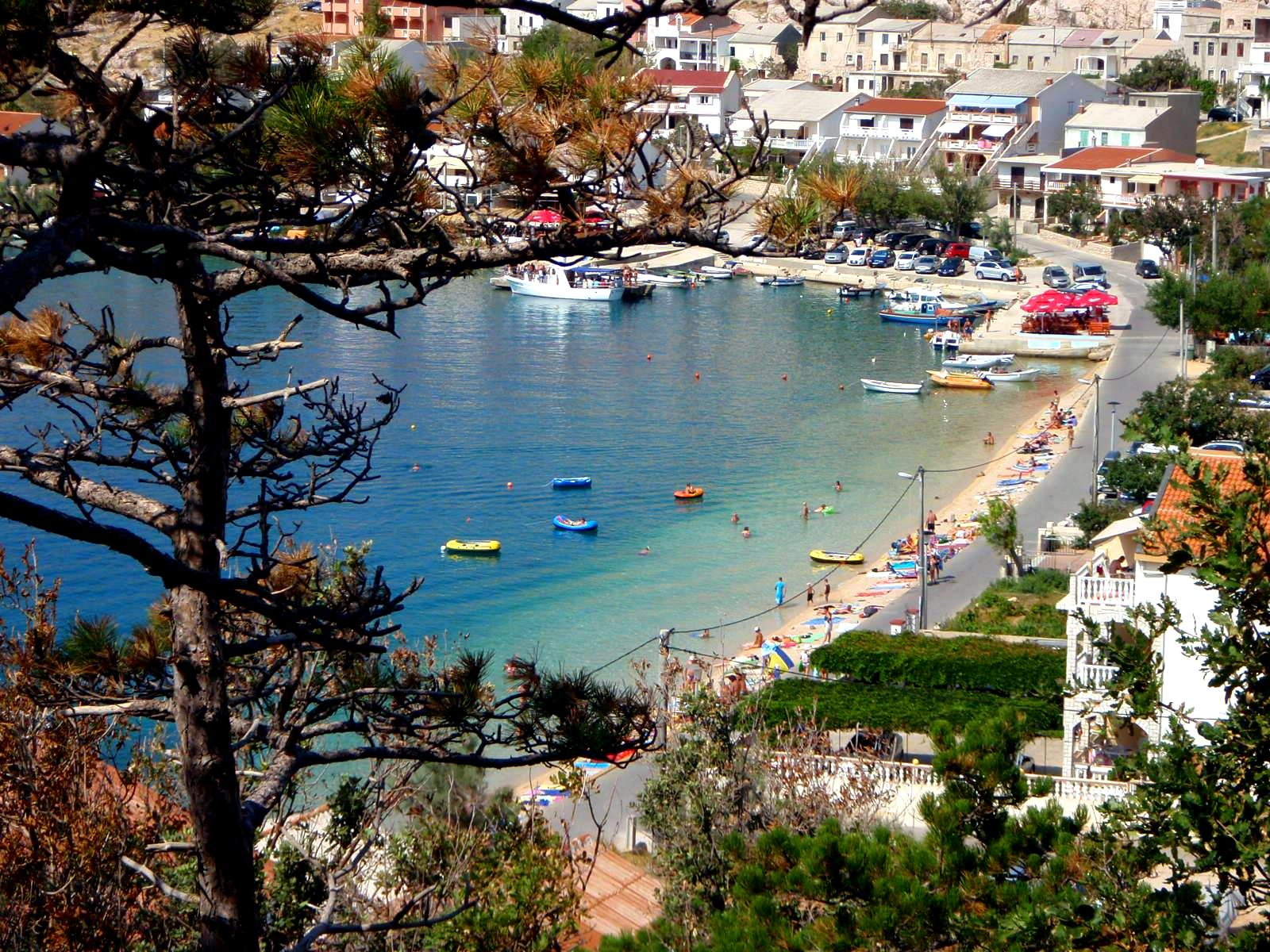
Barbato Inferiore

Pago ha la particolarità di essere l'unica isola croata ad estendersi su due regioni: la parte settentrionale cade nella regione della Lika e di Segna, il resto cade invece in quella zaratina. Ci sono in tutto 25 insediamenti (naselja), amministrativamente suddivisi tra due città (grad) e due comuni (općina):
- città di Novaglia, la sola nella regione della Lika e di Segna, amministra tutta la parte settentrionale, da punta Loni alla stessa Novaglia. Inoltre, ricadono nel suo territorio anche la parte orientale, da punta Deda a punta San Cristoforo e le spiagge di valle Sanità e Zasca. Vi si trovano altri 9 insediamenti:
  - Zasca[7][218][219] (Caska)
  - Gajac
  - Kustići
  - Loni[220] o Punta Loni[219] (Lun)
  - Barbato Inferiore[219][221] (Metajna)
  - Potočnica
  - Novaglia Vecchia[219][222] (Stara Novaglia)
  - Vidalići
  - Barbato Superiore[219][223] (Zubovići)

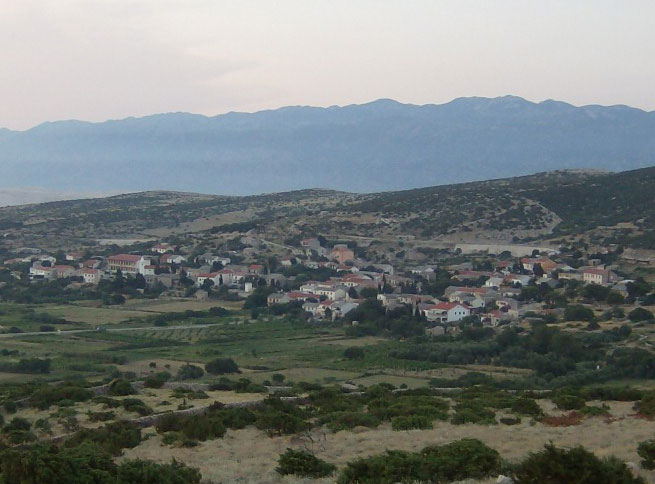
Colane

- comune di Colane, istituito nel 2003 è il comune più recente, si sviluppa nella parte centro-occidentale e comprende 3 insediamenti:
  - Kolanski Gajac
  - Mandrie[35][224] (Mandre)

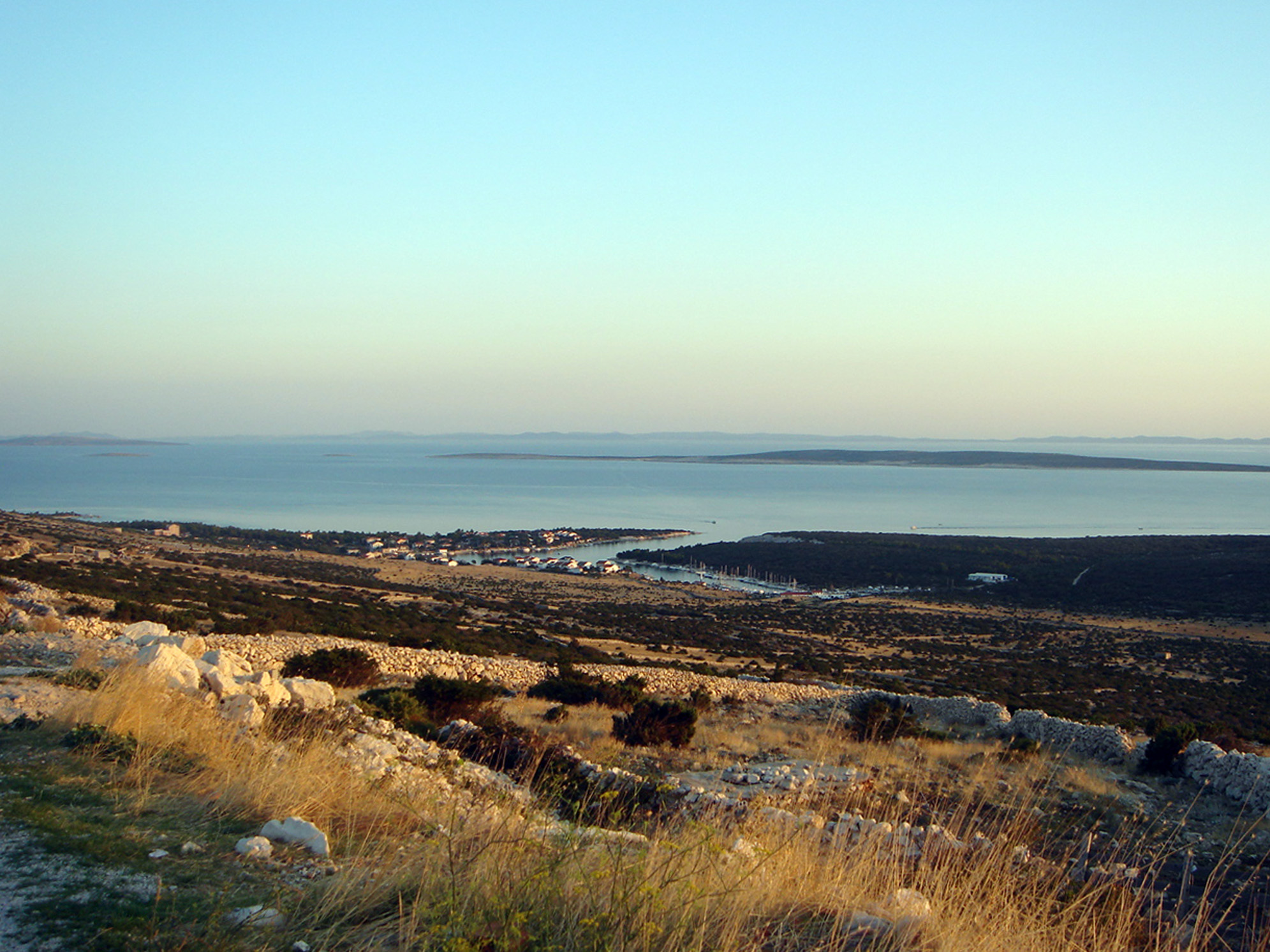
Veduta di San Simone

- città di Pago, è situata al centro dell'isola, nella parte meridionale del vallone di Pago mentre alle sue spalle ha inizio la lunga valle delle Saline. Amministra tutta la zona occidentale, tra Colane e Pogliana, e il resto della parte orientale. Oltre la stessa Pago ci sono altri 10 insediamenti:
  - Bošana
  - Cassione[61][219] (Košljun)
  - Dignisca[57][219] (Dinjiška)
  - Figarola[225] (Smokvica)
  - Gorizza[7][219][226] (Gorica)
  - Miškovići
  - San Simone[219] o porto Simone[7][227] (Šimuni)
  - Scania[219][228] (Vlašići)
  - Stara Vas
  - Vrčići
- comune di Pogliana, nella parte sudoccidentale dell'isola, sul suo territorio non ci sono altri insediamenti.

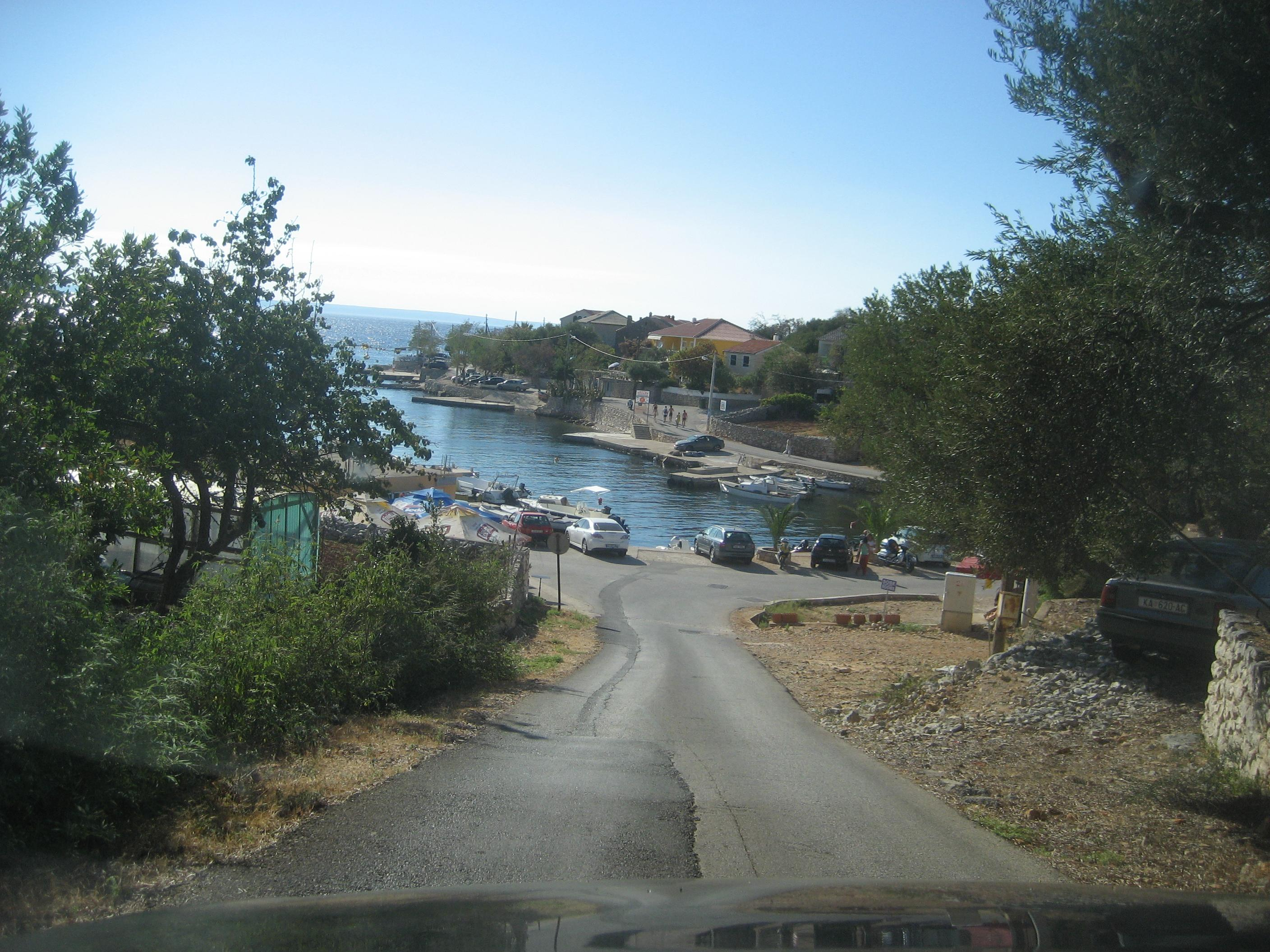
Tavernelle

Sul territorio sono presenti anche diverse frazioni. L'insediamento di Loni, in particolare, è suddiviso in 7 frazioni anche molto distanti tra loro, lungo tutta la penisola di Loni. Per esempio Tavernelle (Tovarnele) si trova quasi all'estremità settentrionale e Jakisnizza (Jakisnica) quasi al centro della penisola, tra esse ci sono le frazioni di Gager, Gurijel, Dudići, Perićev Kanat e Stanišće. Vicino Pago si trova invece Terravecchia o Terra Vecchia (Starigrad), un piccolo villaggio dalla lunga storia: inizialmente castelliere liburnico, poi chiamato Pagus e Villa Pagi in epoca medievale ma ora completamente abbandonato e visitabile come sito archeologico. 

### Infrastrutture e trasporti

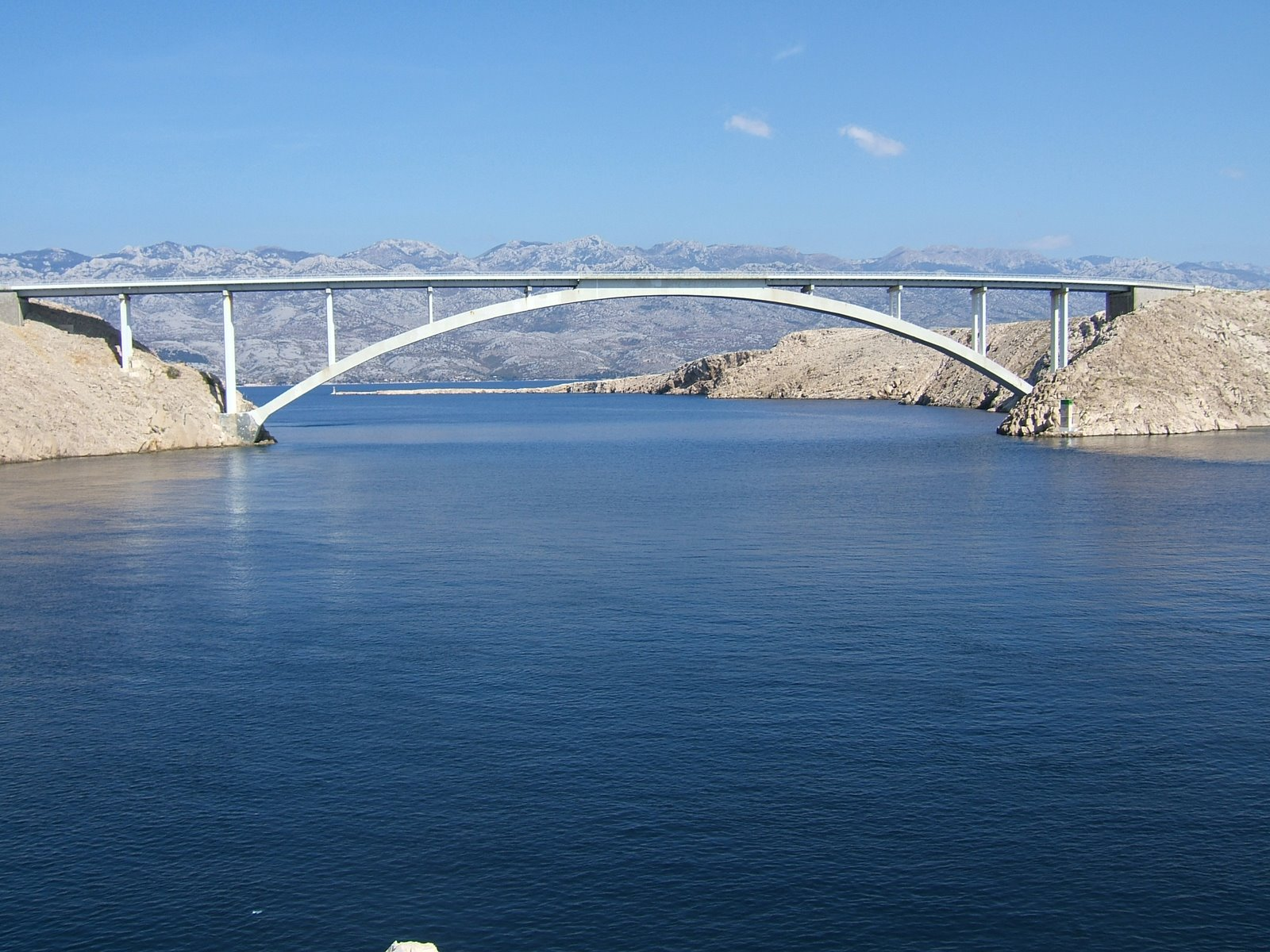
Il ponte di Pago

L'isola è collegata alla terraferma dal Ponte di Pago (Paški most), una struttura a una campata di 301 m di lunghezza e 9 m di larghezza che passa sullo stretto di Giuba. Il ponte, inaugurato nel 1968, si trova a 35 m sul livello del mare e la sua campata è lunga 193 m. Connette la statale croata D106 che attraversa gran parte dell'isola partendo dal porto di valle Zilniazza fino al ponte e proseguendo sulla terraferma. Le altre due strade principali sono le statali D107, che si separa dalla D106 poco a sud di Novaglia e arriva fino a Novaglia Vecchia, e la D108, che da Gorizza arriva fino a Pogliana. Oltre a queste ci sono anche alcune strade regionali e diverse strade locali. In totale ci sono 150 km di strade, l'80% dei quali è asfaltato.

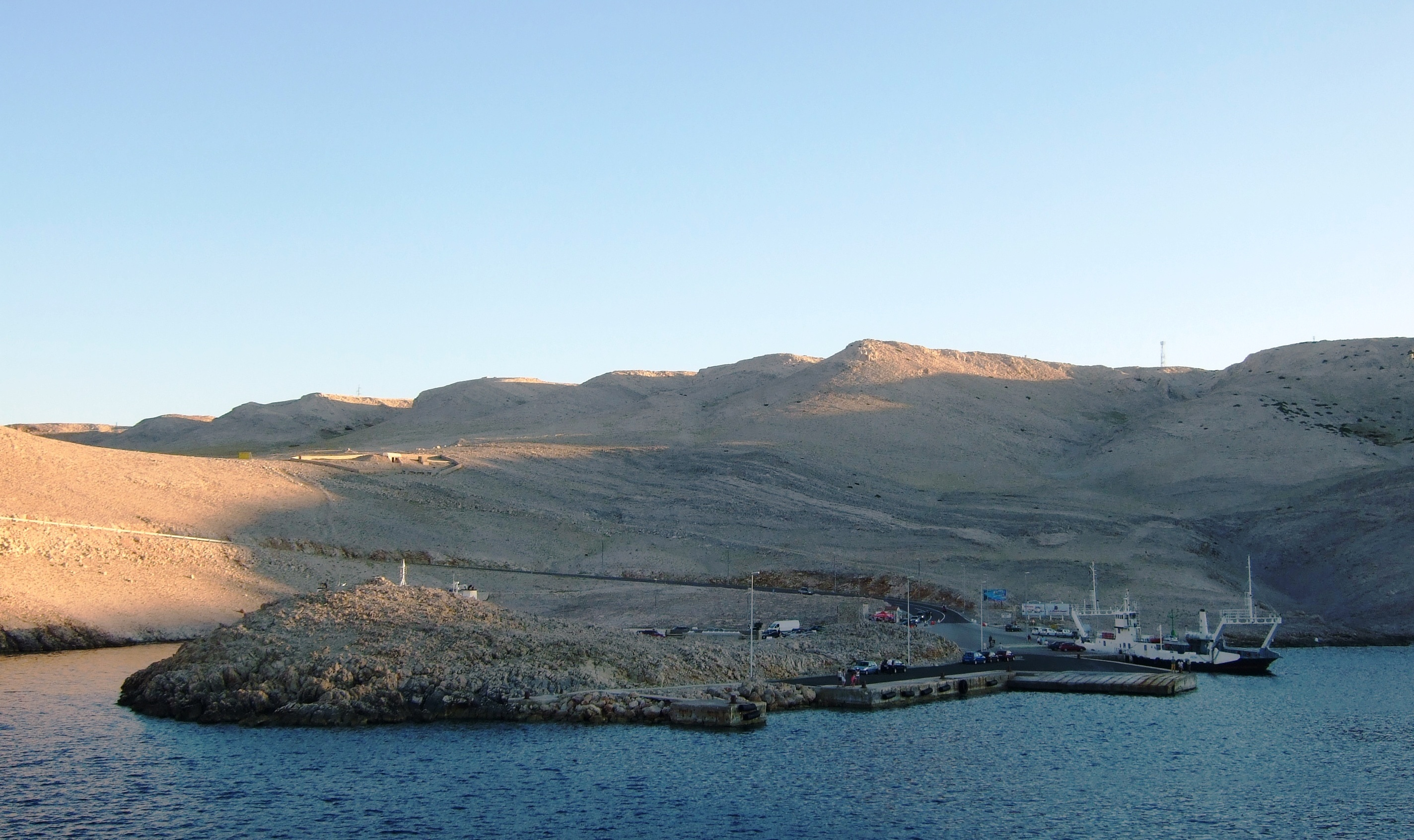
Il porto e le acque di valle Zilniazza

Pago è dotato di tre porti principali. Il primo è quello di valle Zilniazza, sulla costa orientale, che collega l'isola al comune di Prizna, sulla costa dalmata. Il porto di Novaglia collega invece l'isola con Fiume, Pesaro e Arbe. Quello di Loni-Tavernelle, infine, collega Pago ad Arbe. Le linee di traghetti che servono Pago sono dunque cinque. Quelle per Fiume, Arbe e Prizna sono giornaliere ma, tra le cinque, solo l'ultima permette il trasporto di veicoli; quella tra Tavernelle e Arbe è giornaliera solo nei mesi estivi, il resto dell'anno serve tre giorni a settimana; quella da e per Pesaro è attiva solo tra giugno e agosto, un solo giorno a settimana. Altri porti minori, usati soprattutto da pescatori e turisti, si trovano un po' su tutta l'isola, come a Pogliana, Cassione, Mandrie, Dignisca, Jakisnizza e Novaglia Vecchia.
Al '91 sull'isola si contavano 9 scuole primarie, una scuola secondaria, sei uffici postali, otto medici e due farmacisti.

## Società
Attualmente (censimento 2011) la popolazione di Pago è di 9 059 abitanti così suddivisi:
- Città di Novaglia, 3.663 ab.[242]
- Città di Pago, 3.846 ab.[243]
- Comune di Colane, 791 ab.[243]
- Comune di Pogliana, 759 ab.[243]

In particolare, se non si considerano i vari insediamenti, nella città di Pago vivono 2 849 abitanti e a Novaglia 2.358. Gli insediamenti minori più popolosi sono invece Loni (307 abitanti), Novaglia Vecchia (286) e Scania (272).
Nel corso dei secoli, lo sviluppo demografico di Pago ha avuto un andamento che può essere suddiviso in diverse fasi. Tra l'inizio del XVI secolo fino al termine del XVII secolo Pago ebbe una popolazione inferiore ai 2 000 abitanti. Questi aumentarono leggermente raggiungendo poco più di 3 000 unità durante il XVIII e l'inizio del XIX secolo. Poi, grazie anche al rapido sviluppo della città di Pago, ci fu un boom di popolazione che nel 1900 raggiunse i 7 039 abitanti e continuò ad aumentare, nonostante lo spopolamento dovuto all'emigrazione, fino al secondo dopoguerra quando raggiunse i 9 188 abitanti (1948). Nei decenni successivi ci fu un leggero declino altalenante, che portò ad una popolazione inferiore agli 8 000 abitanti tra il 1971 e il 1991.
Al 1991 il 95,4% della popolazione totale era croata, mentre il 2,6% apparteneva a venti nazionalità differenti e il 2% era di etnia non identificata; al censimento 2011 si era invece registrata una percentuale del 96,1% di residenti croati e, tra le minoranze, risaltavano le comunità albanesi, bosniache, italiane e slovene.
Sull'isola si parla in maggioranza il croato nel suo dialetto ciacavo e in piccola parte le lingue che riflettono la composizione etnica della popolazione (albanese, bosniaco, italiano e sloveno).

### Religione
Gli isolani sono in maggioranza cattolici (95,1%), organizzati in nove parrocchie, sette delle quali nell'arcidiocesi di Zara e due nella diocesi di Veglia.

### Cultura

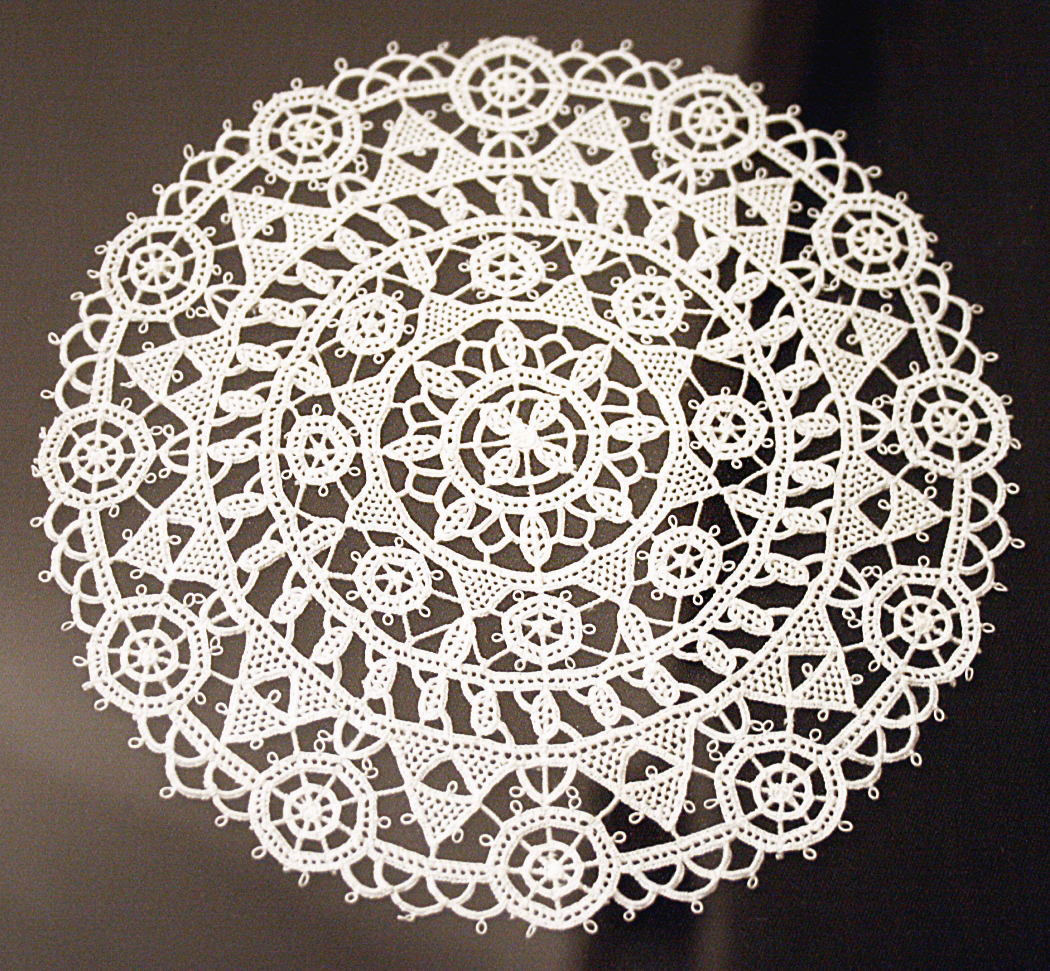
Esempio di merletto paghesano

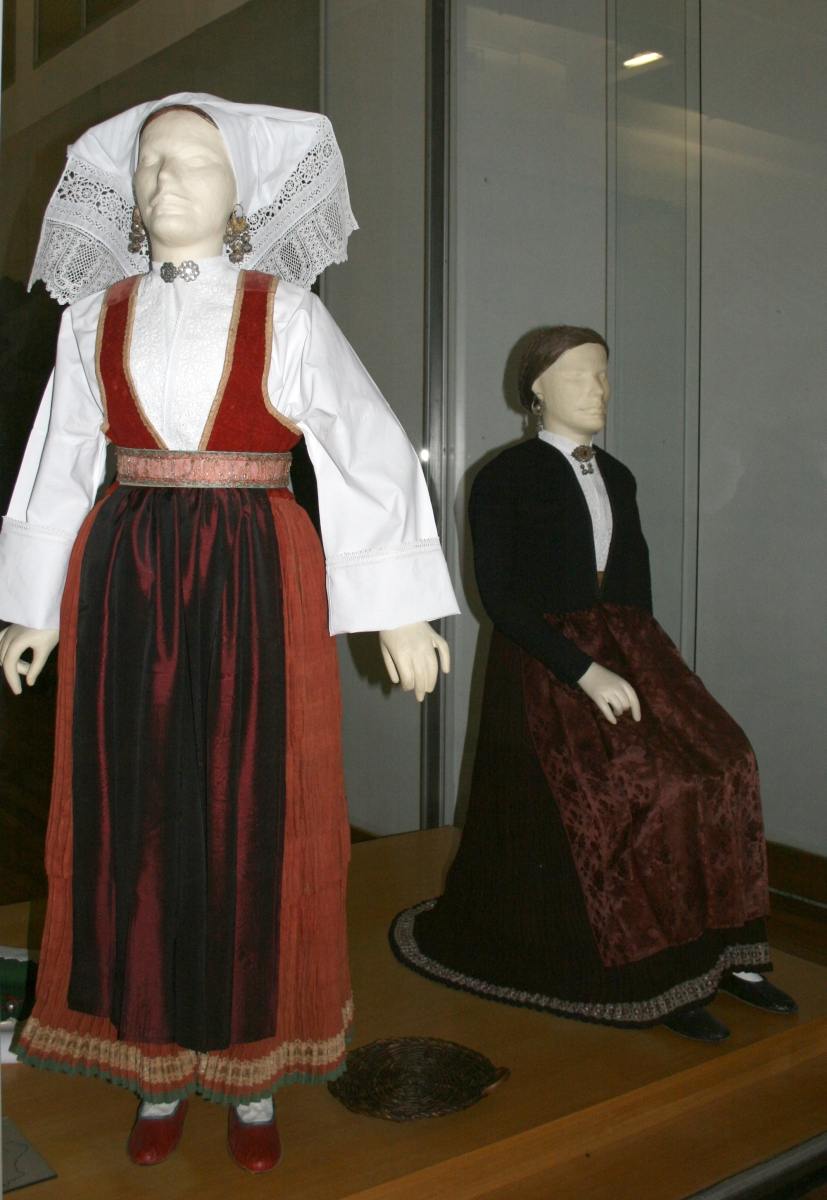
Costumi tradizionali di Pago

Iscritto dall'UNESCO nella lista dei patrimoni culturali immateriali dell'umanità nel 2009, il merletto di Pago è una delle caratteristiche culturali dell'isola. Risalente al XV secolo, questo merletto fu usato per ornare abiti femminili ed ecclesiastici. In un documento del 1579 se ne attesta il suo insegnamento, insieme all'alfabetizzazione, presso il monastero benedettino di Santa Margerita. Per la sua bellezza, alcune donne di Pago furono invitate a mostrarne la lavorazione alla corte dell'arciduchessa Maria Giuseppa d'Austria. Grazie alla sua crescente popolarità, tra il 1906 e il 1945 a Pago fu anche fondata una scuola di merletto. Oggi la tradizione è mantenuta dalle insegnanti del monastero, da una nuova scuola di merletto e dall'Associazione del merletto di Pago. A Pago città, esposizioni si possono vedere lungo le strade cittadine o presso il Palazzo del Principe, e la collezione del monastero benettino è stata dichiarata bene culturale dal Ministero della Cultura croato nel 2008.
Strettamente legato al merletto è il costume tradizionale di Pago che si tramanda di generazione in generazione. Anch'esso di origine tardo gotica-rinascimentale, è conosciuto e apprezzato in tutta Europa. L'abito femminile, in particolare, è molto elaborato, con colori vistosi, un copricapo a tre punte ornato dal merletto e un ornamento attorno al collo chiamato paški teg, spesso accompagnati da grandi orecchini (ročini) con pendenti a forma di campane o di perle e da una collana d'oro.
Il costume è spesso utilizzato durante le manifestazioni in cui si balla il tanac, la tipica danza folkloristica dell'isola. È un ballo con rotazione laterale accompagnato dalla musica di strumenti a fiato tradizionali simili alle cornamuse, come il mih e il mišnice.
Il carnevale isolano è un evento consolidato da oltre ottant'anni e negli ultimi cinquanta a luglio viene organizzato anche un carnevale estivo nella città di Pago. Il carnevale invernale si svolge solitamente nei fine settimana dal primo sabato dopo l'Epifania fino al mercoledì delle ceneri quando culmina nel rogo di una bambola, "colpevole" di tutti i problemi dell'anno precedente, e nella rappresentazione teatrale de "Le schiave di Pago" (Paška Robinja), dramma popolare scritto nel 1846.
D'estate spiccano le manifestazioni "estate culturale di Pago" e "estate culturale di Novaglia" durante le quali si svolgono svariati eventi come mostre, spettacoli, rappresentazioni teatrali, concerti, etc.

#### Enogastronomia

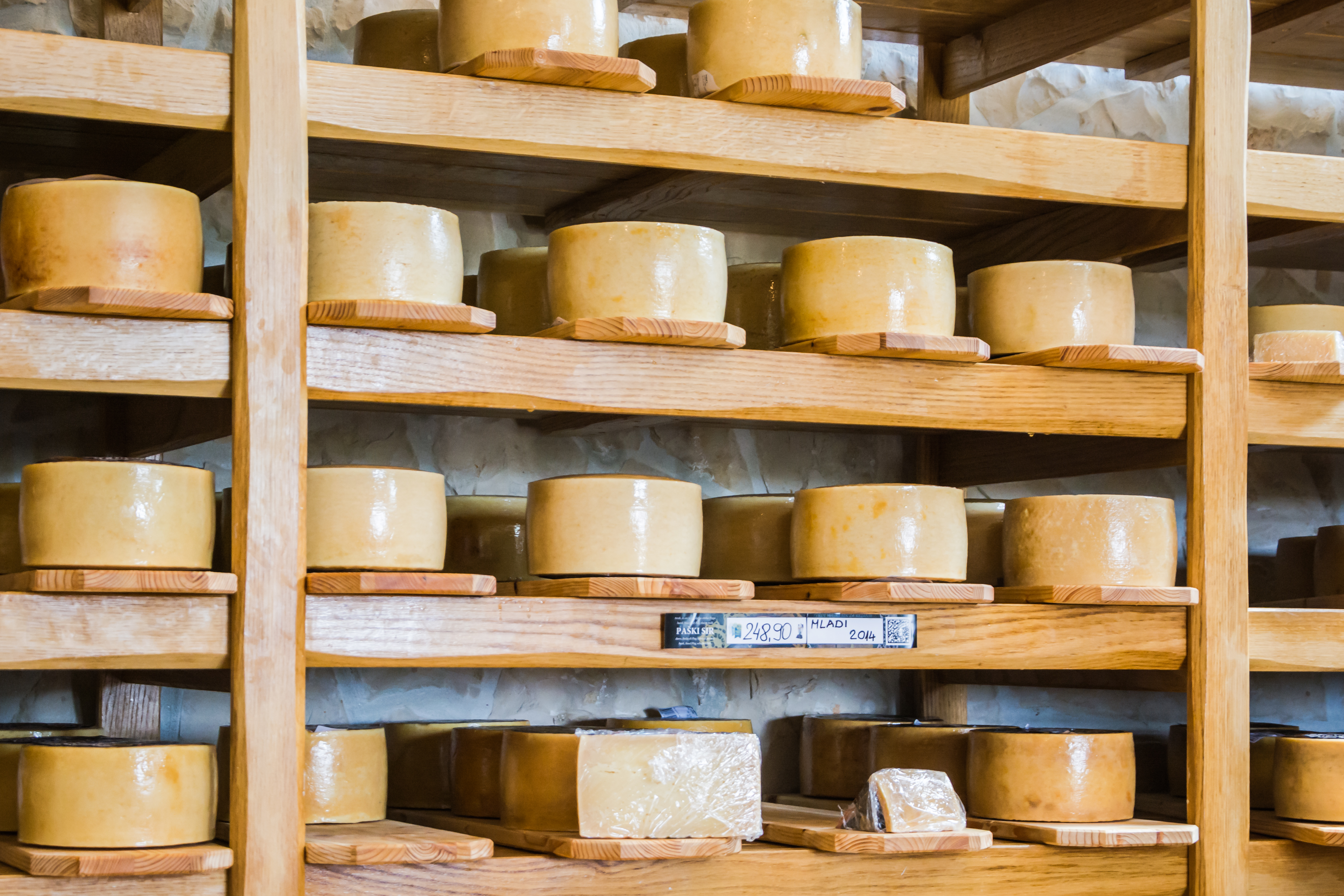
Il paški sir

Le suore del monastero benedettino di Santa Margherita producono da oltre tre secoli il baškotin, un tipo di pane tostato e dorato preparato ancora nella sua ricetta originale.
Uno dei prodotti tipici dell'isola è il Paški sir, un rinomato pecorino in lista per diventare di "denominazione di origine protetta". È un formaggio dall'aspetto duro, dal colore giallo intenso dal sapore leggermente salato. Il processo di produzione è molto lento e inizia con la bora che deposita il sale sulle piante dei pascoli, soprattutto la salvia, cibo principale delle pecore, la quale conferisce al latte un sapore e un profumo particolari. Anche l'agnello è uno dei prodotti isolani. Nati e allevati da pecore indigene e lasciati spesso all'aperto, si nutrono dello stesso latte con cui viene prodotto il formaggio, conferendo alla carne un sapore unico.

Nonostante non ci siano molti terreni fertili, l'isola è nota anche per i suoi vini dalla dolcezza pronunciata. Tra i più conosciuti c'è un vino bianco prodotto da una varietà di uva locale chiamata gegić. Inoltre, si può trovare anche il brandy travarica, ottenuto aggiungendo ai resti delle uve varie parti di erbe aromatiche.

## Economia

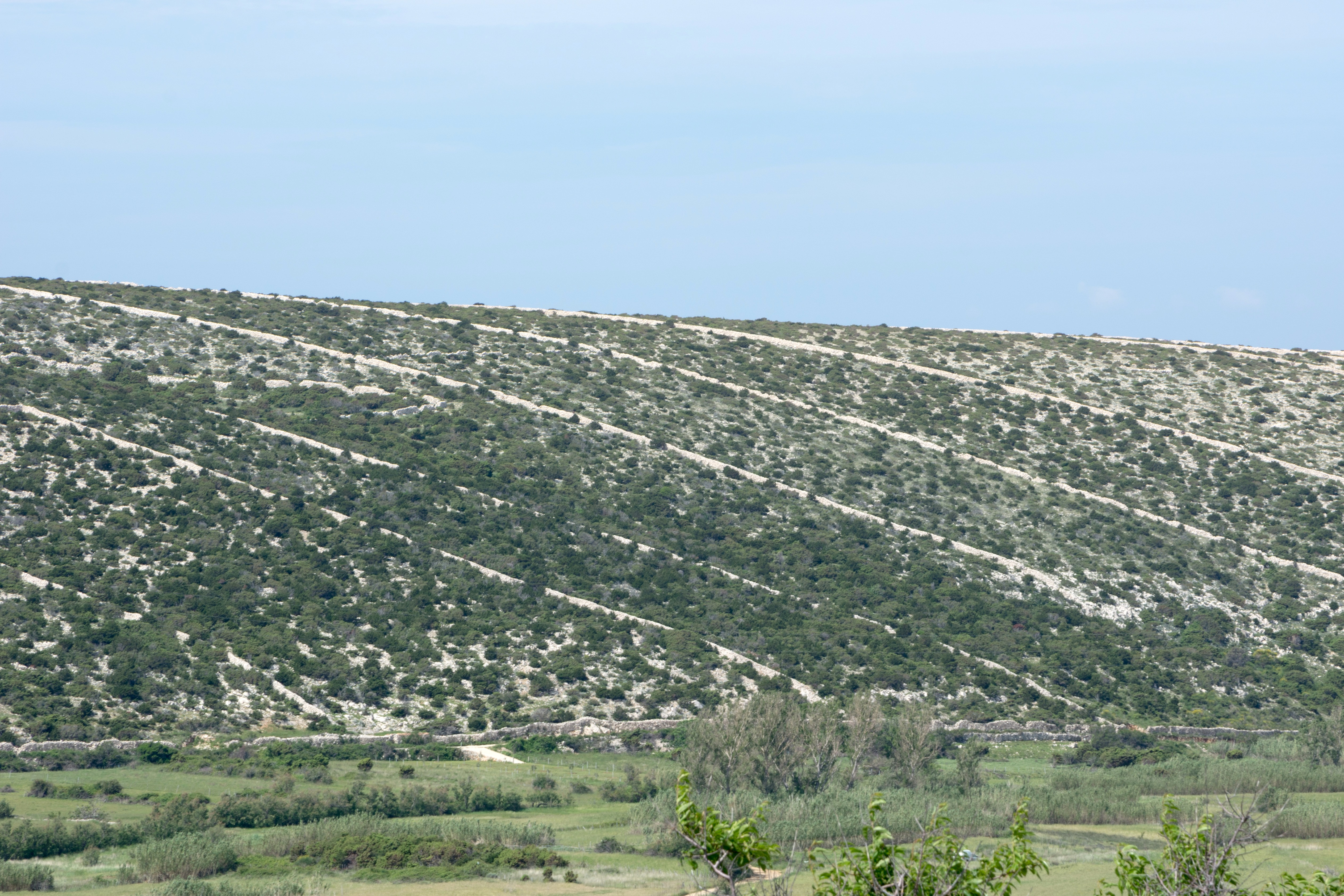
Appezzamenti di terreno divisi da muretti a secco nella zona di Colane

Nel 1991, su Pago è stato registrato un totale di 1832 lavoratori, con un tasso di occupazione del 23,7%.

L'agricoltura è molto sviluppata ma in calo rispetto al passato. I terreni fertili delle valli e in parte quelli rocciosi ricoprono l'86% dell'isola e sono piantati con colture particolarmente resistenti come olivi e viti, o usati come pascoli. Le fattorie coprivano l'80% del territorio ma, degli oltre 220 km² di suolo, solo 22–23 km² erano effettivamente arabili e 11,5 km² giacevano a maggese. I vigneti ricoprivano 551 ha (per fare un raffronto, basti pensare che nel 1910 i vigneti coprivano 1700 ha), mentre i frutteti e gli oliveti erano estesi su 169 ha e i prati su 195 ha. La produzione agricola annua del 1991 fu di 3.300 t di uve di vari tipi, 10 t di olive, 17 t di patate, 4.400 t di fieno, 13.000 hl di vino e 20 hl di olio. Di minore portata e in calo, erano le produzioni di grano, orzo, cipolle (100-200 t), pomodori, cavoli, etc.

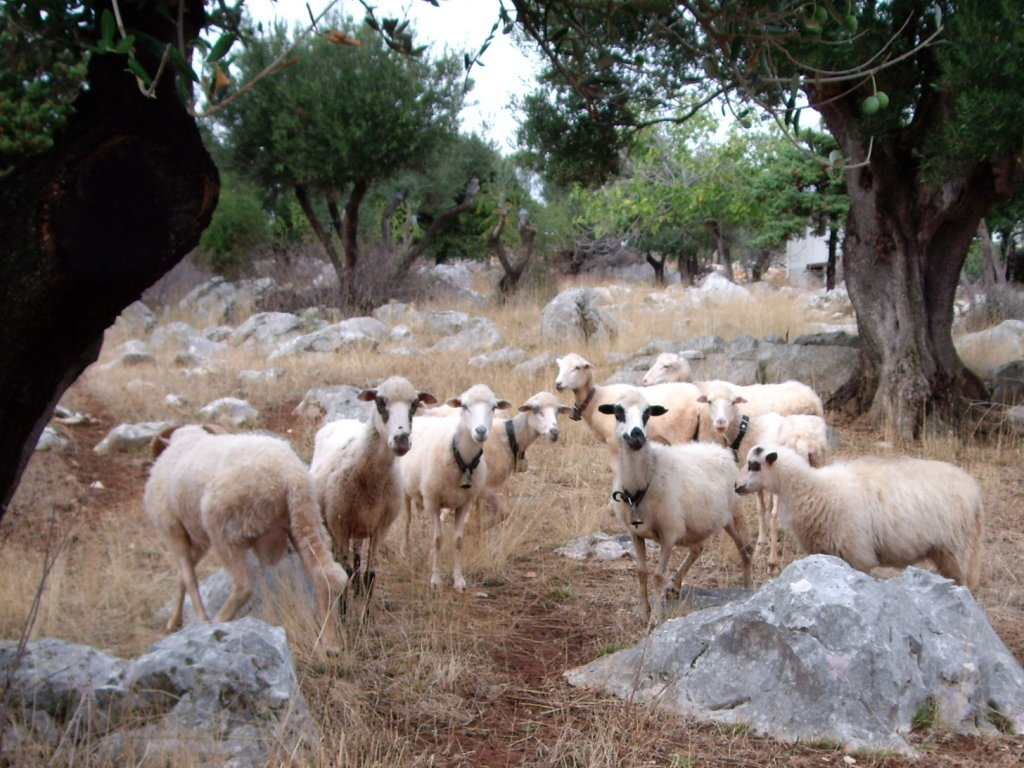
Un piccolo gregge nella zona di Loni

L'allevamento è altrettanto sviluppato ma anch'esso in calo. Nel '91 si contavano circa 17.000 pecore (in passato si arrivava ad oltre 50.000 esemplari), un centinaio di maiali, 12 000 unità di pollame (unico settore in aumento), e pochi cavalli e buoi, con relativa diminuzione dei prodotti a essi associati (formaggi, carne e lana).
Il settore forestale è di basso livello. Boschi e vivai coprivano circa 1500 ha nel 1993 (2.150 ha nel 1910) per totale ipotetico di legname che si aggira attorno ai 40000 m³. All'anno venivano comunque abbattuti 200–300 m³ di legname e venivano riforestati in media 25 ha.
Il settore industriale è un importante ramo dell'economia dell'isola. Le saline di Pago e Dignisca, le prime allungate su un'area di 3,01 km² nella valle delle Saline, producono 20.000 t di sale l'anno, grazie alle condizioni climatiche e geomorfologiche favorevoli.

Inoltre sono presenti una fabbrica di lavorazione della plastica, un caseificio, uno stabilimento per la fornitura di energia elettrica e altre piccole fabbriche.
Turismo e commercio sono attività divenute molto importanti negli ultimi decenni. Nel 1990 c'erano 60 negozi e 131 servizi di ristorazione, e il numero dei letti per i turisti era di circa 22.000. Sebbene il maggior traffico turistico sia riscontrabile nelle città di Pago e Novaglia, anche gli insediamenti minori sono diventate una meta per turisti, soprattutto dopo la costruzione del ponte e delle strade, e l'attivazione delle linee di traghetto. Il maggior numero di turisti registrato è stato di 104.000 nel 1987 con oltre 1.000.000 di pernottamenti, seguito dai 103.000 del 1989. Dall'anno seguente, a causa della guerra, il numero è diminuito del 30% riprendendosi solo nel 2000 (600.000 pernottamenti registrati). Gli stranieri che visitano l'isola sono circa il 60% del totale, e coloro che pernottano sono il 65%.

La spiaggia di Zrće (valle Sanità), in particolare, è un famoso complesso turistico-balneare, composto da diverse discoteche, club e servizi vari, che attira ogni anno migliaia di turisti.

## Monumenti e luoghi di interesse
Pago è ricca di attrazioni naturali, siti storici e luoghi da visitare. Tra le attrazioni più rinomate ci sono alcune delle già citate aree protette, come gli oltre 80.000 olivi della penisola di Loni, gli stagni Grande e Piccolo meta dei birdwatchers e il paesaggio significativo di Dubrava-Hanzina, le numerose spiagge, il monte San Vito da cui si gode di un ampio panorama, le varie rovine dei castellieri, quelle romane, e altri edifici di epoche differenti.

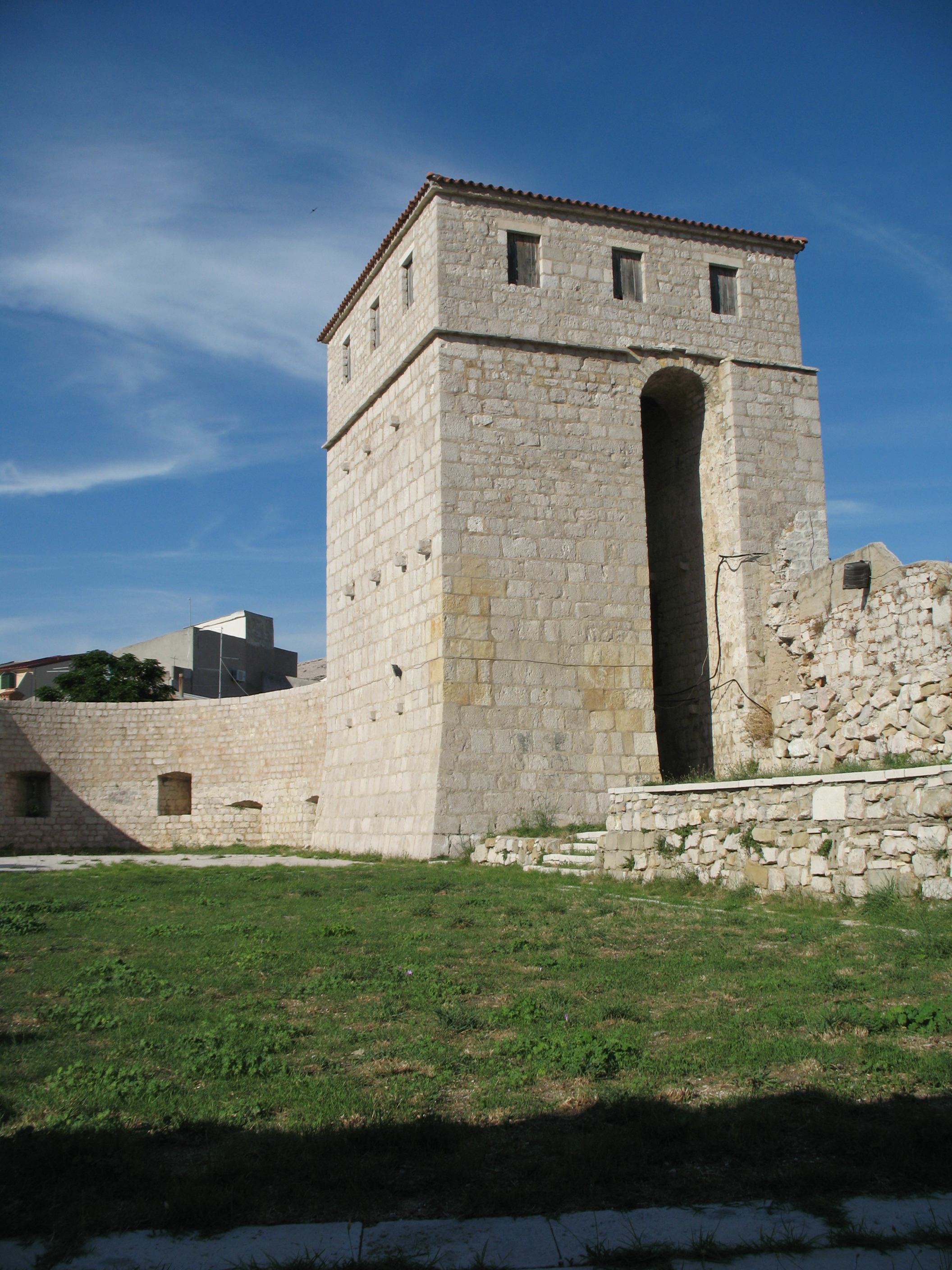
La torre Scrivanat

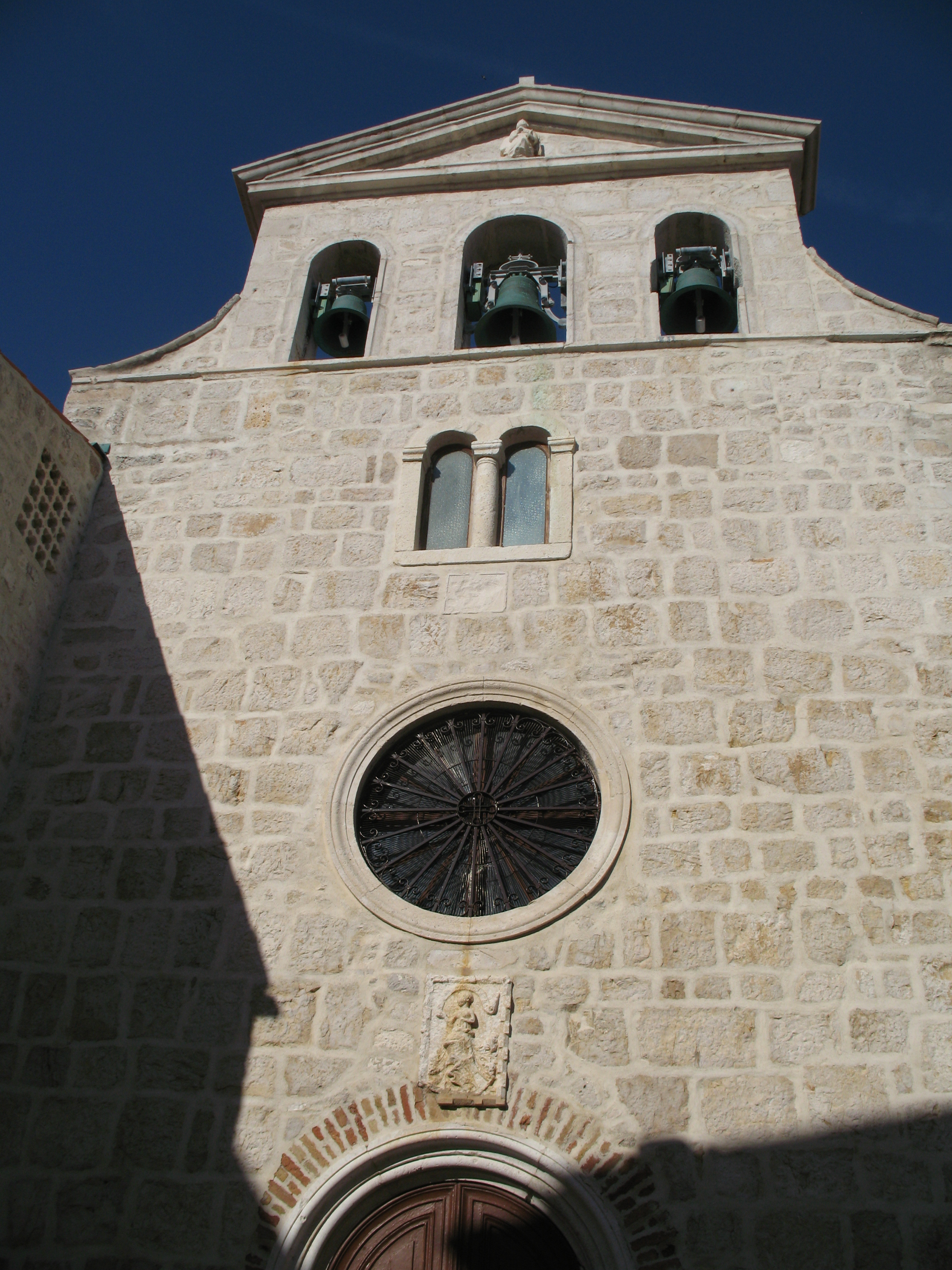
Facciata del monastero di Santa Margherita

A Pago città si possono visitare i resti delle mura e delle torri rinascimentali. Si sono conservati il tratto settentrionale che comprende i bastioni e la torre Scrivanat, e un tratto a sud. Inoltre, l'attuale edificio del comune è la restaurata torre ottagonale del Camerlengo, un tempo equipaggiata con armi leggere a difesa del centro e dell'ingresso cittadino.

Il Palazzo del Principe, risalente al XV secolo, si affaccia sulla piazza centrale. Era sede amministrativa durante il governo veneziano, mentre oggi serve da centro culturale e vi si tengono mostre, spettacoli e altri eventi.

Sempre in città, nella zona occidentale, si può vedere il monastero benedettino di Santa Margherita (samostan Svete Margarite), insieme alla chiesa omonima e alla cappella di San Nicola. Il monastero, costruito in stile rinascimentale con elementi gotici, ha una lunga storia che parte molto prima della sua fondazione nel 1318 da parte di una comunità femminile. In seguito, ha avuto un ruolo molto importante nell'educazione delle donne dell'isola: è stato infatti sede di una scuola pubblica e di una scuola di merletto. Durante le guerre, invece, è stato un punto di riferimento per la popolazione, in quanto qui si distribuivano vestiti, cibo, medicinali e venivano ospitati poveri, bambini e rifugiati.
Il triangolo di Pago (Paški trokut) è una formazione morfologica scoperta nel 1999 in una zona a est di Novaglia e Zasca. Si tratta di un triangolo isoscele con due lati di 22 m e un lato di 32 m che differisce dall'area circostante per la conformazione delle rocce che sono state esposte ad elevate temperature ed emanano una luce rossa se colpite da raggi ultravioletti. Si pensa che il triangolo risalga ad un periodo compreso tra gli 8.000 e i 12.000 anni fa. Meta di ufologi e turisti, il sito è stato visitato da 30 000 persone nei tre anni successivi alla scoperta e da circa 1.000.000 al 2009.
Il museo cittadino di Novaglia ospita una collezione idroarcheologica, fotografie, reperti etnografici dell'inizio del XX secolo, reperti preistorici, e lavori di numerosi artisti. Alcuni dei reperti del museo provengono dal sito sottomarino di uvala Vlaška Mala, aperto ai visitatori subacquei, dove nel I secolo a.C. una nave mercantile romana è naufragata con un carico di anfore per il trasporto del vino.

Il museo del sale si trova invece a Pago, in uno dei vecchi depositi delle saline, e ospita una mostra permanente che ha come soggetto il sale e la sua lavorazione.
A cinque chilometri da Pago, sulla strada che porta da Bošana alla spiaggia di valle Sanità e alle falde del mone San Vito, si trova un monumento in marmo che indica il passaggio del 15º meridiano.
Un'edicola votiva si trova nei pressi del ponte di Pago con un testo che cita: "U čast i hvalu Gospi koja nas je sačuvala 1991. godine. Branitelji otoka Paga." (In onore e lode di Nostra Signora che ci ha protetti nel 1991. Difensori dell'isola di Pago).

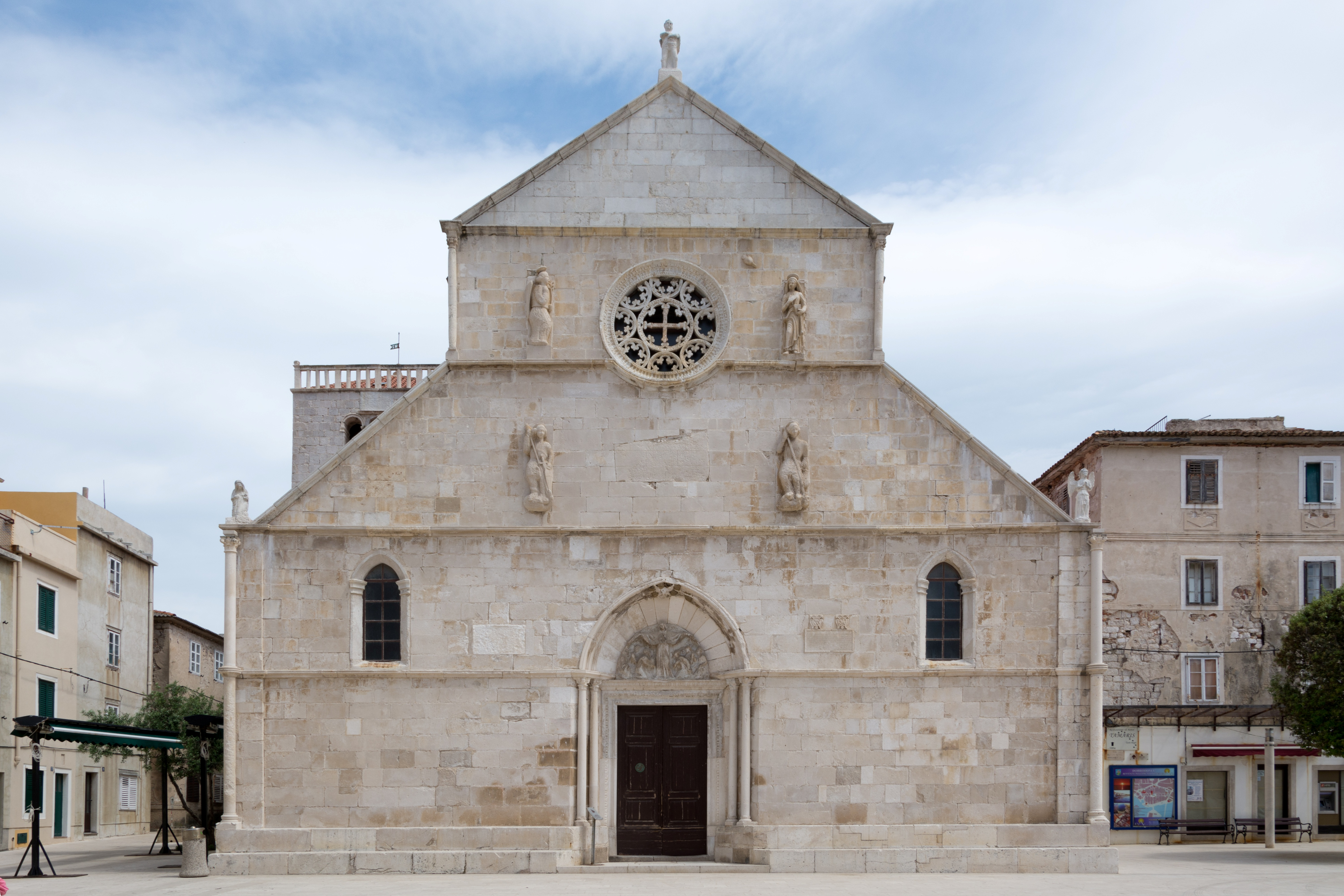
La chiesa dell'Assunzione di Maria

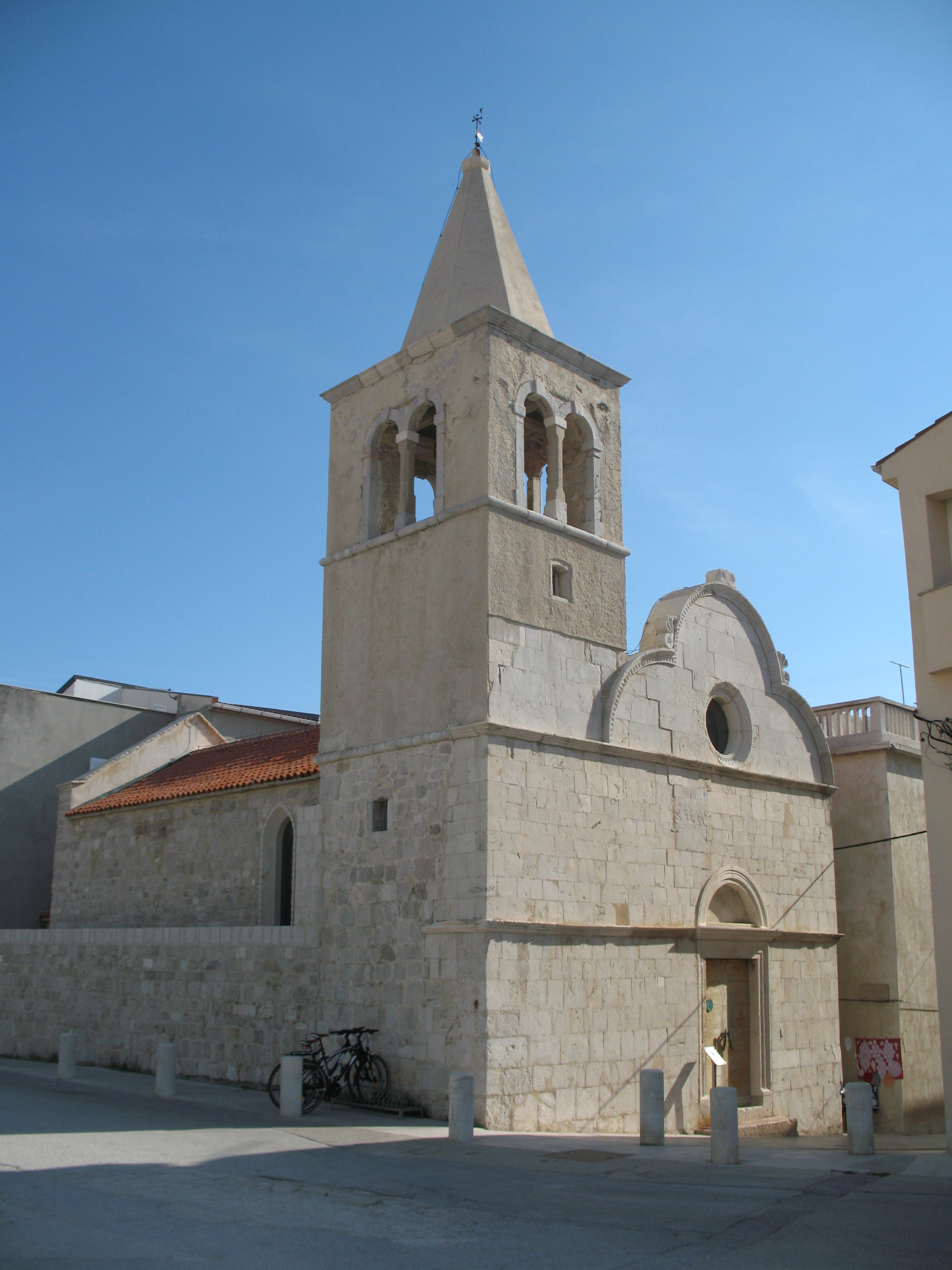
La chiesa di San Giorgio a Pago

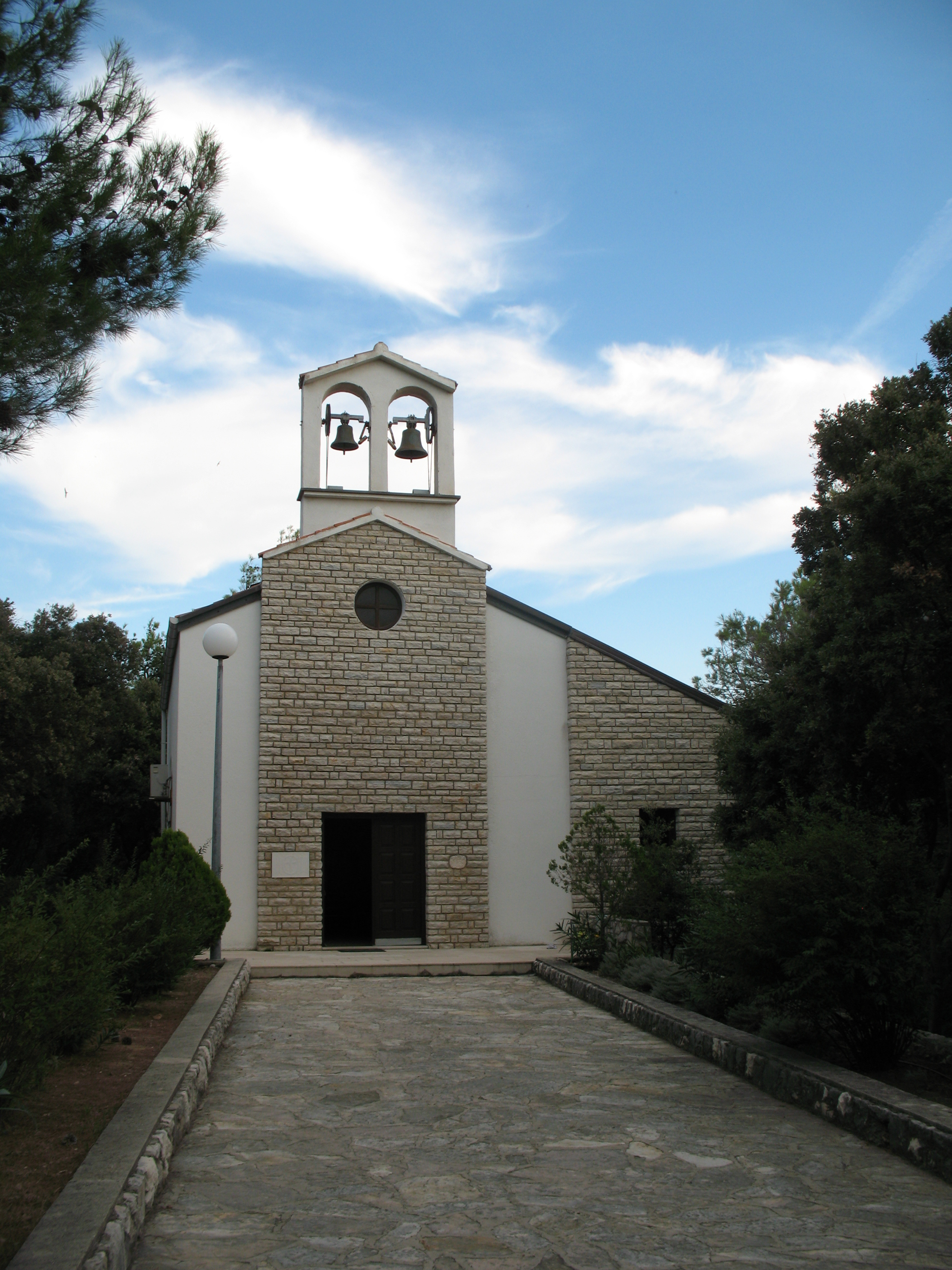
La chiesa di San Nicola a San Simone

Tra le molte chiese presenti sull'isola si possono citare:

nella città di Pago:
- la chiesa dell'Assunzione di Maria (crkva Marijinog Uznesenja) è una basilica a tre navate, lunga 23 m, con elementi gotici e rinascimentali, facciata romanica e un campanile annesso[274]. Si trova al centro di Pago e la sua data di costruzione coincide con quella della fondazione della città (1443)[274]. Al suo interno sono conservate alcune opere d'arte di grande valore[274];
- la chiesa di San Giorgio (crkva svetog Juraj) è una chiesa del XV secolo, ampliata nel XVI, che inizialmente faceva parte delle mura cittadine[275]. Durante la ristrutturazione ricevette una semplice facciata semicircolare rinascimentale[275]. Il portale è in stile romanico, sopra esso si trova una lunetta proveniente da Terravecchia (Starigrad) e alla sua sinistra si erge un piccolo campanile a base quadra[275];
- la chiesa di San Francesco (crkva sv. Frane) era la chiesa annessa al monastero francescano chiuso nel 1795[276]. La sede del monastero ospitò una scuola elementare fino alla definitiva demolizione del 1854[276]. La chiesa, che si trova nella parte meridionale della città, è oggi famosa per la processione che ogni domenica delle Palme parte da qui e si dirige verso la chiesa principale[276];
- la chiesa di San Nicola (crkva sv. Nikole) è una chiesetta a nordest della città di Pago, presso il mare[277]. Il 6 luglio è raggiunta da una processione di circa un'ora che parte da Pago[277];
- a Dignisca ci sono le rovine della chiesa di Santa Croce (crkva sv. Križa) e la chiesa di San Mauro (crkva sv. Maura) del XIV secolo, e la chiesetta di San Bartolomeo (crkvica sv. Bartolomeja) del 1426[273];
- a Stara Vas sorgeva la chiesa medievale di San Giorgio (crkva sv. Jurja)[273];
- a Scania si trova la chiesa di San Girolamo (crkva sv. Jeronima) del 1401[278]. Al suo interno conserva una lapide con un'iscrizione glagolitica che testimonia la sepoltura del parroco Ivan Tešćić (1485) e della sua famiglia[278];
- a San Simone si possono vedere la cappella di Sant'Antonio (kapela sv. Antona) e la chiesa di San Nicola (crkva sv. Nikole)[279]
- le rovine della chiesetta di San Vito (crkvica sv. Vida), costruita nel 1348, si trovano invece sul monte omonimo[279][280];

nel comune di Pogliana:
- un'altra chiesa di San Nicola si trova sempre presso il mare, ma nel comune di Pogliana[281]. Costruita sul sito di una villa rustica romana, è un edificio in stile paleocristiano di quasi 10 m di lunghezza e quasi 5 di larghezza[281];
- la chiesa di San Martino (Crkva sv. Martine) è stata la prima parrocchia di Pogliana e viene già citata nel 1334[282]. Si trova nella zona di Pogliana Vecchia[282];
- la chiesa di San Giorgio (župna crkva sv. Jurja) è la parrocchia cittadina[282]. Del 1765, è stata ristrutturata nel 1898 di recente ha subito diversi danni alla struttura e agli arredi e opere d'arte qui custoditi[282];

nel comune di Colane:
- la parrocchia di San Luca (župna crkva sv. Luke) è una chiesa citata in un documento del 1705 in cui si dice che è stata riparata è può essere usata per scopi ecclesiastici[279]. È lunga 12 m e larga 5, con un campanile che sorge al centro della facciata anteriore[279];
- la chiesa di Nostra Signora della Neve (crkva Gospe od snijega) a Mandrie è un edificio a navata singola di recente costruzione (2005) e ha una torre campanaria a forma di croce[279];
- nei dintorni si può vedere anche la chiesetta votiva di San Girolamo (zavjetna crkvica sv. Jeronima) nella piana di Slatina vicino a Kolanjski Gajac[279];

nella città di Novaglia:

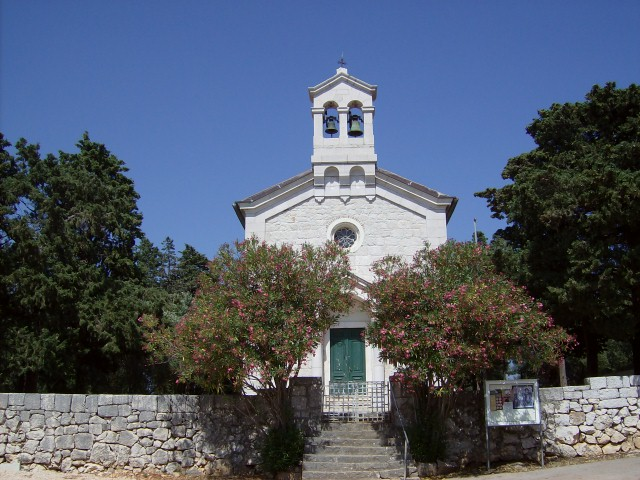
La chiesa di San Girolamo a Loni

- la chiesa di Santa Caterina (crkva sv. Katarine) risale al 1908 e si trova poco lontano dal centro di Novaglia[283];
- la chiesa della Madonna del Rosario (crkva Majke Božje od Ružarija) è un edificio a tre navate situato al centro della città ed è localmente conosciuta come Mala crkva (Piccola chiesa)[284]. La chiesa risale al V secolo ma è stata ampiamente ampliata e ristrutturata nel XVII secolo e vi si possono riconoscere, infatti, elementi di stile gotico, romanico e stili più antichi[284].
- sempre nei pressi di Novaglia si possono osservare anche i resti di tre chiese paleocristiane[284], ;
- a Barbato Superiore c'è la parrocchia dell'Immacolata Concezione (župna crkva Bezgrješnog začeća) del 1854[285]. È una chiesa a una navata, ristrutturata nel 1903 e nel 1970, e servita dal parroco di Colane[285];
- a Barbato Inferiore c'è invece la chiesetta della Visitazione di Maria (crkvicu Pohođenja Marijina) risalente al XV secolo, come cita l'iscrizione all'ingresso[285]
- a Loni, infine, ci sono la parrocchia di San Girolamo (župna crkva sv. Jeronima), iniziata a costruire nel 1895 e terminata a Natale del 1900[286], la più antica chiesa dell'Angelo Custode (crkva Anđeli čuvari, 1719-1738)[287], la piccola cappella di Nostra Signora della Salute (Gospa od zdravlja, 1875-1899) all'ingresso del villaggio[288] e la recente chiesa di Cristo Re (crkva Krista Kralja, 1970) a Jakisnizza[289].

### Cartografia
- (HR) Mappa topografica della Croazia 1:25000, su preglednik.arkod.hr.
- Carta di cabottaggio del mare Adriatico, foglio V, Milano, Istituto geografico militare, 1822-1824. URL consultato il 19 agosto 2017 (archiviato dall'url originale il 23 agosto 2021).
- G. Giani, Carta prospettiva delle Comuni censuarie della Dalmazia, foglio 2, 1839. Fondo Miscellanea cartografica catastale, Archivio di Stato di Trieste.